# وینستون چرچیل
سر وینْستون لِئونارد اِسْپِنْسِر چِرْچیل (انگلیسی: Sir Winston Leonard Spencer Churchill؛ ۳۰ نوامبر ۱۸۷۴ – ۲۴ ژانویهٔ ۱۹۶۵) سیاستمدار، افسر ارتش و نویسندهٔ بریتانیایی بود. او طی سال‌های ۱۹۴۰ تا ۱۹۴۵، یعنی در طول جنگ جهانی دوم، و بار دیگر بین سال‌های ۱۹۵۱ تا ۱۹۵۵ نخست‌وزیر بریتانیا بود. چرچیل از سال ۱۹۰۰ تا ۱۹۶۴ (به استثنای دو سال ۱۹۲۲ تا ۱۹۲۴) نمایندهٔ پارلمان بود. او به لیبرالیسم اقتصادی و امپریالیسم باور داشت و بیشتر عمرش را عضو حزب محافظه‌کار بود و از سال ۱۹۴۰ تا ۱۹۵۵ رهبری آن را نیز بر عهده داشت. چرچیل همچنین از سال ۱۹۰۴ تا ۱۹۲۴ عضو حزب لیبرال بود.
چرچیل از پدر و مادری بریتانیایی و آمریکایی در آکسفوردشر متولد شد. خانواده‌اش ثروتمند و آریستوکرات بودند. در سال ۱۸۹۵ به ارتش بریتانیا پیوست و در هندوستان، جنگ مهدیون سودان و جنگ بوئر دوم خدمت کرد. او در این نبردها برای خود به عنوان خبرنگار جنگ شهرتی یافت و مشاهداتش را در قالب کتاب‌هایی چاپ کرد. چرچیل نخستین بار در سال ۱۹۰۰ به عنوان عضو حزب محافظه‌کار وارد مجلس عوام بریتانیا شد اما مدتی بعد به حزب لیبرال پیوست. او در دولت لیبرال هربرت اسکویت رئیس هیئت تجارت، وزیر کشور و لرد اول دریانوردی (نمایندهٔ دولت در نیروی دریایی) بود. نبرد گالیپولی در جنگ جهانی اول با تأیید او انجام شد و حاصلش شکستی فاجعه‌بار و برکناری چرچیل از مقام وزارت در نیروی دریایی بود. او از دولت استعفا داد و به عنوان فرماندهٔ هنگ تفنگداران اسکاتلندی در جبههٔ غربی جنگ جهانی اول خدمت کرد. پس از دو سال خدمت در جبهه‌ها، در سال ۱۹۱۷ به دولت دیوید لوید جرج پیوست و به ترتیب وزیر مهمات، وزیر جنگ، وزیر نیروی هوایی و وزیر مستعمرات شد و بر امضای پیمان انگلیس و ایرلند و سیاست خارجی بریتانیا در خاورمیانه نظارت داشت.
چرچیل در طول دههٔ ۱۹۳۰ از دولت دور ماند، اگرچه کرسی خود در پارلمان را حفظ کرد. او خواهان تجدید قوای نظامی بریتانیا در مقابل خطر رو به گسترش نظامی‌گری در آلمان نازی بود. با آغاز جنگ جهانی دوم مجدداً به عنوان لرد اول دریانوردی به دولت بازگشت و در سال ۱۹۴۰ نخست‌وزیر بریتانیا و جانشین نویل چمبرلین شد. چرچیل رهبری بریتانیا در جنگ جهانی دوم علیه نیروهای محور را بر عهده داشت که در نهایت به پیروزی در سال ۱۹۴۵ انجامید. محافظه‌کاران پس از پایان جنگ در انتخابات ۱۹۴۵ شکست خوردند و رهبری اپوزیسیون را بر عهده گرفت. او در هنگامهٔ آغازین جنگ سرد نسبت به خطر نفوذ شوروی در اروپا و ایجاد پرده‌ای آهنین هشدار داد و خواهان وحدت اروپا شد. چرچیل در سال ۱۹۵۱ دوباره نخست‌وزیر شد. چرچیل جایزهٔ نوبل ادبیات را در سال ۱۹۵۳ به‌خاطر نوشته‌هایش و به ویژه مجموعه کتاب جنگ جهانی دوم دریافت کرد. او در دورهٔ دومش درگیر مسائل خارجی متعددی از جمله روابط بریتانیا و آمریکا و حفظ امپراتوری بریتانیا در عین استعمارزدایی آن زمان شد. دولت او در سیاست داخلی به افزایش ساخت و ساز مسکن و ساخت بمب هسته‌ای پرداخت. با زوال سلامتیش، در سال ۱۹۵۵ از نخست‌وزیری استعفا کرد، هرچند تا ۱۹۶۴ در مجلس باقی ماند. او در سال ۱۹۶۵ درگذشت و با تشییع جنازه‌ای رسمی به خاک سپرده شد.
چرچیل یکی از سیاستمداران تأثیرگذار قرن بیستم است. مجلهٔ تایم در سال ۱۹۴۹ وینستون چرچیل را به‌عنوان «مرد نیمهٔ اول قرن بیستم» انتخاب کرد. او سال ۱۹۴۰ نیز به‌عنوان مرد سال تایم انتخاب شده بود. چرچیل در میان عامهٔ مردم مظهر زیرکی است. او در بریتانیا و کشورهای انگلیسی‌زبان فردی محبوب است و او را مدافع لیبرال دموکراسی در برابر فاشیسم می‌بینند. از او به دلیل نظراتش دربارهٔ نژاد و امپریالیسم و برخی تصمیمات زمان جنگش انتقاد شده است. مورخان چرچیل را یکی از بزرگ‌ترین نخست‌وزیران تاریخ بریتانیا به‌شمار می‌آورند.

## سال‌های اولیه زندگی

### کودکی و مدرسه: ۱۸۷۴–۱۸۹۵

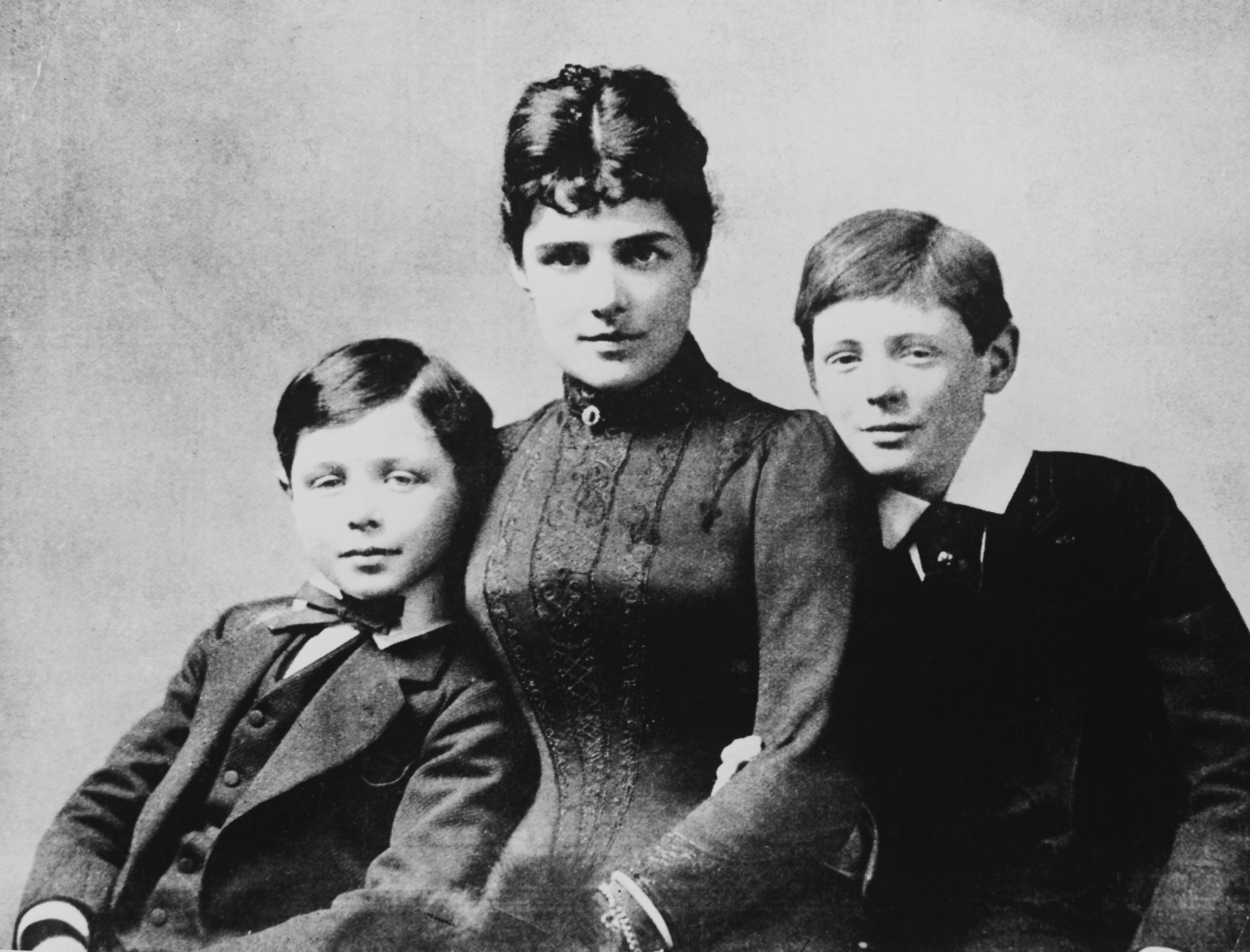
جنی اسپنسر چرچیل و پسرانش، جک (چپ) و وینستون (راست) در سال ۱۸۸۹

وینستون چرچیل در ۳۰ نوامبر ۱۸۷۴ در کاخ بلنهایم، خانهٔ اجدادی خانواده‌اش در آکسفوردشر، به دنیا آمد. او از طرف پدر نوادهٔ جان چرچیل، اولین دوک مارلبورو و عضوی از طبقهٔ اشراف بریتانیا بود. پدرش، لرد راندولف چرچیل که عضو حزب محافظه‌کار بود، در سال ۱۸۷۴ به عنوان عضو پارلمان از وودستوک انتخاب شده بود. مادرش جنی دختر لئونارد جروم، تاجر ثروتمند آمریکایی، بود.
جان اسپنسر-چرچیل، هفتمین دوک مارلبورو، پدربزرگ پدری چرچیل، در سال ۱۸۷۶ به عنوان نایب‌ السلطنهٔ ایرلند که در آن زمان بخشی از پادشاهی متحد بود، منصوب شد. پسرش راندولف منشی خصوصی او شد و خانواده به دوبلین نقل مکان کردند. جک، برادر وینستون، در سال ۱۸۸۰ همان‌جا به دنیا آمد. در طول دههٔ ۱۸۸۰، راندولف و جنی عملاً از هم جدا شدند و مراقبت از بچه‌ها بیشتر به عهدهٔ پرستارشان الیزابت اورست افتاد. الیزابت در سال ۱۸۹۵ درگذشت؛ چرچیل در عزایش نوشت «او در تمام مدت بیست سالی که زندگی کرده‌ام، عزیزترین و نزدیک‌ترین دوستم بود.»
چرچیل در سن هفت سالگی برای تحصیل به مدرسهٔ شبانه‌روزی سنت جرج در اسکات بارکشر رفت، اما دانش‌آموز درسخوانی نبود و رفتار ضعیفی داشت. در سال ۱۸۸۴ به مدرسه برانزویک در هوو منتقل شد عملکرد تحصیلی‌اش آنجا بهبود یافت. در آوریل ۱۸۸۸ که ۱۳ ساله بود، به سختی در امتحان ورودی مدرسهٔ هاروو قبول شد. پدرش می‌خواست او را برای حضور در ارتش آماده کند، بنابراین سه سال آخر حضورش در هاروو تعلیمات مرتبط با نظام دید. چرچیل دو بار از ورود به کالج نظامی سلطنتی سندهرست بازماند اما در سومین تلاشش موفق شد. او در سپتامبر ۱۸۹۳ به عنوان دانشجوی افسری در سواره‌نظام پذیرفته شد. پدرش در ژانویهٔ ۱۸۹۵، یک ماه پس از فارغ‌التحصیلی چرچیل از سندهرست، درگذشت.

### کوبا، هند و سودان: ۱۸۹۵–۱۸۹۹

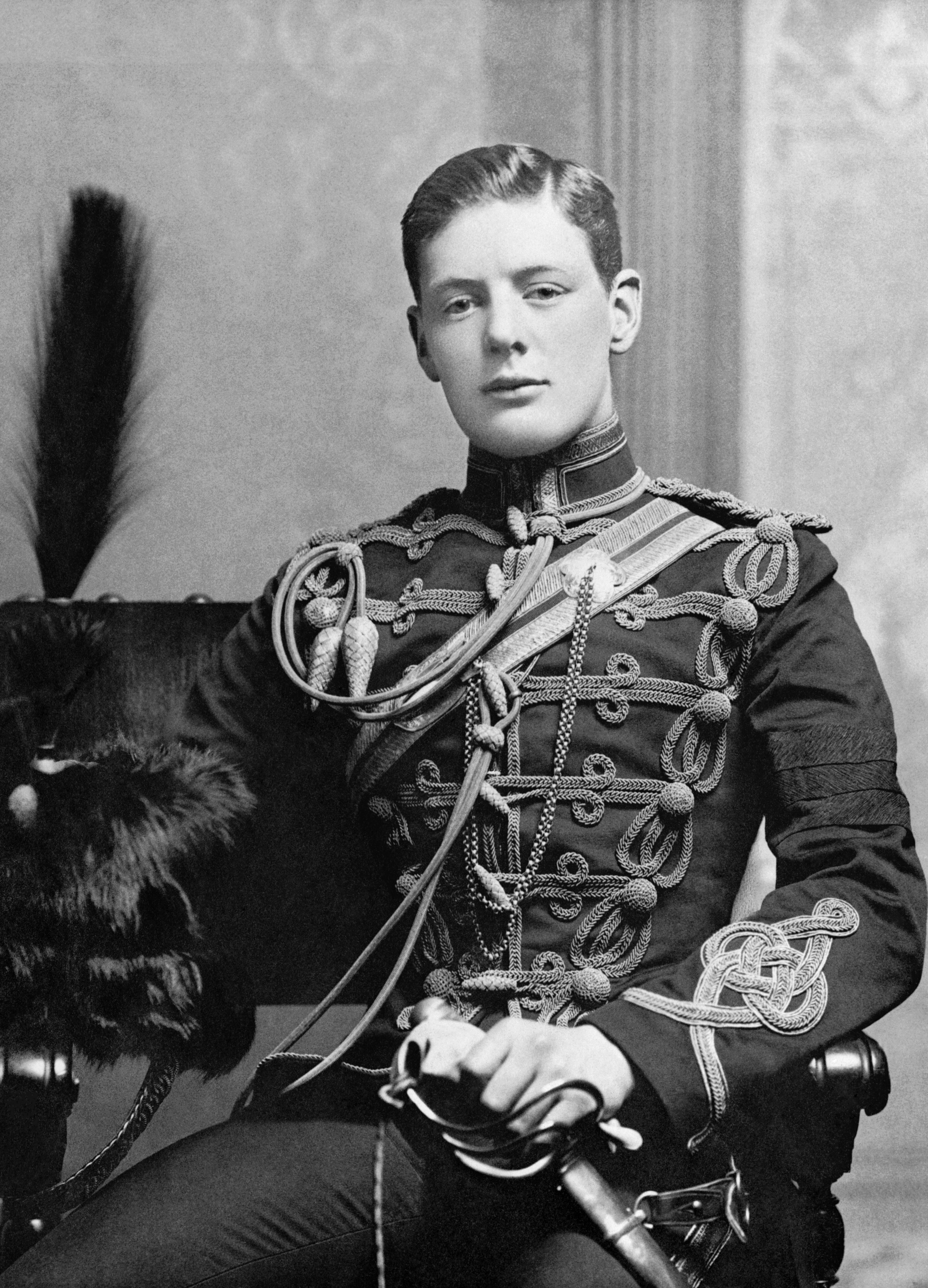
چرچیل در یونیفرم هنگ چهارم هوسارهای مخصوص ملکه مستقر در الدرشات، سال ۱۸۹۵

چرچیل در فوریهٔ ۱۸۹۵ به درجهٔ ستوان دومی در هنگ چهارم هوسارهای مخصوص ملکه از ارتش بریتانیا که در الدرشات مستقر بود، رسید. او که مشتاق تجربهٔ نبرد بود، از نفوذ مادرش برای فرستاده شدن به منطقهٔ جنگی استفاده کرد. در پاییز ۱۸۹۵ به همراه دوستش رِجی بارنز که در آن زمان افسر زیردست بود، برای مشاهدهٔ جنگ استقلال کوبا به آن کشور رفت و به نیروهای اسپانیایی که در تلاش برای سرکوب مبارزان استقلال‌طلب بودند پیوست. او درگیری‌های کوچکی شرکت کرد. چرچیل گزارش‌هایی دربارهٔ این درگیری برای روزنامهٔ دیلی گرافیک در لندن فرستاد. او سپس به نیویورک رفت و ایالات متحده را سخت پسندید؛ چرچیل برای مادرش نوشت که «آمریکایی‌ها چه مردمان خارق‌العاده‌ای هستند!» او همراه با هوسارها در اکتبر ۱۸۹۶ به بمبئی رفت. در بنگلور مقیم شد و ۱۹ ماه در هند ماند، سه بار از کلکته بازدید کرد و در لشکرکشی‌ها به حیدرآباد و شمال غرب مرز هند شرکت جست.
در هند، چرچیل به خودآموزی رو آورد و آثار طیف وسیعی از نویسندگان از جمله افلاطون، ادوارد گیبون، چارلز داروین و تامس ببینگتن مکولی را مطالعه کرد. کتاب‌ها را مادرش برای او می‌فرستاد و به‌طور مرتب با او مکاتبه داشت. او همچنین می‌خواست از تحولات سیاسی آگاهی بیابد و از مادرش خواست نسخه‌ای از سالنامهٔ ثبت وقایع را برایش بفرستد. چرچیل در یکی از نامه‌ها به مادرش در سال ۱۸۹۸ دربارهٔ عقاید مذهبی خود نوشت: «من هیچ نوع باور مذهبی، اعم از مسیحی و غیرمسیحی را نمی‌پذیرم.» چرچیل در کلیسای انگلستان تعمید یافته بود اما در جوانی دوره‌ای شدیداً با مسیحیت مخالف بود و در بزرگسالی ندانم‌گرا شد. او در نامهٔ دیگری به یکی از پسرعموهایش، از مذهب به عنوان «مخدری دلپذیر» یاد می‌کند و می‌گوید پروتستانتیسم را به کاتولیک رومی ترجیح می‌دهد چون این مذهب «یک گام به عقل نزدیک‌تر است.»
چرچیل به به امور پارلمانی بریتانیا علاقه داشت و خود را «لیبرال در همه چیز به جز نام» می‌دانست چون با حمایت حزب لیبرال از خودمختاری ایرلند موافق نبود. در عوض، به جناح «دموکراسی توری» حزب محافظه‌کار گرایش پیدا کرد و در بازگشت به بریتانیا، اولین سخنرانی عمومی خود را برای «اتحادیه پامچال» این حزب در کلاورتون داون، نزدیک باث ایراد کرد. او دیدگاه‌های اصلاح‌طلبانه و محافظه‌کارانه را ترکیب و از ترویج آموزش سکولار و غیردینی حمایت می‌کرد، اما با حق رأی زنان مخالف بود.
چرچیل داوطلبانه به نیروهای میدانی مالاکاند به رهبری بیندون بلاد در مبارزه علیه شورشیان مومند در درهٔ سوات در شمال غرب هند پیوست. بلاد با این شرط او را پذیرفت که به عنوان خبرنگار فعالیت کند و این، آغاز دوران نویسندگی چرچیل بود. او در اکتبر ۱۸۹۷ به بنگلور بازگشت و آنجا اولین کتاب خود به نام داستان نیروهای میدانی مالاکاند را نوشت که نقدهای مثبتی دریافت کرد. او همچنین ساورولا، رمانی رمانتیک روریتانیایی که تنها اثر داستانی اوست را هم در همین زمان نوشت. چرچیل نوشتن را برای سرگرمی پی می‌گرفت، به خصوص در سال‌های دوران سیاسی‌اش که از دولت بیرون می‌ماند. نوشتن، مهم‌ترین حفاظ او در برابر افسردگی‌های مکرر بود که چرچیل از آن به عنوان «سگ سیاه» خود یاد می‌کرد.
چرچیل با استفاده از روابطش در لندن، به عنوان افسر زیردست در هنگ ۲۱م لانسرز به لشکرکشی ژنرال هربرت کیچنر در سودان ملحق شد و همزمان به عنوان روزنامه‌نگار برای روزنامهٔ مورنینگ‌پست کار می‌کرد. پس از نبرد ام درمان در ۲ سپتامبر ۱۸۹۸ با مهدیون سودان که معتقد بودند مهدی ظهور کرده، فعالیت هنگ ۲۱م لانسرز به حالت تعلیق درآمد. در اکتبر، چرچیل به انگلستان بازگشت و نوشتن کتاب جنگ رودخانه که شرحی از این لشکرکشی بود را آغاز کرد. این کتاب در نوامبر ۱۸۹۹ منتشر شد. در همین زمان تصمیم گرفت ارتش را ترک کند. او از اقدامات کیچنر در طول جنگ، به ویژه رفتار بی‌رحمانهٔ او با مجروحان دشمن و بی‌احترامی‌اش به آرامگاه محمد احمد المهدی در ام درمان، انتقاد کرد.
چرچیل در ۲ دسامبر ۱۸۹۸ برای رسیدگی به امور نظامی و تکمیل استعفای خود از هنگ ۴م هوسارها به هندوستان رفت. آنجا او بخش زیادی از وقت خود را به بازی چوگان — تنها ورزش توپی که به آن علاقه داشت — می‌گذراند. چرچیل پس از ترک هوسارها در ۲۰ مارس ۱۸۹۹ با عزم راسخ برای آغاز حرفه‌ای در سیاست از بمبئی راه خانه در پیش گرفت.

### سیاست و آفریقای جنوبی: ۱۸۹۹–۱۹۰۱

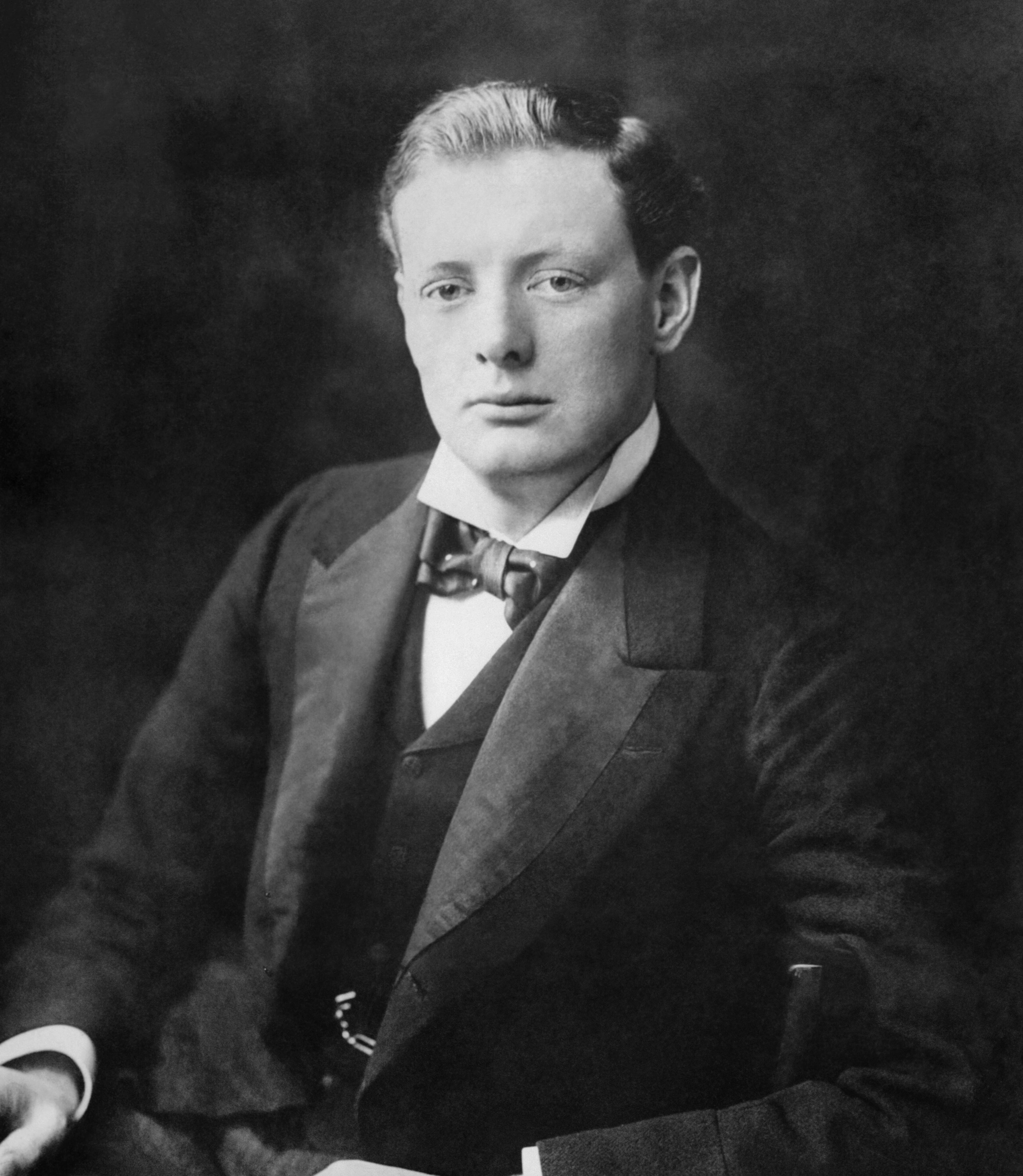
چرچیل در سال ۱۹۰۰ در زمان اولین حضورش در انتخابات پارلمان

چرچیل با هدف راه یافتن به پارلمان، در جلسات حزب محافظه‌کار سخنرانی کرد و به عنوان یکی از دو نامزد پارلمانی حزب در انتخابات میان‌دوره‌ای ژوئن ۱۸۹۹ در اولدهام لنکشایر انتخاب شد. چرچیل در مبارزات انتخاباتی خود را «محافظه‌کار و دموکرات توری» معرفی می‌کرد. اگرچه کرسی‌های اولدهام پیش از آن در اختیار محافظه‌کاران بود، اما این بار حزب لیبرال با اختلاف کمی پیروز شد و چرچیل از راه‌یابی به پارلمان بازماند.
چرچیل که وقوع دومین جنگ بوئر بین بریتانیا و جماهیر بوئر را پیش‌بینی می‌کرد، به عنوان خبرنگار روزنامهٔ مورنینگ‌پست تحت سردبیری جیمز نیکول دان به آفریقای جنوبی سفر کرد. او در اکتبر به منطقهٔ درگیری نزدیک لیدی اسمیث — که آن زمان توسط نیروهای بوئر محاصره شده بود — و سپس به کولنسو سفر کرد. گلوله‌باران توپخانهٔ بوئر قطار او را از ریل خارج کرد و چرچیل به عنوان اسیر جنگی دستگیر و در اردوگاه اسیران جنگی بوئر در پرتوریا زندانی شد. چرچیل در دسامبر از زندان فرار کرد و با پنهان شدن در واگن‌های باری قطارهای باری و مخفی شدن در معدن، از دست تعقیب‌کنندگان خود گریخت. او سرانجام خود را به شرق آفریقای تحت‌الحمایهٔ پرتغال رساند و به امنیت رسید. فرار او توجهات زیادی به خود جلب کرد.
چرچیل در ژانویهٔ ۱۹۰۰ برای مدت کوتاهی مجدداً به ارتش ملحق شد. او به عنوان ستوان در هنگ سواره‌نظام سبک آفریقای جنوبی، به نیروهای ردورز هنری بولر که هدفشان پایان دادن محاصرهٔ لیدی اسمیث و تصرف پرتوریا بود پیوست. چرچیل و پسرعمویش چارلز اسپنسر-چرچیل تسلیم ۵۲ نگهبان زندان بوئر را خواستار شدند و تسلیم‌شدگان را اسیر کردند. چرچیل در طول جنگ آشکارا منتقد رفتارهای ضد بوئر بریتانیایی‌ها بود و می‌گفت باید با آن‌ها با «سخاوت و مدارا» رفتار کرد و پس از جنگ، از بریتانیایی‌ها خواست تا در پیروزی بزرگواری نشان دهند. او در ژوئیه از ستوانی استعفا داد و به بریتانیا بازگشت. گزارش‌های او برای روزنامهٔ مورنینگ‌پست با عنوان از لندن تا لیدی اسمیث از طریق پرتوریا منتشر شده بود و فروش خوبی داشت.
چرچیل در می‌فر لندن آپارتمانی اجاره و آن را در شش سال آینده پایگاه خود کرد. او مجدداً در انتخابات سراسری اکتبر ۱۹۰۰ به عنوان یکی از نامزدهای حزب محافظه‌کار در اولدهام شرکت کرد و با کسب پیروزی‌ای نزدیک، در سن ۲۵ سالگی به عضویت پارلمان درآمد. در همان ماه، کتاب رژهٔ ایان همیلتون را منتشر کرد، کتابی دربارهٔ تجربیاتش در آفریقای جنوبی که محور تور سخنرانی‌های او در بریتانیا، آمریکا و کانادا در نوامبر تبدیل شد. از آنجایی که حقوقی برای اعضای پارلمان در نظر گرفته نمی‌شد، این تور از نظر مالی برایش ضروری بود. چرچیل در آمریکا با مارک تواین، رئیس‌جمهور مک‌کینلی و معاون رئیس‌جمهور تئودور روزولت دیدار کرد؛ او رابطهٔ خوبی با روزولت برقرار نساخت. بعداً، در بهار ۱۹۰ سخنرانی‌های بیشتری در پاریس، مادرید و جبل‌طارق ارائه داد.

## از ورود به سیاست تا جنگ جهانی اول

### نمایندهٔ محافظه‌کار مجلس: ۱۹۰۱–۱۹۰۴

چرچیل در سال ۱۹۰۴ که حزبش را تغییر داد.

چرچیل در فوریهٔ ۱۹۰۱ وارد مجلس عوام شد و اولین سخنرانی‌اش توجهٔ گستردهٔ مطبوعات را جلب کرد. او عضو گروهی از محافظه‌کاران به نام «هولیگان‌ها» بود، اما از دولت محافظه‌کار در مسائل مختلف، به ویژه افزایش بودجهٔ نیروی زمینی، انتقاد می‌کرد. او معتقد بود هزینه‌های اضافی نظامی باید صرف نیروی دریایی شود. این امر باعث ناراحتی جناح راست محافظه‌کاران شد، اما لیبرال‌ها — که او به‌طور فزاینده‌ای با آن‌ها معاشرت داشت — به ویژه امپریالیست‌های لیبرال مانند هربرت هنری اسکویت از او حمایت کردند. در این زمینه، چرچیل بعداً نوشت «به‌طور پیوسته به جناح چپ [سیاست پارلمانی] گرایش پیدا کرده‌ام.» او به‌طور خصوصی «ایجاد تدریجی جناح دموکراتیک یا ترقی‌خواه در حزب محافظه‌کار» یا تأسیس «حزب میانی» برای متحد کردن محافظه‌کاران و لیبرال‌ها را در نظر داشت.
تا سال ۱۹۰۳، شکاف واقعی بین چرچیل و محافظه‌کاران به وجود آمده بود، عمدتاً به این دلیل که او با حمایت آن‌ها از حمایت‌گرایی اقتصادی مخالف بود. چرچیل که طرفدار تجارت آزاد بود، در تأسیس «اتحادیهٔ غذای آزاد» شرکت کرد. او احساس می‌کرد به دلیل دشمنی بسیاری از اعضای حزب موفق نخواهد شد به کابینهٔ دولتی محافظه‌کار راه یابد. در آن زمان حمایت‌ها از حزب لیبرال رو به افزایش بود و بنابراین تغییر جهت چرچیل در سال ۱۹۰۴ ممکن است محصول جاه‌طلبی شخصی نیز بوده باشد. او بارها مانند با لیبرال‌ها علیه دولت رأی می‌داد. به عنوان مثال، او با افزایش هزینه‌های نظامی مخالفت؛ از لایحهٔ لیبرال‌ها برای بازگرداندن حقوق قانونی به اتحادیه‌های کارگری حمایت؛ و با برقراری تعرفه بر کالاهای وارداتی مخالفت کرد و خود را «تحسین‌کنندهٔ جدی» اصول تجارت آزاد می‌یافت. دولت آرتور بالفور در اکتبر ۱۹۰۳ قوانین حمایتی را اعلام کرد. دو ماه بعد، انجمن محافظه‌کار اولدهام که انتقاد چرچیل از دولت خشمگینشان کرده بود، به او اطلاع داد از نامزدی‌اش در انتخابات بعدی حمایت نخواهد کرد.
در ماه مهٔ ۱۹۰۴، چرچیل با لایحهٔ پیشنهادی دولت در مورد خارجی‌ها که هدفش مهار مهاجرت یهودیان به بریتانیا بود، مخالفت کرد. او گفت این لایحه «به تعصب علیه خارجی‌ها، تعصب نژادی علیه یهودیان و تعصب کارگری علیه رقبا دامن خواهد زد» و خود را طرفدار «رویهٔ قدیم روادارانه و سخاوتمندانهٔ ورود آزاد و حق پناهندگی که این کشور مدت‌ها به آن پایبند بوده و منافع زیادی از آن به دست آورده است» توصیف کرد. در ۳۱ مهٔ ۱۹۰۴، او از صف محافظه‌کاران جدا شد و به عنوان عضو حزب لیبرال در مجلس عوام به کارش ادامه داد.

### نمایندهٔ لیبرال: ۱۹۰۴–۱۹۰۸

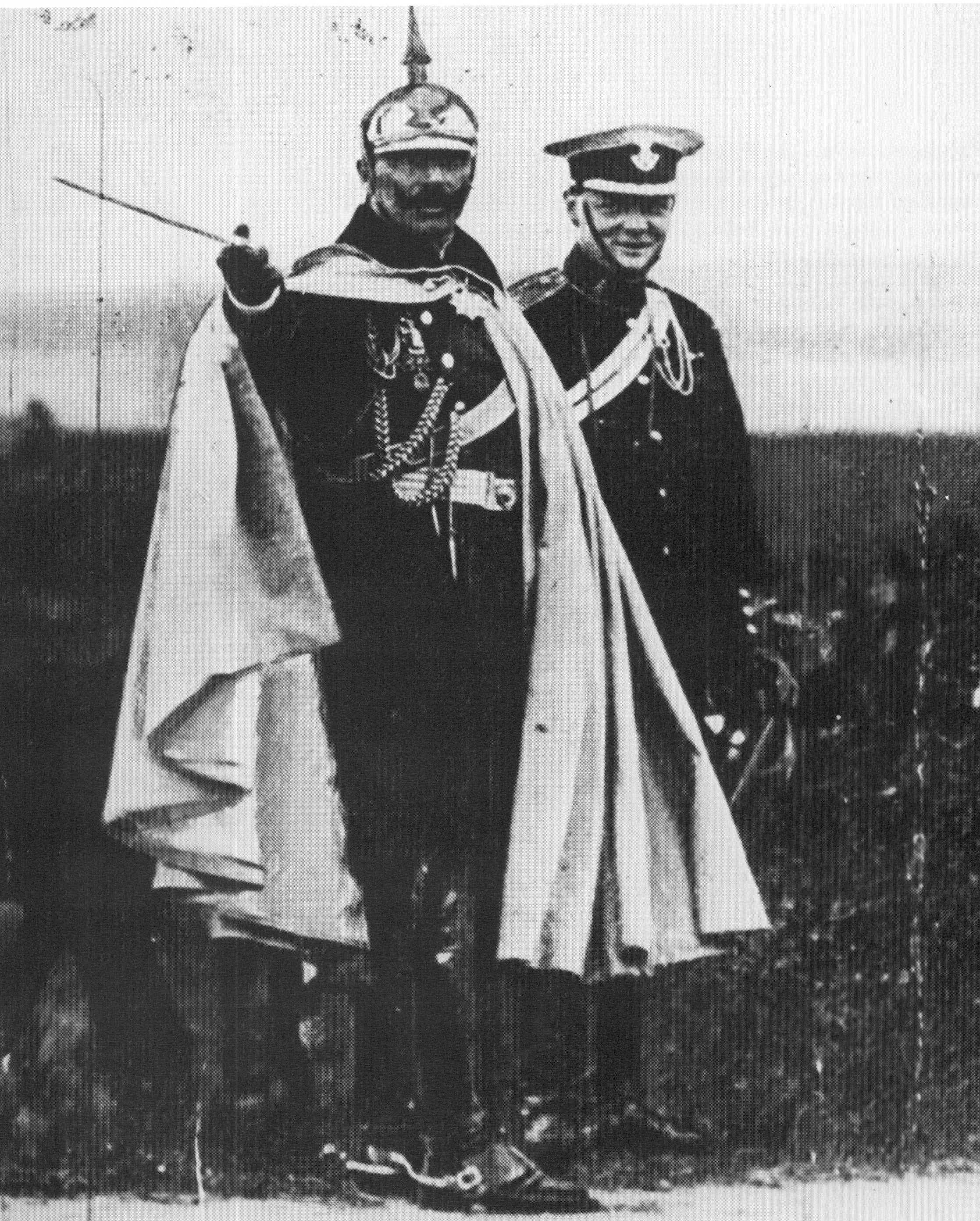
چرچیل و ویلهلم دوم، امپراتور آلمان در رزمایشی نظامی در وروتسواف، ۱۹۰۶

چرچیل در ردای یک لیبرال به سیاست‌های دولت حمله می‌کرد و به رادیکال بودن شهره شد. بالفور در دسامبر ۱۹۰۵ از نخست‌وزیری استعفا داد و پادشاه ادوارد هفتم از هنری کمبل-بنرمن، رهبر حزب لیبرال، خواست جای او را بگیرد.  کمبل-بنرمن به امید کسب اکثریت در مجلس عوام، در ژانویهٔ ۱۹۰۶ انتخابات سراسری برگزار کرد که لیبرال‌ها در آن پیروز شدند. چرچیل کرسی شمال غرب منچستر را به دست آورد. در همان ماه، زندگینامه‌ای که او دربارهٔ پدرش نوشته بود منتشر شد. او برای این کتاب پیش پرداختی معادل ۸٬۰۰۰ پوند دریافت کرد. این زندگینامه عموماً مورد استقبال قرار گرفت. همچنین در همین زمان بود که اولین شرح حال خود چرچیل به قلم الکساندر مک‌کالوم اسکات منتشر شد.
چرچیل در دولت جدید معاون وزیر امور خارجه در امور مستعمرات شد، موقعیت وزارتی پایین‌تری از آنچه درخواست کرده بود. او زیر نظر وزیر مستعمرات ویکتور بروس، نهمین ارل الگین کار می‌کرد. چرچیل ادوارد مارش را به عنوان منشی خود انتخاب کرد و این آغازی بود بر دورهٔ ۲۵ سالهٔ نقش مارش به عنوان منشی چرچیل. اولین وظیفهٔ چرچیل کمک به تدوین قانون اساسی برای ترانسوال بود. او همچنین بر تشکیل دولت در مستعمره رود اورنج نظارت داشت. او در آفریقای جنوبی خواستار برابری بریتانیایی‌ها و بوئرها بود. چرچیل همچنین خاتمهٔ تدریجی استفاده از کارگران چینی قراردادی در آفریقای جنوبی را اعلام کرد. او و دولت بدان نتیجه رسیده بودند ممنوعیت ناگهانی باعث ناراحتی زیادی در این مستعمره خواهد شد و ممکن است به اقتصادش آسیب برساند. او نگرانی‌هایی در مورد روابط مهاجران اروپایی و جمعیت سیاه‌پوست آفریقا ابراز کرد. پس از اینکه زولوها شورش بامباثا را در ناتال به راه انداختند، چرچیل از «کشتار منزجرکنندهٔ بومیان» توسط اروپاییان شکوه کرد.

### رئیس هیئت تجارت: ۱۹۰۸–۱۹۱۰

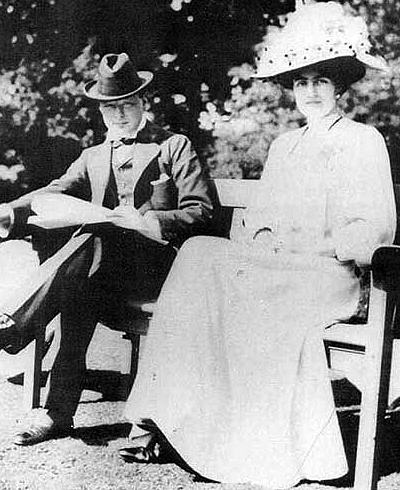
چرچیل و نامزدش کلمنتین هوزیر اندکی قبل از ازدواجشان در سال ۱۹۰۸

اسکویت در ۸ آوریل ۱۹۰۸ جانشین کمبل-بنرمنِ بیمار شد و چهار روز بعد، چرچیل به ریاست هیئت تجارت منصوب شد. چرچیل در ۳۳ سالگی جوانترین عضو کابینه از سال ۱۸۶۶ بود. وزرای کابینهٔ تازه منصوب شده از نظر قانونی ملزم به شرکت مجدد در انتخابات میان دوره‌ای بودند و چرچیل در ۲۴ آوریل در انتخابات میان دوره‌ای شمال غرب منچستر با اختلاف ۴۲۹ رای به نامزد محافظه‌کار باخت. در ۹ مه، لیبرال‌ها او را در کرسی امن دندی نامزد کردند و او به راحتی پیروز شد.
چرچیل از کلمنتین هوزیر خواستگاری کرد. آن‌ها ۱۲ سپتامبر ۱۹۰۸ در کلیسای سنت مارگریت، وست‌مینستر ازدواج کردند و ماه عسل خود را در باونوی ونیز و قلعهٔ ووری موراویا گذراندند. آن‌ها در میدان اکلستون ۳۳ لندن زندگی می‌کردند و اولین دخترشان دایانا در ژوئیهٔ ۱۹۰۹ به دنیا آمد. ازدواجی موفق برای حرفهٔ سیاسی چرچیل مهم بود، چه کلمنتین زندگی امن و شادی برایش فراهم می‌کرد تا تمرکزش بر سیاست باشد. آن‌ها به مدت ۵۷ سال با هم زندگی کردند.
یکی از اولین وظایف چرچیل به عنوان وزیر، میانجی‌گری در اختلافی صنعتی میان کارگران کشتی و کارفرمایان در رود تاین بود. او پس از آن برای رسیدگی به اختلافات صنعتی آتی، دیوان دائمی داوری تأسیس کرد و به آشتی‌دهنده مشهور شد. او در کابینه با لوید جرج برای حمایت از اصلاحات اجتماعی و رفاهی حزب لیبرال همکاری کرد. چرچیل خواستار شبکه‌ای از «دخالت و مقررات دولتی» در اقتصاد و سیاست‌های رفاهی شبیه آلمان بود.
چرچیل کار لوید جرج را ادامه داد و لایحهٔ هشت ساعت کار معادن را به پارلمان برد. به موجب این لایحه، کارگران معدن به‌طور قانونی مجاز به کار بیش از هشت ساعت در روز نبودند. در سال ۱۹۰۹، او لایحه هیئت‌های تجارت را ارائه کرد که هیئت‌های نظارتی ایجاد می‌کرد تا کارفرمایان استثمارگر را پیگرد قانونی کنند. این لایحه با اکثریت قابل توجهی تصویب شد و اصل حداقل دستمزد و حق استراحت برای غذای کارگران را تثبیت کرد. در ماه مه ۱۹۰۹، او لایحهٔ دفاتر بورس کار پیشنهاد کرد که وظیفه‌شان کمک به بیکاران برای یافتن شغل بود. او همچنین طرح بیمهٔ بیکاری را ترویج می‌کرد که بخشی از بودجهٔ آن توسط دولت تأمین می‌شد.
لوید جرج و چرچیل برای تأمین بودجه اصلاحات خود، به مخالفت با سیاست گسترش نیروی دریایی رجینالد مک‌کنا برخاستند، زیرا باور نداشتند جنگ با آلمان محتوم است. لوید جرج به عنوان رئیس خزانه، «بودجهٔ خلق» را در ۲۹ آوریل ۱۹۰۹ ارائه کرد؛ او می‌گفت این بودجهٔ جنگی برای ریشه‌کنی فقر است. چرچیل نزدیک‌ترین حامی او بود. لوید جرج برای تأمین مالی سیاست‌های رفاهی حزب لیبرال، مالیات بی‌سابقه‌ای بر ثروتمندان پیشنهاد کرد. این بودجه توسط نمایندگان حزب محافظه‌کار که بر مجلس اعیان تسلط داشتند، وتو شد. چرچیل که اصلاحات اجتماعی‌اش را در خطر می‌دید، رئیس «اتحادیهٔ بودجه» شد و هشدار داد مانع‌تراشی طبقه مرفه می‌تواند بریتانیایی‌های طبقهٔ کارگر را خشمگین کند و منجر به جنگ طبقاتی شود. دولت در ژانویهٔ ۱۹۱۰ انتخابات سراسری برگزار کرد که منجر به پیروزی نزدیک لیبرال‌ها شد. چرچیل کرسی خود را در دندی حفظ کرد. پس از انتخابات، او در یادداشتی به کابینه توصیه کرد مجلس اعیان منحل شود؛ پیشنهاد چرچیل، جایگزین آن با نظامی تک‌مجلسی یا مجلس دوم جدید و کوچک‌تری بود که فاقد برتری ذاتی برای محافظه‌کاران باشد. در آوریل، مجلس اعیان تسلیم و «بودجهٔ خلق» به قانون تبدیل شد. چرچیل همچنان به مبارزه علیه مجلس اعیان ادامه می‌داد و به تصویب «قانون پارلمان ۱۹۱۱» کمک کرد که اختیارات اعیان را کاهش داد و محدود کرد.

### وزارت کشور: ۱۹۱۰–۱۹۱۱
چرچیل در فوریهٔ ۱۹۱۰ به وزارت کشور ترفیع یافت و کنترل پلیس و زندان‌ها را به دست گرفت. او اصلاحاتی در زندان‌ها اعمال کرد؛ این اقدامات شامل تمایز بین زندانیان عادی و سیاسی بود، به طوری که قوانین زندان برای زندانیان سیاسی تسهیل می‌شد. نوآوری‌های آموزشی مانند ایجاد کتابخانه برای زندانیان و الزام زندان‌ها به چهار مرتبه تفریح و سرگرمی در سال نیز از جمله اقدامات چرچیل بود. قوانین مربوط به زندان انفرادی تا حدودی تسهیل شد و او پیشنهاد کرد حبس خودکار کسانی که از پرداخت جریمه امتناع می‌ورزیدند، لغو شود. حبس افراد ۱۶ تا ۲۱ ساله به جز جرایم جدی ممنوع شد. چرچیل در دوران وزارت خود ۲۱ مورد از ۴۳ حکم اعدام صادر شده را تخفیف داد.
یکی از مسائل داخلی مهم در بریتانیا حق رأی زنان بود. چرچیل از حق رأی زنان حمایت می‌کرد، اما فقط در صورتی که اکثریت رای‌دهندگان (که همه مرد بودند) آن را بپذیرند. او پیشنهاد برگزاری همه‌پرسی داد، اما اسکویت موافقت نکرد و حق رأی زنان تا سال ۱۹۱۸ لاینحل باقی ماند. بسیاری از طرفداران حق رأی زنان چرچیل را مخالف سرسخت این حق می‌یافتند و پشت در جلساتش تظاهرات می‌کردند. هیو فرنکلین، طرفدار حق رأی زنان، در نوامبر ۱۹۱۰ با شلاق به چرچیل حمله کرد. فرنکلین دستگیر و به مدت شش هفته زندانی شد.
در نوامبر ۱۹۱۰، چرچیل با شورش‌های تونیپاندی ولز مقابله کرد؛ معدنچیان زغال‌سنگ درهٔ رونتا به‌طور خشونت‌آمیزی علیه شرایط کاری خود اعتراض می‌کردند. رئیس پلیس گلومورگان درخواست کرد نیروهای نظامی به پلیس برای آرام کردن شورش کمک کنند. وقتی سربازان به راه افتادند، چرچیل اجازه نداد از سوئیندون و کاردیف جلوتر بروند. او نگران بود حضور نیروهای نظامی منجر به کشتار شود. در عوض، ۲۷۰ مأمور پلیس لندن — که مسلح به سلاح گرم نبودند — دستور داد به همکاران ولزیشان کمک کنند. چرچیل با ادامهٔ ناآرامی‌ها به معترضان پیشنهاد داد با داور ارشد صنعتی دولت مذاکره کنند و آن‌ها پذیرفتند. چرچیل در خلوت هم صاحبان معادن و هم معدنچیان اعتصاب کننده را «بسیار غیرمنطقی» می‌دانست. روزنامهٔ تایمز و دیگر رسانه‌ها او را متهم کردند که با شورشیان خیلی نرم برخورد کرده است. در مقابل، بسیاری در حزب کارگر او را متهم کردند به مشت آهنین متوسل شده است. این مسائل چرچیل را برای مدت‌ها به جنبش کارگری مشکوک کرد.

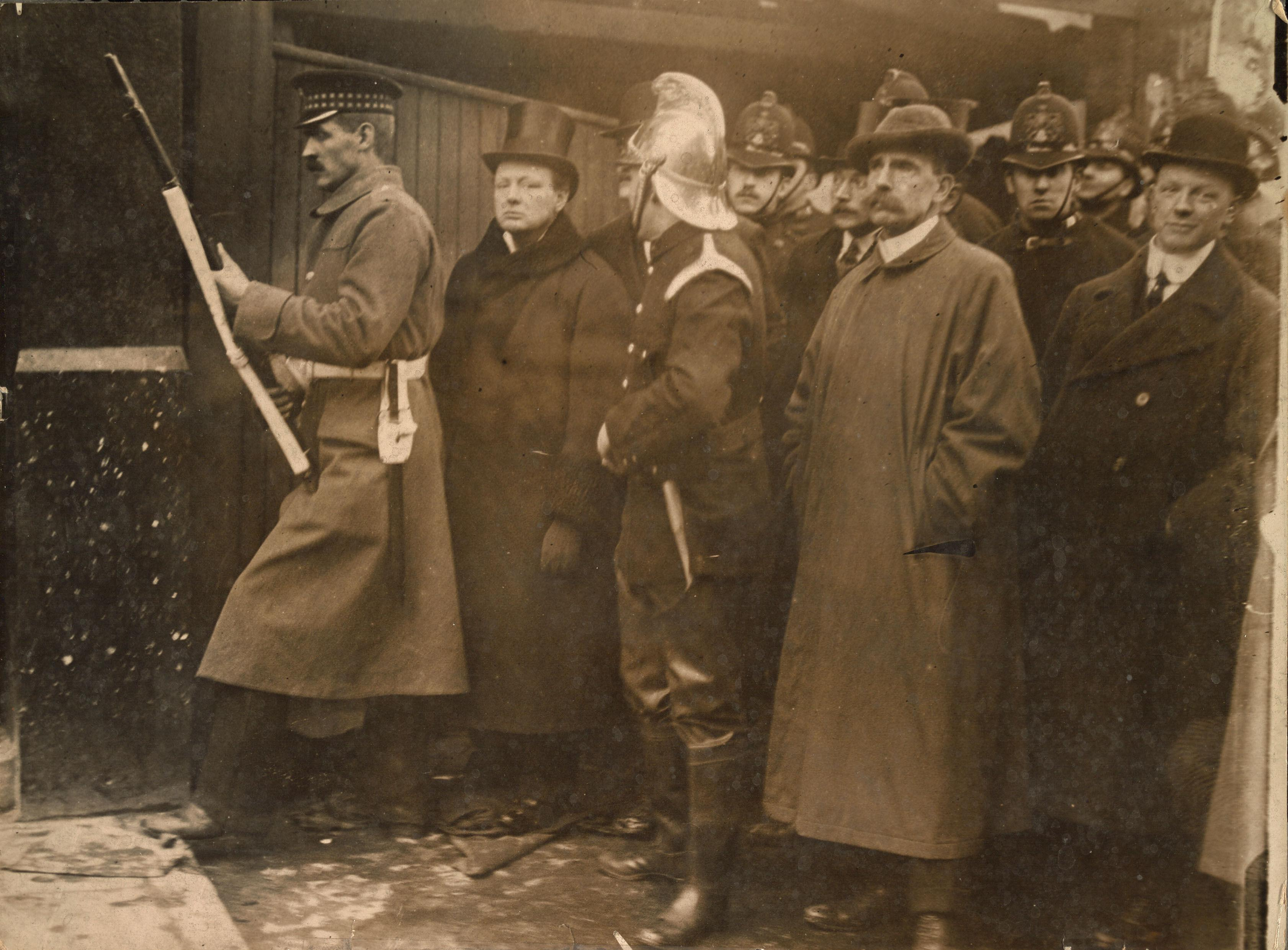
چرچیل (دومین نفر از راست) در در خیابان سیدنی

در ژانویهٔ ۱۹۱۱ سه سارق لتونیایی در خیابان سیدنی چندین افسر پلیس را کشتند و در خانه‌ای در شرق لندن پنهان شدند. پلیس آن‌ها را محاصره کرد. چرچیل شخصاً عملیات پلیس را هدایت نمی‌کرد، اما حامیشان بود. وقتی خانه آتش گرفت، او به آتش‌نشانی دستور داد به دلیل خطر مردان مسلح وارد خانه نشوند. بعداً دو نفر از سارقان مرده پیدا شدند. او علی‌رغم انتقاداتی که نسبت به تصمیمش وجود داشت، اعلام کرد که «بهتر یافتم بگذارم خانه بسوزد تا جان انسان‌های خوب انگلیسی را برای نجات آن اراذل و اوباش وحشی به خطر بیندازم.»
چرچیل در مارس ۱۹۱۱ لایحهٔ معادن زغال‌سنگ را برای دومین بار در پارلمان مطرح کرد. با اجرای این لایحه، استانداردهای ایمنی سختگیرانه‌تری در معادن زغال‌سنگ اعمال شد. او همچنین لایحهٔ مغازه‌ها را برای بهبود شرایط کاری کارکنان فروشگاه‌ها تدوین کرد. این لایحه با مخالفت صاحبان فروشگاه‌ها مواجه و نسخهٔ ضعیفی از آن به قانون تبدیل شد. در آوریل، لوید جرج اولین قانون بیمهٔ سلامت و بیکاری را ارائه کرد که چرچیل در تدوین آن نقش اساسی داشت. در ماه مه، کلمنتین فرزند دومشان راندولف را دنیا آورد – نام پدر چرچیل را روی نوزاد گذاشتند. چرچیل در اثر افزایش درگیری‌های اجتماعی در سال ۱۹۱۱، برای سرکوب اعتراضات کارگران اسکله نیرو به لیورپول فرستاد و با اعتصاب سراسری راه‌آهن مقابله کرد.
در جریان بحران آگادیر در آوریل ۱۹۱۱ که امکان جنگ فرانسه و آلمان وجود داشت، چرچیل پیشنهادی برای اتحاد با فرانسه و روسیه جهت حفظ استقلال بلژیک، دانمارک و هلند در برابر توسعه‌طلبی آلمان مطرح کرد. بحران آگادیر تأثیر عمیقی بر چرچیل گذاشت و او نظرش را در مورد نیاز به گسترش نیروی دریایی تغییر داد.

### لرد اول دریانوردی پیش از جنگ
اسکویت در اکتبر ۱۹۱۱ چرچیل را به عنوان لرد اول دریانوردی منصوب کرد و او رسماً در کاخ دریانوردی ساکن شد. چرچیل ستاد جنگ دریایی ایجاد و دو سال و نیم آتی را وقف آمادگی نیروی دریایی کرد، از ایستگاه‌ها و کارخانه‌های کشتی‌سازی نیروی دریایی بازدید می‌کرد، به دنبال بهبود شرایط نیروها بود و تحولات نیروی دریایی آلمان را زیر نظر داشت. پس از اینکه دولت آلمان قانون نیروی دریایی ۱۹۱۲ را برای افزایش تولید کشتی‌های جنگی تصویب کرد، چرچیل وعده داد به ازای هر ناو جنگی جدید آلمان، بریتانیا دو فروند بسازد. او از آلمان دعوت کرد دو در برنامه‌ای برای کاهش متقابل پروژه‌های ساخت کشتی‌های جنگی شرکت کنند، اما این درخواست رد شد.
چرچیل خواستار افزایش حقوق و امکانات تفریحی برای کارکنان نیروی دریایی بود، بر ساخت زیردریایی‌های بیشتر و تمرکز مجدد بر سرویس هوایی نیروی دریایی سلطنتی تأکید داشت و سرویس هوایی را تشویق کرد استفاده از هواپیما برای مقاصد نظامی را آزمایش کند. او اصطلاح «هواپیمای دریایی» را ابداع و دستور ساخت ۱۰۰ فروند از آن را صادر کرد. برخی از لیبرال‌ها به میزان هزینه‌های چرچیل در نیروی دریایی معترض بودند. در دسامبر ۱۹۱۳، او تهدید کرد در صورت رد پیشنهادش برای چهار کشتی جنگی جدید در سال‌های ۱۹۱۴–۱۹۱۵ استعفا خواهد داد. در ژوئن ۱۹۱۴، چرچیل مجلس عوام را متقاعد کرد تا خرید سهم ۵۱٪ از سود حاصل از نفت شرکت نفت ایران و انگلیس توسط دولت را تصویب کند؛ هدف، تضمین دسترسی مداوم به نفت برای نیروی دریایی سلطنتی بود.
موضوع اصلی در بریتانیای آن زمان خودمختاری ایرلند بود و در سال ۱۹۱۲، دولت اسکویت لایحه‌ای در این زمینه به مجلس برد. چرچیل از آن حمایت کرد و از اتحادیه‌طلبان اولستر خواست آن را بپذیرند زیرا با تقسیم ایرلند مخالف بود. چرچیل در مورد احتمال تقسیم ایرلند گفت: «حق آلستر هر چه باشد، نمی‌تواند در برابر کل ایرلند بایستد. نیمی از یک استان نمی‌تواند حق وتوی دائمی بر ملت اعمال کند. نیمی از یک استان نمی‌تواند برای همیشه مانع آشتی بین دموکراسی‌های بریتانیا و ایرلند شود.» چرچیل در مجلس عوام در ۱۶ فوریه ۱۹۲۲ گفت: «آنچه ایرلندی‌ها در سراسر جهان بیشترین تمایل را به آن دارند، خصومت علیه این کشور [بریتانیا] نیست، بلکه وحدت خودشان است.» بعداً، به دنبال تصمیم کابینه، او برای مقابله با قیام احتمالی اتحادیه‌طلبان حضور نیروی دریایی را در ایرلند تقویت کرد. چرچیل در جستجوی راه‌حلی معتدلانه بود و پیشنهاد کرد ایرلند بخشی از پادشاهی متحد فدرال بریتانیا باقی بماند، اما این امر باعث خشم لیبرال‌ها و ملی‌گرایان ایرلندی شد.

## جنگ جهانی اول

### لرد اول دریانوردی در زمان جنگ
از وظایف چرچیل به عنوان لرد اول دریانوردی، نظارت بر نیروی دریایی بریتانیا بود – و جنگ جهانی اول در اوت ۱۹۱۴ در دورهٔ تصدی او آغاز شد. در همان ماه، نیروی دریایی ۱۲۰٬۰۰۰ نیروی نظامی بریتانیا را به فرانسه اعزام و بندرهای دریای شمال آلمان را محاصره کرد. چرچیل زیردریایی‌ها را برای کمک به نیروی دریایی امپراتوری روسیه به دریای بالتیک و تیپ تفنگداران دریایی را به اوستنده فرستاد. این آلمانی‌ها را مجبور به جابجایی نیروهایشان کرد. در سپتامبر، چرچیل مسئولیت کامل دفاع هوایی از بریتانیا را بر عهده گرفت. در ۷ اکتبر، کلمنتین فرزند سومی به نام سارا زایید. در اکتبر، چرچیل از آنتورپ و استحکامات دفاعی بلژیک در برابر محاصرهٔ آلمان بازدید کرد. او قول داد نیروهای کمکی بریتانیا راهی شهر شوند. اندکی بعد آنتورپ به دست آلمان‌ها افتاد و چرچیل در مطبوعات مورد انتقاد قرار گرفت. او همچنان معتقد بود اقداماتش مقاومت آنتورپ را طولانی کرده و به متفقین فرصت داده کاله و دانکرک را مستحکم کنند. در نوامبر، اسکویت شورایی متشکل از خودش، لوید جرج، ادوارد گری، کیچنر و چرچیل تشکیل داد. چرچیل به ساخت تانک کمک و هزینهٔ آن را از بودجهٔ دریانوردی تأمین کرد.
چرچیل به جبههٔ خاورمیانه توجه داشت و می‌خواست با حمله به عثمانی در داردانل، فشاری که روس‌ها در قفقاز با آن مواجه بودند را کم کند. او امیدوار بود بریتانیا حتی بتواند قسطنطنیه را تصرف کند.
موافقت شد و در مارس ۱۹۱۵، نیروی ضربت مشترک انگلیس و فرانسه مواضع عثمانی را در داردانل بمباران کردند. در آوریل، نیروی اعزامی مدیترانه، از جمله سپاه ارتش استرالیا و نیوزلند به گالیپولی حمله کرد.
هر دو عملیات با شکست مواجه شد و بسیاری از نمایندگان مجلس، به ویژه محافظه‌کاران، چرچیل را شخصاً مسئول می‌دانستند.
در ماه مه، اسکویت تحت فشار پارلمان با تشکیل دولت ائتلافی از همهٔ احزاب موافقت کرد، اما شرط ورود محافظه‌کاران این بود که چرچیل از دریانوردی برکنار شود.
چرچیل از اسکویت و رهبر محافظه‌کاران بونار لاو خواست در سمتش بماند اما سودی نبخشید. او تنزل مقام و رئیس دوک‌نشین لنکستر شد.

### خدمت نظامی

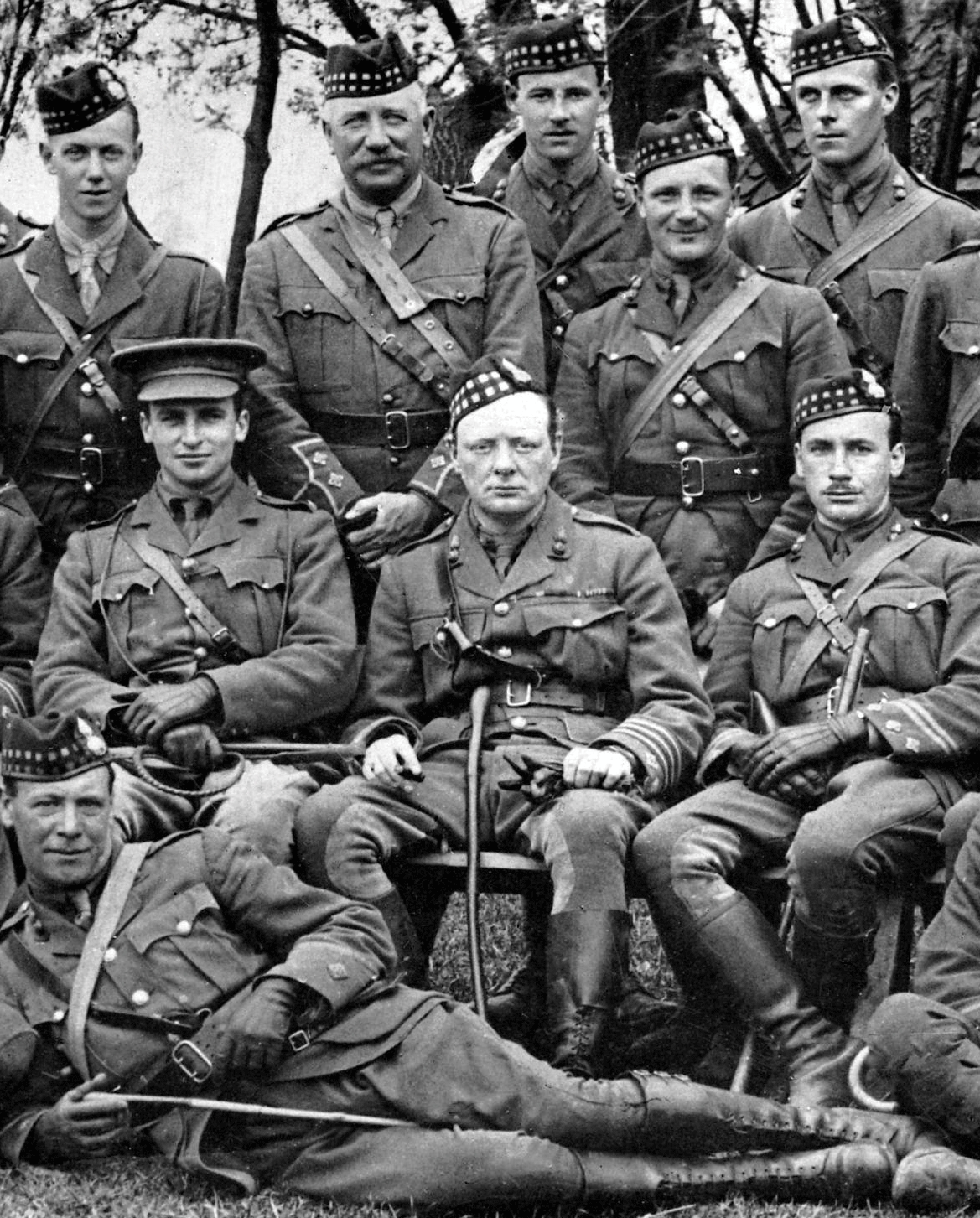
چرچیل به عنوان فرماندهٔ فوزیلیرزهای سلطنتی اسکاتلندی، ۱۹۱۶

چرچیل در ۲۵ نوامبر ۱۹۱۵ از دولت استعفا داد، اگرچه همچنان نمایندهٔ مجلس باقی ماند. اسکویت درخواست او برای انتصاب به عنوان فرماندار کل آفریقای شرقی بریتانیا را رد کرد.
چرچیل تصمیم گرفت به خدمت نظامی در ارتش بازگردد و به هنگ دوم گرنادیر گاردز در جبههٔ غرب اعزام شد. در ژانویهٔ ۱۹۱۶، او به‌طور موقت به سرهنگ دومی ارتقا یافت و فرماندهی تیپ ششم فوزیلیرزهای سلطنتی اسکاتلندی را بر عهده گرفت. پس از دوره‌ای آموزش، گردان به بخشی از جبههٔ بلژیک نزدیک پلوگستیرت منتقل شد. آن‌ها برای بیش از سه ماه با گلوله‌باران مداوم مواجه بودند، اگرچه هیچ حملهٔ تهاجمی از طرف آلمان صورت نگرفت. چرچیل یک بار به طرز معجزه‌آسایی از مرگ نجات یافت؛ در حین ملاقات با از افسر ستاد و پسرعمویش دوک مارلبورو ترکش بزرگی نزدیک آن‌ها افتاد. در ماه مه، تیپ ششم فوزیلیرزهای سلطنتی اسکاتلندی با لشکر ۱۵ ادغام شد. چرچیل درخواست نکرد فرماندهی تیپ دیگری به او داده شود و از خدمت فعال بیشتر معاف شد. سرهنگی موقت او در ۱۶ مه ۱۹۱۶ به پایان رسید و دوباره سرگرد شد.
چرچیل در بازگشت به مجلس عوام در مورد مسائل جنگ سخنرانی کرد و خواستار اجباری شدن خدمت سربازی برای ایرلندی‌ها، تقدیر بیشتر از فداکاری‌های سربازان و توزیع کلاه ایمنی فولادی بین نیروها شد. او در نوامبر ۱۹۱۶ «استفادهٔ گسترده‌تر از نیروی مکانیکی برای پیشبرد تهاجم زمینی» را نوشت، اما مورد استقبال قرار نگرفت. او از اینکه از سمت وزارتی خود برکنار و به عضو عادی پارلمان تبدیل شده بود، احساس ناامیدی می‌کرد، اما بارها و بارها توسط مطبوعات طرفدار محافظه‌کاران، به ویژه برای شکست گالیپولی سرزنش می‌شد. چرچیل در مقابل کمیسیون داردانل از خود دفاع کرد. گزارش کمیسیون به‌طور شخصی تقصیری را برای شکست این کارزار متوجه او ندانست.

### وزیر مهمات: ۱۹۱۷–۱۹۱۹

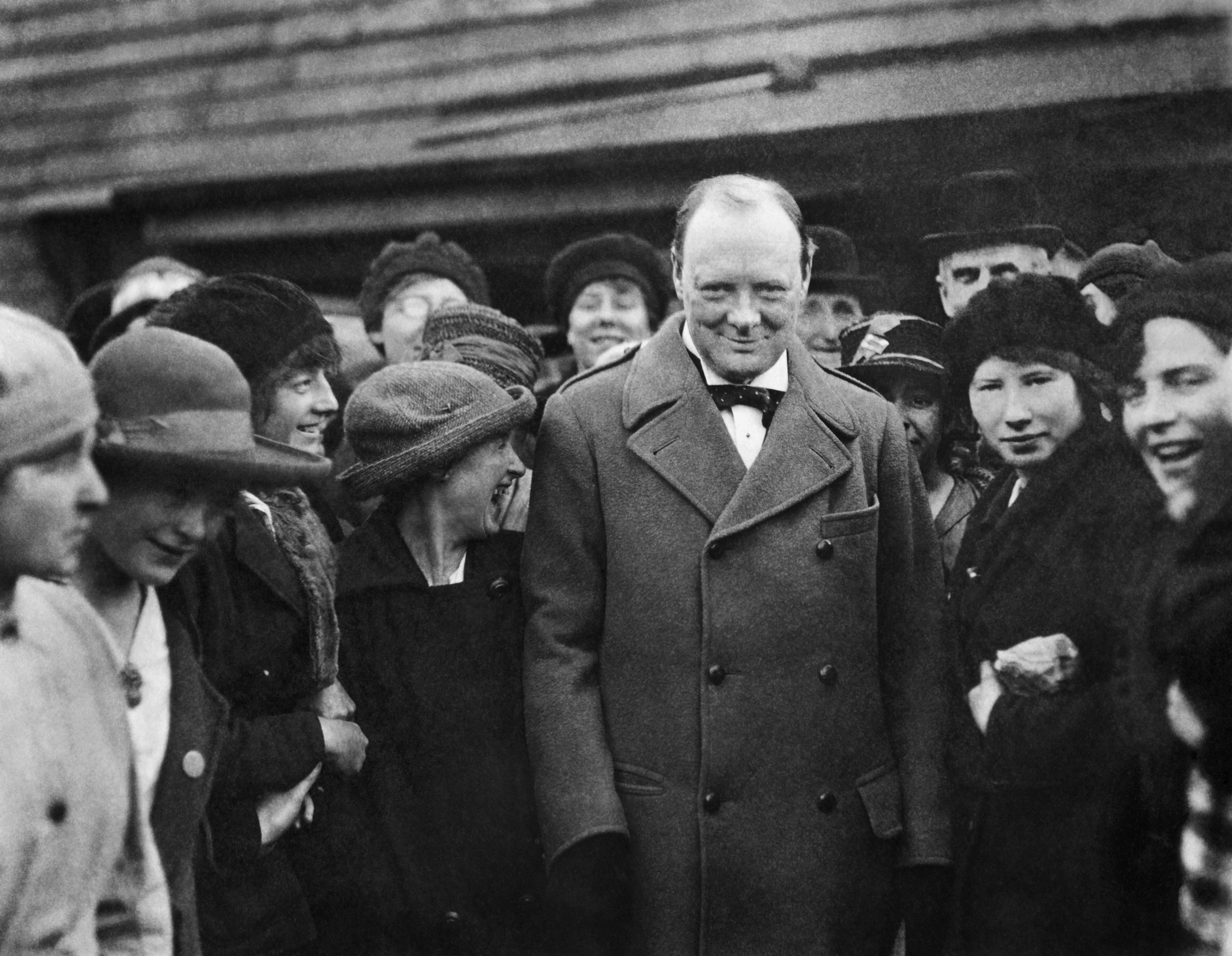
ملاقات چرچیل با کارگران زن کارخانهٔ مهمات‌سازی در نزدیکی گلاسکو، اکتبر ۱۹۱۸.

اسکویت در اکتبر ۱۹۱۶ از نخست‌وزیری استعفا داد و لوید جرج جانشین او شد. لوید جرج در ماه مهٔ ۱۹۱۷ چرچیل را برای سرکشی به وضعیت جنگی به فرانسه فرستاد. در ژوئیه، چرچیل به عنوان وزیر مهمات منصوب شد. او به سرعت برای پایان دادن به اعتصابی در کارخانه‌های مهمات‌سازی در امتداد رود کلاید مذاکره کرد و تولید مهمات را افزایش داد. او در نامه‌ای به تاریخ اکتبر ۱۹۱۷ به کابینه، طرح حملهٔ سال آینده را نوشت که می‌گفت پیروزی نهایی را برای متفقین به ارمغان می‌آورد. او در ژوئن ۱۹۱۸ اعتصاب دیگری را با تهدید به اعزام اعتصاب‌کنندگان به ارتش پایان داد. در مجلس عوام، چرچیل به لایحهٔ نمایندگی مردم ۱۹۱۸ رأی داد که به برخی از زنان بریتانیایی حق رأی اعطا می‌کرد. در نوامبر ۱۹۱۸، چهار روز پس از آتش‌بس جنگ جهانی اول، چهارمین فرزند چرچیل به نام ماریگولد به دنیا آمد.

## وزارت، رای نیاوردن، رئیس خزانه

### وزیر جنگ و هوا: ۱۹۱۹–۱۹۲۱
لوید جرج اعلام کرد انتخابات سراسری بعدی در ۱۴ دسامبر ۱۹۱۸ برگزار خواهد شد. چرچیل در طول مبارزات انتخاباتی خواستار ملی کردن راه‌آهن، کنترل بر انحصارات، اصلاحات مالیاتی و ایجاد جامعهٔ ملل برای جلوگیری از جنگ‌های آینده شد. او به عنوان نمایندهٔ دندی انتخاب شد و اگرچه محافظه‌کاران اکثریت را در مجلس عوام کسب کردند، اما لوید جرج نخست‌وزیر باقی ماند. در ژانویهٔ ۱۹۱۹، لوید جرج چرچیل را به ادارهٔ جنگ به عنوان وزیر جنگ و وزیر نیروی هوایی منتقل کرد.
چرچیل مسئولیت به خانه برگرداندن سربازان ارتش بریتانیا را بر عهده گرفت، اگرچه لوید جرج را متقاعد کرد یک میلیون سرباز را برای ارتش بریتانیا در راین نگه دارد. چرچیل از معدود چهره‌های دولتی بود که با اقدامات سخت علیه آلمان مخالف بود و نسبت به غیرنظامی کردن ارتش آلمان هشدار داد زیرا معتقد بود می‌توانند سدی در برابر روسیهٔ شوروی باشند. او مخالف صریح دولت جدید کمونیستی ولادیمیر لنین در روسیه بود. او در ابتدا از اعزام نیروهای بریتانیایی برای کمک به نیروهای ضد کمونیست جنبش سفید در جنگ داخلی روسیه حمایت کرد، اما چندی بعد پذیرفت مردم بریتانیا تمایلی به جنگ بیشتر ندارند. پس از پیروزی کمونیست‌ها در جنگ داخلی، چرچیل پیشنهاد داد کمربندی بهداشتی (اصطلاحی برای محاصرهٔ اقتصادی) در اطراف این کشور ایجاد شود.
او در جنگ استقلال ایرلند از به‌کارگیری شبه نظامیان «سیاه و قهوه‌ای» برای مقابله با انقلابیون ایرلندی حمایت کرد. پس از درگیری نیروهای بریتانیایی در عراق با کردها، چرچیل دو اسکادران را به این منطقه اعزام کرد و پیشنهاد کرد آن‌ها به «گاز سمی» مجهز شوند تا «بومیان سرسخت را بدون اینکه به آن‌ها آسیب جدی وارد شود مجازات کنند»، اگرچه این موضوع هرگز اجرا نشد. به‌طور کلی، او اشغال عراق را به عنوان باری بر دوش بریتانیا می‌دید و پیشنهاد کرد به ترکیه بازگردانده شود، اما پذیرفته نشد.

### وزیر مستعمرات: ۱۹۲۱–۱۹۲۲

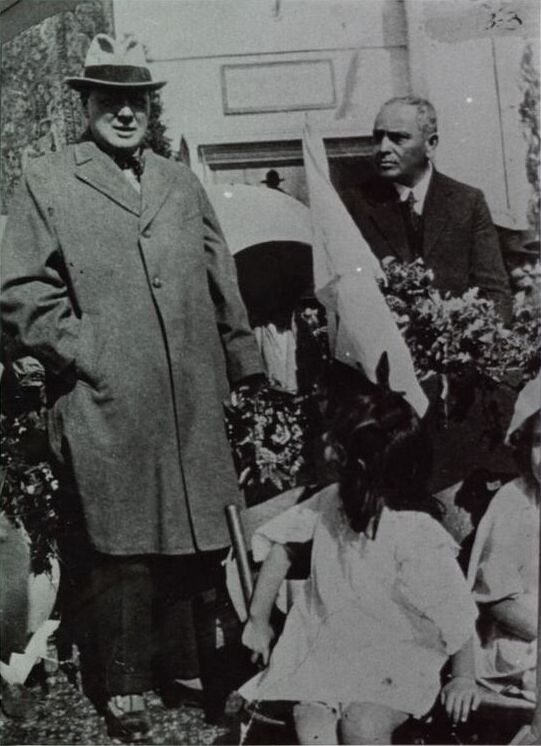
بازدید چرچیل از تل‌آویو به عنوان وزیر مستعمرات، ۱۹۲۱

چرچیل در فوریهٔ ۱۹۲۱ وزیر مستعمرات شد. ماه بعد، اولین نمایشگاه نقاشی‌های او با نامی مستعار در پاریس برگزار شد. مادرش در ماه مه و در اوت، دختر دو ساله‌اش ماریگولد بر اثر سپتیسمی درگذشتند. مرگ ماریگولد والدینش را به شدت ناراحت کرد و چرچیل تا آخر عمر آن را فراموش نکرد.
چرچیل در مذاکرات با رهبران شین فین مشارکت و به تهیهٔ پیش‌نویس پیمان انگلیس و ایرلند کمک کرد. او مسئول کاهش هزینهٔ اشغال خاورمیانه بود و در تأسیس حکومت فیصل یکم در عراق و برادرش عبدالله یکم در اردن نقش داشت. چرچیل به عنوان حامی صهیونیسم به فلسطین بریتانیا سفر و درخواست عرب‌ها برای ممنوعیت مهاجرت یهودیان را رد کرد. او به دنبال ناآرامی‌های یافا در سال ۱۹۲۱، محدودیت‌های موقتی اعمال کرد.
در سپتامبر ۱۹۲۲، بحران چاناک روی داد؛ نیروهای ترکیه تهدید به اشغال منطقهٔ غیرنظامی داردانل که تحت نظارت نیروهای بریتانیایی مستقر در چناق‌قلعه بود کردند. چرچیل و لوید جرج طرفدار مقاومت نظامی در برابر پیشروی ترکیه بودند، اما اکثریت محافظه‌کاران در دولت ائتلافی با آن مخالفت کردند. در پی این مخالفت، حزب محافظه‌کار از دولت خارج شد که نتیجه‌اش انتخابات مجدد در نوامبر ۱۹۲۲ بود.
در همان سپتامبر، پنجمین و آخرین فرزند چرچیل با نام مری به دنیا آمد و ملک چارتول در کنت را خریدند که خانهٔ خانوادگی‌شان شد. به گفتهٔ جنکینز، چرچیل پدری «پرشور و دوست‌داشتنی» بود اما از فرزندانش توقع زیادی داشت. در اکتبر ۱۹۲۲، او تحت عمل جراحی آپاندیس قرار گرفت. چرچیل در بیمارستان بستری بود که ائتلاف لوید جرج فروپاشید. چرچیل در انتخابات کرسی دندی را به ادوین اسکریمجور، نامزد طرفدار ممنوعیت الکل، باخت. چرچیل دربارهٔ این شرایطش نوشت که «بدون منصب، بدون کرسی، بدون حزب و بدون آپاندیس» است. او به عنوان یکی از ۵۰ عضو نشان همکاران افتخار انتخاب شد زیرا نامش در فهرست افتخارات ۱۹۲۲ لوید جرج بود.

### بیرون از مجلس: ۱۹۲۲–۱۹۲۴

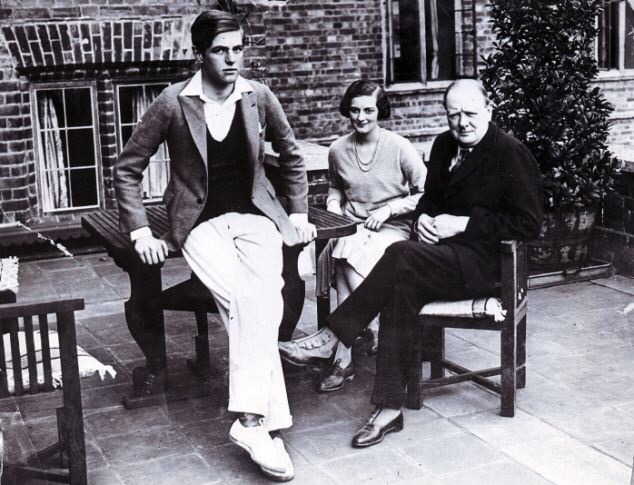
چرچیل و فرزندانش راندولف و دایانا در سال ۱۹۲۳

چرچیل بخش اعظم شش ماه آتی را در ویلا رِو دُو اور نزدیک کن فرانسه به سر برد و به نقاشی و نوشتن خاطراتش پرداخت. او تاریخچه-خودزندگینامه‌ای از جنگ جهانی اول به نام بحران جهانی نوشت. اولین جلد آن در آوریل ۱۹۲۳ و بقیه طی ده سال آینده منتشر شدند.
پس از اعلام برگزاری انتخابات ۱۹۲۳، هفت انجمن لیبرال از چرچیل خواستند به عنوان نامزد آن‌ها در انتخابات شرکت کند؛ او لستر غربی را انتخاب کرد، اما در کسب آن کرسی موفق نشد. دولتی از حزب کارگر به رهبری رمزی مک‌دونالد روی کار آمد. چرچیل امیدوار بود حزب کارگر توسط ائتلافی از محافظه‌کاران و لیبرال‌ها شکست داده شود. او به شدت با تصمیم دولت مک‌دونالد برای اعطای وام به روسیهٔ شوروی مخالفت کرد و از امضای معاهده میان انگلیس و شوروی استقبال نمی‌کرد.
چرچیل که از حمایت لیبرال‌ها از حزب کارگر ناراضی بود، در ۱۹ مارس ۱۹۲۴ به عنوان نامزد مستقل ضد سوسیالیست در انتخابات میان‌دوره‌ای وست‌مینستر ابی شرکت کرد، اما باز هم شکست خورد. در ماه مه، او در نشست محافظه‌کاران در لیورپول سخنرانی کرد و گفت دیگر جایی برای حزب لیبرال در سیاست بریتانیا وجود ندارد و لیبرال‌ها باید برای توقف حزب کارگر و تضمین پیروزی بر سوسیالیسم از محافظه‌کاران حمایت کنند.
چرچیل در ژوئیه با استنلی بالدوین، رهبر محافظه‌کاران، به توافق رسید تا به عنوان نامزد محافظه‌کار در انتخابات بعدی که در ۲۹ اکتبر برگزار می‌شد، شرکت کند. چرچیل در اپینگ نامزد شد، گرچه خود را نه «محافظه‌کار»، بلکه «مشروطه‌خواه» توصیف کرد. محافظه‌کاران پیروز شدند و بالدوین دولت تشکیل داد. چرچیل سابقه‌ای در امور مالی یا اقتصاد نداشت اما بالدوین او را به عنوان وزیر خزانه‌داری منصوب کرد.

### وزیر خزانه‌داری: ۱۹۲۴–۱۹۲۹
چرچیل در ۶ نوامبر ۱۹۲۴ به عنوان وزیر خزانه‌داری منصوب شد و رسماً دوباره به حزب محافظه‌کار پیوست. او به عنوان وزیر خزانه‌داری قصد داشت با الهام از اصلاحات اجتماعی لیبرال‌ها، اصول تجارت آزاد مدنظرش را در قالب اقتصاد لسه فر دنبال کند. چرچیل در آوریل ۱۹۲۵، علی‌رغم توصیه‌های برخی اقتصاددانان برجسته از جمله جان مینارد کینز، در اولین بودجهٔ وزارت خود با اکراه طلا را مجدداً پس از پایان جنگ به نرخ سال ۱۹۱۴ معیار پول کرد. بازگشت به طلا باعث ایجاد تورم منفی و در نتیجه بیکاری شد و تأثیری ویران‌گر بر صنعت زغال‌سنگ گذاشت. چرچیل در مجموع تا آوریل ۱۹۲۹ پنج بودجه ارائه کرد. برخی از اقدامات او عبارت بودند از کاهش سن مستمری‌بگیری دولتی از ۷۰ به ۶۵ سال؛ ارائهٔ فوری مستمری برای بیوه‌زنان؛ کاهش هزینه‌های نظامی؛ کاهش مالیات بر درآمد و وضع مالیات بر اقلام لوکس.
چرچیل در طول اعتصابات سال ۱۹۲۶ سردبیر روزنامهٔ بریتیش گازت، روزنامه تبلیغاتی ضد اعتصاب دولت، بود. پس از پایان اعتصاب، او به عنوان میانجی بین معدنچیان اعتصاب کننده و کارفرمایان عمل کرد. او بعداً خواستار حداقل دستمزد الزام‌آور قانونی شد. چرچیل در مجلس عوام در سال ۱۹۲۶ صراحتاً از وحدت ایرلند حمایت کرد و گفت ایرلند باید واحد بماند اما وحدتش با امپراتوری بریتانیا گسسته نشود. چرچیل در اوایل سال ۱۹۲۷ از رم بازدید و با موسولینی دیدار کرد؛ چرچیل او را به خاطر مواضعش در برابر لنینیسم ستایش می‌کرد.

## سال‌های سرگردانی: ۱۹۲۹–۱۹۳۹

### مارلبروو مسئلهٔ هند: ۱۹۲۹–۱۹۳۲

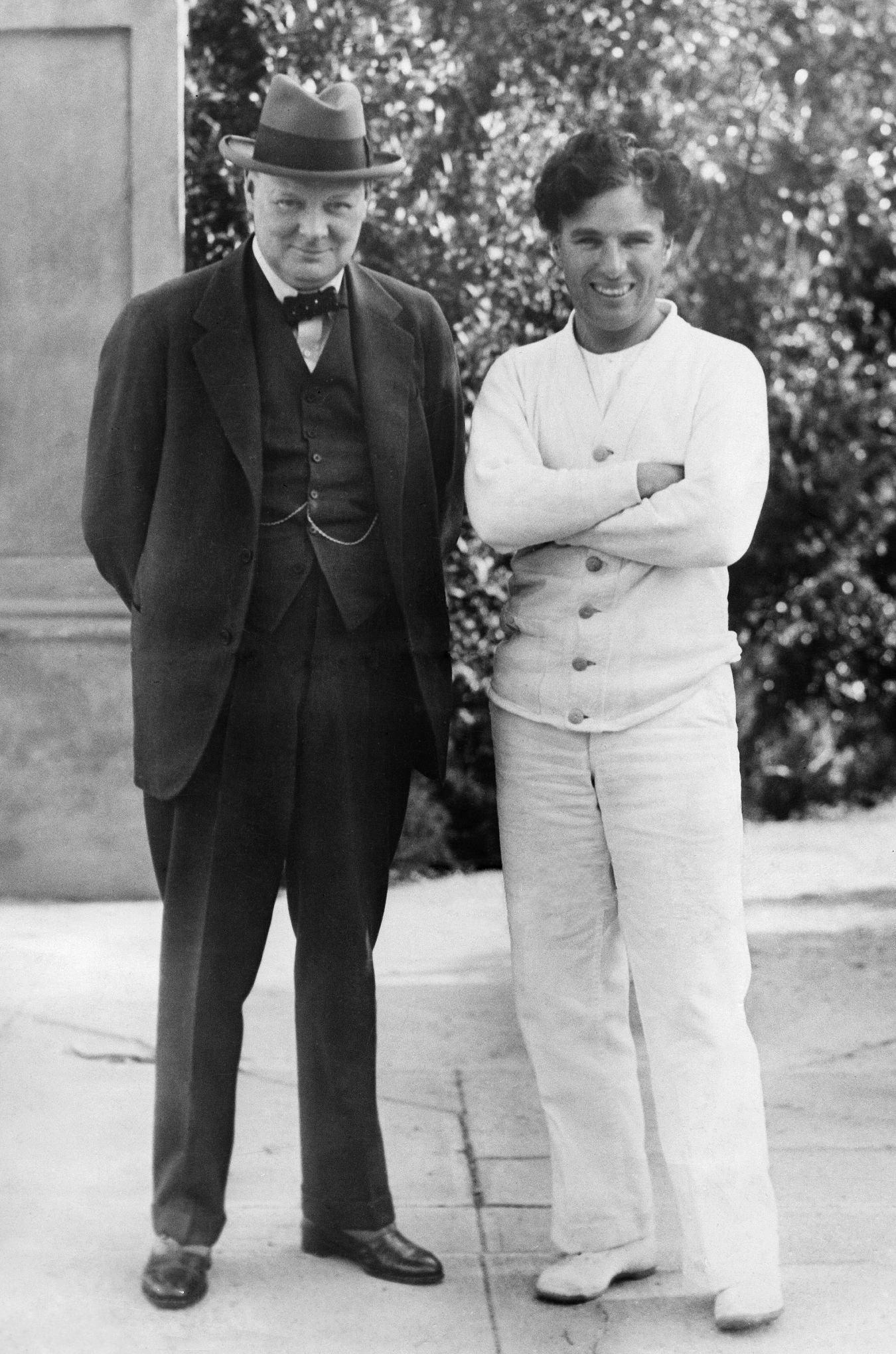
دیدار چرچیل و ستارهٔ سینما چارلی چاپلین در لس آنجلس، ۱۹۲۹

در انتخابات سراسری ۱۹۲۹، چرچیل کرسی خود در اپینگ را حفظ کرد، اما محافظه‌کاران شکست خوردند و مک‌دونالد از حزب کارگر دوباره دولت تشکیل داد. چرچیل که از کار وزارتی برکنار شده بود، مستعد ابتلا به افسردگی (به گفتهٔ خودش، «سگ سیاه او») بود، اما با نوشتن با آن مقابله می‌کرد. او روی اثری به نام مارلبرو: زندگی و دورانش کار می‌کرد: زندگی‌نامهٔ چهار جلدی از جدش، جان چرچیل، اولین دوک مارلبرو. تا آن زمان، چرچیل به مصرف زیاد مشروبات الکلی معروف شده بود، اگرچه جنکینز معتقد است گزارش‌ها در این زمینه اغلب اغراق‌آمیز بوده است. به گفتهٔ کولویل، چرچیل در دههٔ ۱۹۳۰ با دوریس کاستل‌روس رابطهٔ عاشقانهٔ کوتاهی داشت، هرچند اندرو رابرتز این موضوع را رد می‌کند.
چرچیل به امید برکناری دولت حزب کارگر، نظر موافق بالدوین برای ایجاد ائتلاف محافظه‌کاران و لیبرال‌ها را جلب کرد، اما بسیاری از لیبرال‌ها برای همراه شدن با محافظه‌کاران مردد بودند. در اکتبر ۱۹۳۰، پس از بازگشت از سفر به آمریکای شمالی، چرچیل اتوبیوگرافی خودش را منتشر کرد که فروش خوبی داشت و به چندین زبان ترجمه شد.
در ژانویهٔ ۱۹۳۱، چرچیل به دلیل حمایت بالدوین از تصمیم دولت برای اعطای وضعیت قلمرو به هند، از کابینهٔ سایهٔ محافظه‌کاران استعفا داد. چرچیل بر این باور بود که افزایش وضعیت خودمختاری داخلی هند، منجر به درخواست استقلال کامل خواهد شد. او به‌ویژه با گاندی مخالف بود و او را «وکیل دادگستری که خودش را فقیر جا زده» می‌دانست. دیدگاه‌های او خشم حزب کارگر و لیبرال را برانگیخت، اگرچه بسیاری از محافظه‌کاران عادی از او حمایت می‌کردند.
در انتخابات اکتبر ۱۹۳۱، محافظه‌کاران به پیروزی بزرگی دست یافتند. آرای چرچیل در اپینگ تقریباً دو برابر شده بود، اما به او مقام وزارتی ندادند. مجلس عوام در تاریخ ۳ دسامبر اعطای وضعیت قلمرو به هند را به بحث گذاشت و چرچیل اصرار بر رای‌گیری داشت، اما شکست خورد زیرا تنها ۴۳ نماینده از او حمایت کردند. چرچیل به امید جبران ضررهای مالی که از سقوط وال‌استریت متحمل شده بود، تور سخنرانی در آمریکای شمالی برگزار کرد. در ۱۳ دسامبر، او هنگام عبور از خیابان پنجم در شهر نیویورک با ماشین تصادف کرد و دچار جراحت سر شد که به نوریت دچارش کرد. چرچیل به امید بهبودی، به همراه کلمنتین برای سه هفته با کشتی به ناسائو رفت، اما آنجا به دلیل ضررهای مالی و سیاسی‌اش افسرده شد. در اواخر ژانویهٔ ۱۹۳۲ راهی آمریکا شد و بیشتر سخنرانی‌های مقرر شدهٔ خود را ایراد کرد و در ۱۸ مارس به بریتانیا بازگشت.
چرچیل که در سال ۱۹۳۲ در حال نوشتن کتاب مارلبرو بود، در اواخر اوت تصمیم گرفت از میدان‌های نبردی که جدش آنجا جنگیده بود بازدید کند. در مونیخ، او با ارنست هانفستانگل، دوست آدولف هیتلر، ملاقات کرد. هانفستانگل سعی کرد ترتیبی برای دیدار چرچیل و هیتلر بدهد، اما هیتلر علاقه‌ای نداشت و دربارهٔ این ملاقات گفت: «اصلاً دربارهٔ چه چیزی باید با او صحبت کنم؟» چرچیل از بلیندهایم بازدید کرد و مدتی بعد به تب پاراتیفوئید مبتلا شد که مجبورش کرد دو هفته در آسایشگاهی در زالتسبورگ بگذراند. او در ۲۵ سپتامبر — که هنوز کتابش تمام نشده بود — به چارتول بازگشت. دو روز بعد، در حین پیاده‌روی بر اثر عود کردن تب پاراتیفوئید غش کرد. او را به آسایشگاهی در لندن بردند و تا اواخر اکتبر آنجا ماند.

### هشدار دربارهٔ آلمان و بحران سلطنت: ۱۹۳۳–۱۹۳۶
هیتلر در ۳۰ ژانویهٔ ۱۹۳۳ به قدرت رسید. چرچیل به سرعت از برقراری چنین رژیمی در آلمان احساس خطر و از کاهش بودجهٔ نیروی هوایی توسط دولت بریتانیا ابراز نگرانی کرد. او هشدار داد آلمان به زودی از بریتانیا در تولید هواپیما و سایر تجهیزات نیروی هوایی پیشی خواهد گرفت. چرچیل مخفیانه از طریق دو کارمند ارشد دولت به داده‌های رسمی در مورد آنچه در آلمان می‌گذشت — به ویژه توسعهٔ نیروی هوایی آلمان (لوفت‌وافه) — دست یافته بود و سخنرانی محکمی کرد. او در صحن مجلس عوام، نازیسم را به دلیل تعصب و نظامی‌گری محکوم کرد و در یک سخنرانی رادیویی به تاریخ نوامبر ۱۹۳۴ نگرانی‌های خود را با مردم در میان گذاشت.
چرچیل رژیم موسولینی را دژی در برابر تهدید انقلاب کمونیستی می‌دانست، اما با حملهٔ ایتالیا به اتیوپی مخالفت کرد، گرچه اتیوپی را کشوری عقب‌مانده و غیرمتمدن می‌یافت. او آلفونسوی سیزدهم، پادشاه تبعیدی اسپانیا، را ستایش می‌کرد و بیم داشت کمونیسم در طول جنگ داخلی اسپانیا نفوذ پیدا کند. او از ارتش فرانکو به عنوان «جنبش ضد سرخ» یاد کرد، اما بعداً به دلیل نزدیکی فرانکو به موسولینی و هیتلر منتقد او شد.
کتاب مارلبرو: زندگی و دورانش بین اکتبر ۱۹۳۳ و سپتامبر ۱۹۳۸ در چهار جلد منتشر شد و فروش خوبی داشت. در دسامبر ۱۹۳۴، لایحهٔ هند به پارلمان رفت و در فوریهٔ ۱۹۳۵ به تصویب رسید. چرچیل و ۸۳ نمایندهٔ محافظه‌کار دیگر علیه آن رأی دادند. در ژوئن ۱۹۳۵، مک‌دونالد از نخست‌وزیری استعفا داد و بالدوین جانشینش شد. سپس محافظه‌کاران به رهبری بالدوین در انتخابات ۱۹۳۵ پیروز شدند؛ چرچیل با آرای بیشتری کرسی خود را حفظ کرد، اما باز هم منصبی در دولت به او داده نشد.
ادوارد هشتم در ژانویهٔ ۱۹۳۶ پس از مرگ پدرش جرج پنجم به سلطنت رسید. تمایل او برای ازدواج با والیس سیمپسون، زن مطلقهٔ آمریکایی، به دلیل محدودیت‌های دینی باعث بحرانی قانونی شد. چرچیل از شاه ادوارد حمایت کرد و در این مورد با بالدوین درگیر شد. نهایتاً ادوارد از سلطنت استعفا داد تا با سیمپسون ازدواج کند. چرچیل بلافاصله وفاداری خود را به جرج ششم اعلام کرد، اما نوشت استعفای ادوارد «زودهنگام و احتمالاً کاملاً غیرضروری» بوده است.

### مخالفت با سیاست سازش: ۱۹۳۷–۱۹۳۹

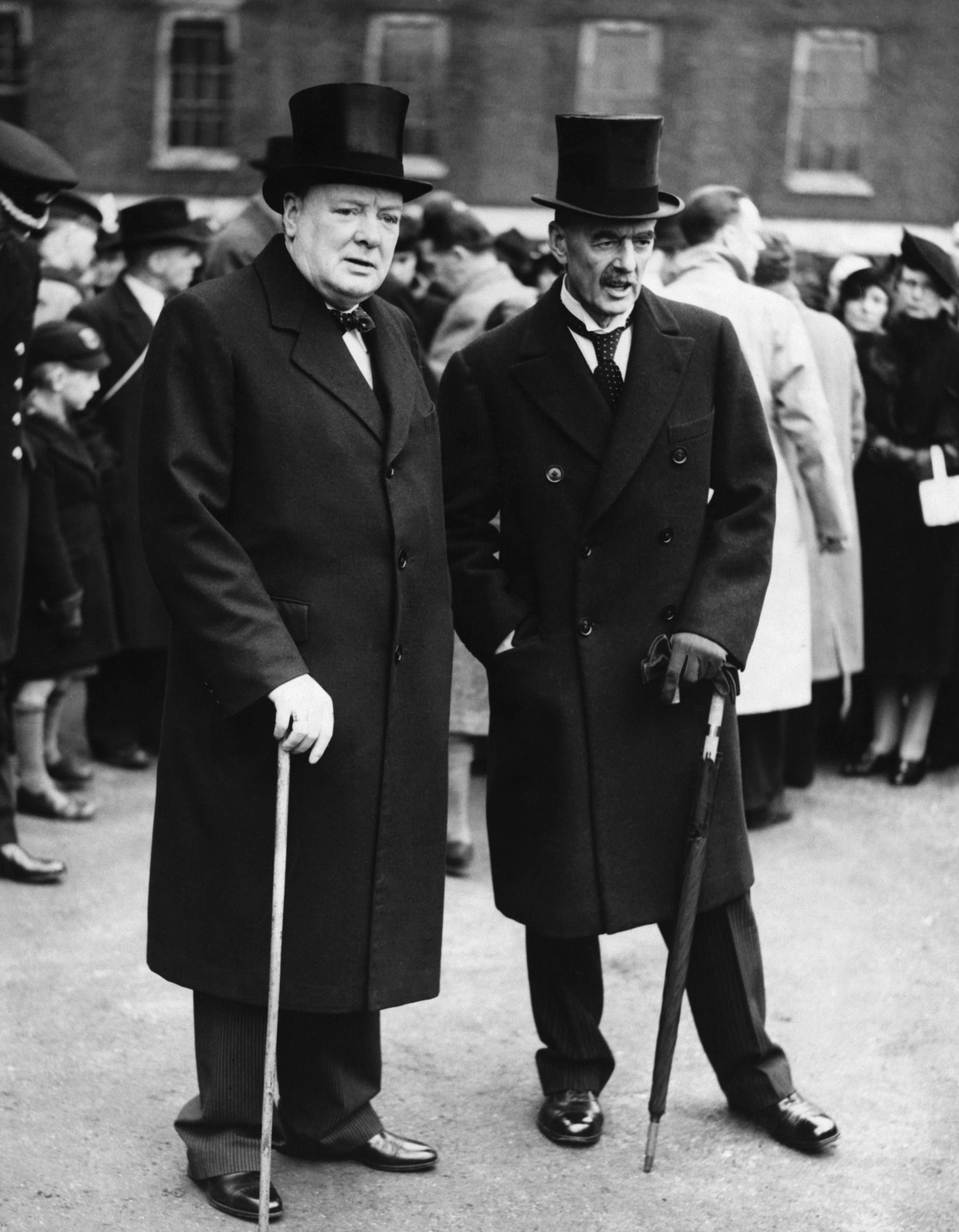
چرچیل و نویل چمبرلین؛ چمبرلین حامی اصلی سیاست مماشات بود.

بالدوین در ماه مهٔ ۱۹۳۷ استعفا داد و نویل چمبرلین به جایش نخست‌وزیر شد. در ابتدا، چرچیل از انتصاب چمبرلین استقبال کرد، اما در فوریهٔ ۱۹۳۸، وزیر خارجه آنتونی ایدن به دلیل مماشات چمبرلین با موسولینی (سیاستی که چمبرلین می‌خواست دربارهٔ هیتلر هم پیش بگیرد) استعفا کرد و موضوع محل بحث شد.
چرچیل در سال ۱۹۳۸ به دولت در مورد سیاست مماشات هشدار داد و خواستار اقدام جمعی برای جلوگیری از رفتار تهاجمی آلمان شد. به دنبال الحاق اتریش توسط آلمان، چرچیل در مجلس عوام سخنرانی کرد:
کشوری مانند کشور ما که دارای قلمرو و ثروتی عظیم است اما از دفاع غفلت کرده، نمی‌تواند با بزرگ‌نمایی وحشت‌های جنگ، یا حتی با نمایش مداوم صلح‌طلبی، یا با نادیده گرفتن سرنوشت قربانیان تجاوز در جای دیگر، از جنگ اجتناب کند. در شرایط فعلی، تنها با انباشت آنچه در برابر متجاوز بازدارنده است از جنگ اجتناب خواهد شد.— وینستون چرچیل
او خواستار پیمان دفاعی مشترک بین کشورهای اروپایی که توسعه‌طلبی آلمان تهدیدشان می‌کرد بود و این را تنها راه متوقف کردن هیتلر می‌دانست. در سپتامبر، آلمان برای حمله به سودتنلند در چکسلواکی آماده شد. چرچیل در خیابان داونینگ با چمبرلین دیدار کرد و از او خواست به آلمان بگوید اگر آلمان‌ها به خاک چکسلواکی حمله کنند، بریتانیا اعلام جنگ خواهد کرد؛ چمبرلین حاضر به انجام این کار نبود. در ۳۰ سپتامبر، چمبرلین توافقنامه مونیخ را امضا و با الحاق سودتنلند توسط آلمان موافقت کرد. چرچیل در سخنرانی خود در مجلس عوام در ۵ اکتبر، این توافقنامه را «شکستی کامل و بی‌قید و شرط» خواند. پس از تجزیهٔ نهایی چکسلواکی در مارس ۱۹۳۹، چرچیل و هوادارانش خواستار تشکیل ائتلافی ملی شدند. محبوبیت او افزایش یافت و مردم می‌خواستند به دولت بازگردد.

### لرد اول دریانوردی: سپتامبر ۱۹۳۹ تا مه ۱۹۴۰

#### دوران جنگ تصنعی و نبرد نروژ
در ۳ سپتامبر ۱۹۳۹ بریتانیا به آلمان اعلان جنگ داد. همان روز، چمبرلین دوباره چرچیل را به عنوان لرد اول دریانوردی منصوب کرد و او به کابینهٔ جنگ چمبرلین پیوست. چرچیل یکی از برجسته‌ترین وزرا در طول «جنگ تصنعی» بود. او پس از نبرد رود پلاته — اولین جنگ دریایی جنگ جهانی دوم در ۱۳ دسامبر ۱۹۳۹ — بسیار خوشحال بود؛ بعداً به استقبال نیروها رفت و به آن‌ها به خاطر «نبردی درخشان در دریا» تبریک گفت. در ۱۶ فوریهٔ ۱۹۴۰، چرچیل شخصاً به ناخدا فیلیپ ویان از ناوشکن اچ‌ام‌اس کاساک دستور داد در آب‌های نروژ وارد کشتی تدارکاتی آلمانی آلتمارک شود و ۲۹۹ دریانورد تجاری بریتانیایی را که ناو آدمیرال گراف اشپی اسیر کرده بود آزاد کند. این اقدامات، در کنار سخنرانی‌هایش، به‌طور قابل توجهی به شهرت چرچیل افزود.
او از فعالیت نیروی دریایی آلمان در دریای بالتیک نگران بود و در ابتدا می‌خواست نیروی دریایی بریتانیا را به آنجا بفرستد، اما این موضوع چندی بعد به نقشه‌ای به نام عملیات ویلفرد تغییر یافت: مین‌گذاری آب‌های نروژ و توقف حمل و نقل سنگ آهن از نارویک به آلمان. با این حال، در مورد مین‌گذاری هم در کابینه جنگ و هم با دولت فرانسه اختلاف نظر وجود داشت. در نتیجه، عملیات ویلفرد تا ۸ آوریل ۱۹۴۰، یک روز قبل از حملهٔ آلمان به نروژ، به تعویق افتاد.

#### بحث نروژ و استعفای چمبرلین

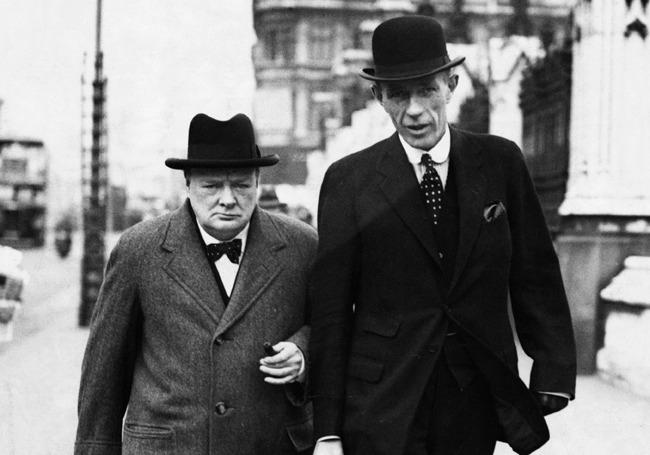
چرچیل و لرد هالیفاکس در ۱۹۳۸

پس از اینکه متفقین نتوانستند از اشغال نروژ توسط آلمان جلوگیری کنند، مجلس عوام از ۷ تا ۹ مه جلسه‌ای علنی برای بحث در مورد عملکرد و سیاست‌های جنگی دولت برگزار کرد. این رویداد به «بحث نروژ» معروف شده و یکی از مهم‌ترین رویدادهای تاریخ پارلمان به‌شمار می‌رود. در روز دوم، نمایندگان حزب کارگر خواستار رأی‌گیری شدند که عملاً رأی عدم اعتماد به دولت چمبرلین بود. از چرچیل برای جمع‌بندی بحث دعوت شد – که او را در موقعیت دشواری قرار می‌داد زیرا مجبور بود بدون خدشه‌دار کردن اعتبار خود از دولت دفاع کند. سرانجام دولت در رأی‌شماری برنده شد، اما تعداد موافقانش در پارلمان به شدت کاهش یافت و درخواست‌ها برای تشکیل یک دولت ملی بالا گرفت.
صبح روز ۱۰ مه، آلمان به بلژیک، لوکزامبورگ و هلند حمله کرد تا مقدمات حمله به فرانسه را فراهم آورد. از زمان رأی‌گیری، چمبرلین سعی در تشکیل ائتلافی داشت، اما حزب کارگر در بعدازظهر جمعه اعلام کرد حاضر نیست وارد دولت ائتلافی او شود، اگرچه آمادهٔ پذیرش نمایندهٔ دیگری از حزب محافظه‌کار بودند. چرچیل و لرد هالیفاکس، وزیر امور خارجه، تنها نامزدهای جانشینی چمبرلین بودند. این موضوع قبلاً در جلسه‌ای به تاریخ ۹ مه با حضور چمبرلین، هالیفاکس، چرچیل و دیوید مارجسون مطرح شده بود. هالیفاکس گفت نمی‌تواند به‌عنوان عضوی از مجلس اعیان به‌طور مؤثر حکومت کند و بنابراین، چمبرلین به پادشاه توصیه کرد چرچیل را به کاخ احضار کند – چرچیل نخست‌وزیر شد. او بعداً دربارهٔ نخست‌وزیر شدنش نوشت احساس آسودگی عمیقی می‌کرد زیرا اکنون بر کل صحنه مسلط شده بود. او معتقد بود زندگی‌اش تا آن لحظه «آمادگی برای این ساعت و این آزمون» بوده است.

## نخست‌وزیر در جنگ جهانی دوم

### از دانکرک تا پرل هاربر: مه ۱۹۴۰ تا دسامبر ۱۹۴۱

#### ایجاد کابینهٔ جنگی

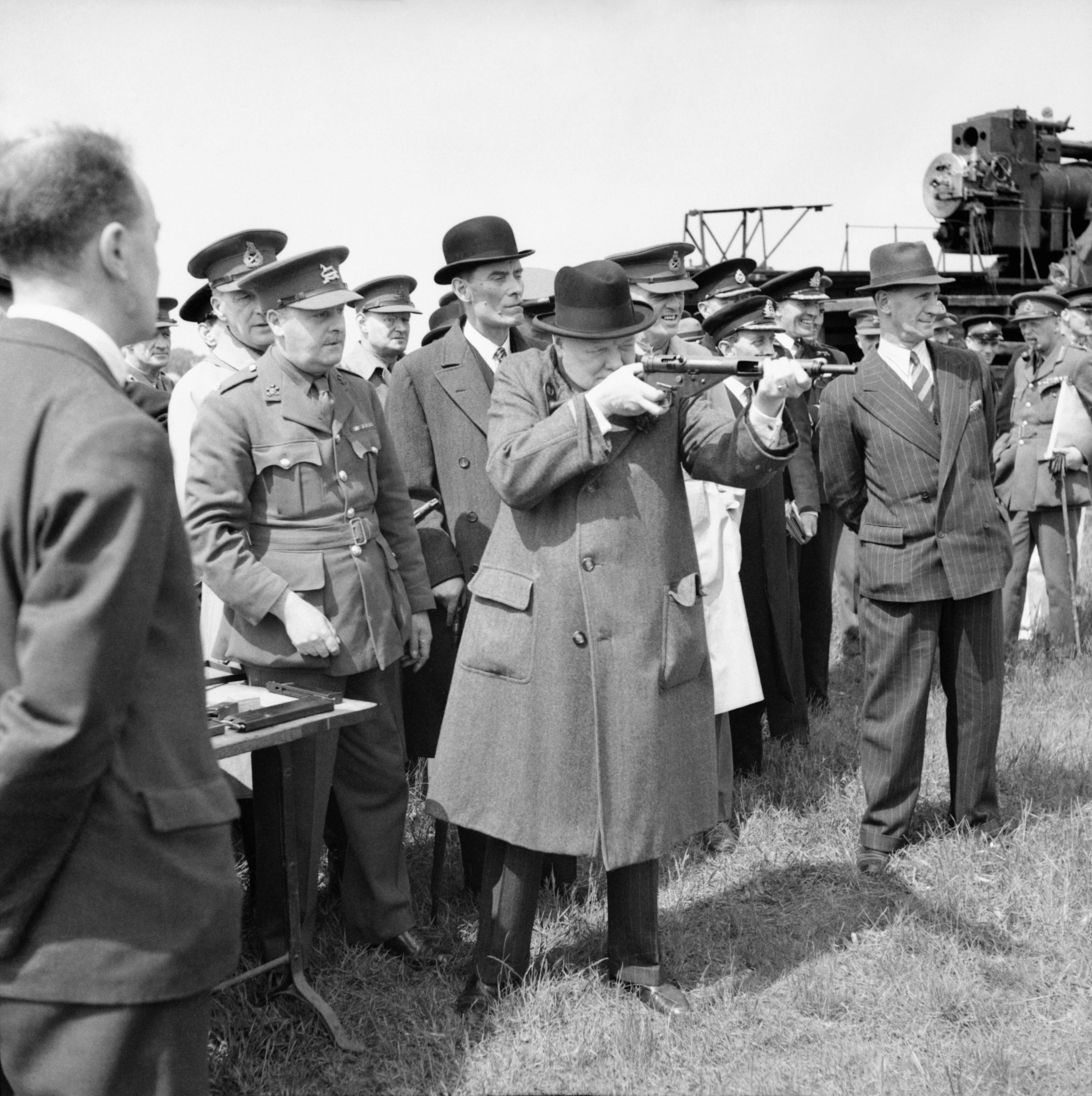
نشانه‌گیری چرچیل با مسلسل استن در ژوئن ۱۹۴۱.

در ماه مه، چرچیل هنوز به‌طور کلی در بین بسیاری از محافظه‌کاران و احتمالاً بیشتر اعضای حزب کارگر نامحبوب بود. چمبرلین تا اکتبر که به دلیل بیماری مجبور به استعفا شد، رهبر حزب محافظه‌کار باقی ماند. در آن زمان، چرچیل شک‌ها را برطرف کرده بود و توانست رهبر حزب شود.
او نخست‌وزیری خود را با تشکیل کابینهٔ جنگی آغاز کرد: چمبرلین به عنوان رئیس شورا، رهبر حزب کارگر کلمنت اتلی به عنوان لرد مهر خصوصی (بعداً به عنوان معاون نخست‌وزیر)، هالیفاکس به عنوان وزیر خارجه و آرتور گرینوود از حزب کارگر به عنوان وزیر سیار. در عمل، علاوه بر این پنج نفر، روسای ستاد و وزیرانی که در جلسات شرکت می‌کردند، نیز در تصمیم‌گیری‌ها دخیل بودند. کابینه با پیشروی جنگ از نظر اندازه و عضویت تغییر می‌کرد؛ یکی از انتصابات کلیدی ارنست بوین، رهبر اتحادیه‌های کارگری، به عنوان وزیر کار و خدمت ملی بود. چرچیل در پاسخ به انتقادات از دولت قبلی مبنی بر اینکه هیچ وزیر واحدی مسئولیت ادارهٔ جنگ را بر عهده نداشته است، وزارت دفاع را ایجاد کرد و خودش هم آن را به عهده گرفت – امری که او را قدرتمندترین نخست‌وزیر دوران جنگ تاریخ بریتانیا کرد. او کارشناسانی خارج از دولت را برای انجام وظایف حیاتی، به ویژه در جبههٔ داخلی، به کار گرفت. این افراد شامل دوستان شخصی مانند لرد بیوربروک و فریدریش لیندمان بودند که مشاور علمی دولت شدند.

#### تلاش برای ادامهٔ جنگ
در اواخر ماه مه، با عقب‌نشینی نیروی اعزامی بریتانیا به دانکرک و سقوط قریب‌الوقوع فرانسه، هالیفاکس پیشنهاد کرد دولت از طریق موسولینی که هنوز بی‌طرف بود، امکان توافقی صلح‌آمیز را بررسی کند. چند جلسهٔ سطح بالا از ۲۶ تا ۲۸ مه برگزار شد، از جمله دو جلسه با حضور نخست‌وزیر فرانسه پل رنو. نظر چرچیل بر ادامهٔ جنگ بود، حتی در صورت تسلیم فرانسه، اما موقعیت او تا زمانی که چمبرلین تصمیم به حمایت از او نگرفت، متزلزل باقی ماند. چرچیل از حمایت کامل دو عضو حزب کارگر برخوردار بود، اما می‌دانست اگر چمبرلین و هالیفاکس همزمان مخالف او باشند، نمی‌تواند نخست‌وزیر بماند. چرچیل با جلب حمایت دیگر اعضای کابینه‌اش، هالیفاکس را دور زد و چمبرلین را با خود همراه کرد.
چرچیل با وجود لکنت زبان در دوران کودکی، سخنران موفقی بود. او لکنت خفیفی داشت و قادر به تلفظ حرف «س» نبود و آن را با صدایی کشیده ادا می‌کرد. او سخت روی تلفظ خود کار کرد و در نهایت توانست از این مشکل بهره‌برداری هم کند – مانند زمانی که هیتلر را به جای Nazi («ناتزی»)، «نارزی» نامید. اولین سخنرانی او به عنوان نخست‌وزیر در سیزدهم ماه مه در مجلس عوام ایراد شد و «خون، زحمت، اشک و عرق» نام داشت. این سخنرانی بیش از یک بیانیه کوتاه نبود، اما به گفتهٔ جنکینز، «شامل عباراتی بود که در طول دهه‌ها طنین‌انداز شده است». چرچیل به مردم گفت راهی طولانی و سخت در پیش است و هدف نهایی فقط پیروزی است:
من به مجلس می‌گویم… که چیزی جز خون، زحمت، اشک و عرق برای ارائه ندارم. پیش روی ما مصیبتی از نوع سخت‌ترین است. می‌پرسید، سیاست ما چیست؟ من خواهم گفت: جنگیدن است، در دریا، خشکی و هوا، با تمام قدرتمان و با تمام نیرویی که خدا به ما می‌دهد؛ برای جنگیدن علیه ظلمِ استبدادی وحشتناک که در تاریخ تاسف‌بار جنایت بشر هرگز بالاتر از آن دیده نشده است. این سیاست ماست. می‌پرسید، هدف چیست؟ من می‌توانم با یک کلمه پاسخ دهم: پیروزی است، پیروزی به هر قیمتی، پیروزی با وجود تمام وحشت‌ها، پیروزی، هر چقدر هم که راه طولانی و سخت باشد؛ چه بدون پیروزی، بقایی هم نخواهد نبود.
سخنرانی‌های چرچیل افکار عمومی را به مخالفت با راه حلی مسالمت‌آمیز برانگیخت – جنکینز می‌گوید سخنان چرچیل «برای مردم الهام بخش و برای خود چرچیل تصفیه روحی بود.»

#### عملیات دینامو و نبرد فرانسه
در ۴ ژوئن سربازان فرانسوی تسلیم آلمان شدند و عملیات خروج از دانکرک به پایان رسید. ۳۳۸٬۲۲۶ سرباز متفقین توانستند خارج شوند که بسیار فراتر از انتظارات بود و این باور عمومی را به وجود آورد که دانکرک معجزه و حتی پیروزی بوده است. خود چرچیل نیز در سخنرانی «ما در سواحل خواهیم جنگید» که بعدازظهر آن روز در مجلس عوام ایراد کرد، از «معجزهٔ رهایی» نام برد، اگرچه همچنین گفت: «جنگ‌ها با تخلیهٔ نیرو برده نمی‌شوند». این سخنرانی با درخواست آشکار از ایالات متحده به پایان رسید:
ما تا آخر ادامه خواهیم داد. ما در فرانسه خواهیم جنگید، در دریاها و اقیانوس‌ها خواهیم جنگید، با اعتماد به نفس و قدرت فزاینده در هوا خواهیم جنگید. ما از جزیرهٔ خود دفاع خواهیم کرد، هر چقدر هم که هزینه داشته باشد. ما در سواحل خواهیم جنگید، در محل فرود خواهیم جنگید، در مزارع و خیابان‌ها خواهیم جنگید، در تپه‌ها خواهیم جنگید. ما هرگز تسلیم نخواهیم شد، و حتی اگر این جزیره یا بخش بزرگی از آن تحت سلطه و گرسنگی قرار گیرد، که من برای یک لحظه هم باور ندارم [چنین شود]، آنگاه امپراتوری ما فراتر از دریاها، مسلح و محافظت شده توسط ناوگان بریتانیا، به مبارزه ادامه خواهد داد. تا زمانی که به لطف خداوند، جهان جدید، با تمام قدرت و توانش، برای نجات و آزادی جهان قدیم قدم به میدان بگذارد.
آلمان روز بعد عملیات پروندهٔ سرخ را آغاز کرد و ایتالیا در دهم ژوئن وارد جنگ شد. ورماخت در چهاردهم ژوئن پاریس را اشغال و در بیست و پنجم ژوئن فتح فرانسه را تکمیل کرد. اکنون حملهٔ هیتلر به بریتانیا اجتناب‌ناپذیر و محتمل می‌نمود. چرچیل در هجدهم ژوئن یکی از مشهورترین سخنرانی‌هایش در مجلس عوام را ایراد کرد و آن را با این کلمات به پایان رساند:
آنچه ژنرال ویگان «نبرد فرانسه» می‌نامد، تمام شده است. من انتظار دارم نبرد بریتانیا به زودی آغاز شود. هیتلر می‌داند که باید ما را در این جزیره خرد کند یا جنگ را ببازد؛ بنابراین بیایید خود را برای وظایفمان مهیا و خود را چنان نیرومند کنیم که اگر اتحادیهٔ کشورهای همسود و امپراتوری بریتانیا هزار سال دوام آورد، مردم همچنان بگویند: «این بهترین لحظهٔ آن‌ها بود».
وقتی ایتالیا به بریتانیا اعلان جنگ داد، چرچیل در ۱۱ ژوئن دستور آغاز کارزار صحرای غربی را صادر کرد. این در آغاز که ارتش ایتالیا تنها مانعشان بود، به خوبی پیش رفت و عملیات کومپس موفقیت آشکاری به دست آورد. با این حال، در اوایل سال ۱۹۴۱، موسولینی از آلمان درخواست حمایت کرد و هیتلر آفریکاکور را تحت فرماندهی ژنرال اروین رومل به طرابلس فرستاد. تا زمانی که رومل به آنجا رسید، چرچیل عملیات کومپس را برای اعزام نیروها به یونان و کارزار بالکان متوقف کرده بود.
چرچیل در ژوئن و ژوئیهٔ ۱۹۴۰ دستور تشکیل سازمان اجرایی عملیات ویژه و کماندوها را صادر کرد. به سازمان اجرایی عملیات ویژه دستور داده شد فعالیت‌های خرابکارانه‌ای در اروپای تحت اشغال نازی‌ها اجرا کند. کماندوها مأمور یورش به اهداف نظامی خاصی بودند. هیو دالتون، وزیر جنگ اقتصادی، مسئولیت سیاسی سازمان اجرایی عملیات ویژه را بر عهده گرفت و در دفتر خاطرات خود نوشت چرچیل به او گفته است: «حالا برو و اروپا را به آتش بکش».

#### نبرد بریتانیا

چرچیل در ویرانه‌های کلیسای جامع کاونتری، ۱۹۴۱.

چرچیل در ۲۰ اوت ۱۹۴۰، در اوج نبرد بریتانیا، برای تشریح وضعیت جنگ در مجلس عوام سخنرانی کرد. اصطلاحی که او در این سخنرانی برای توصیف خلبانان نیروی هوایی سلطنتی حاضر در نبرد به کار برد به لقب این خلبانان (کم‌شُماران) تبدیل شد:
سپاس‌گزاری هر خانواده در جزیرهٔ ما، در امپراتوری ما و در واقع در سراسر جهان، به جز در خانه‌های مجرمین، نثار نیروی هوایی بریتانیا می‌شود که بی‌باک از مشکلات، خستگی‌ناپذیر در مبارزهٔ مداوم و خطر مرگ هستند. با مهارت و فداکاری خود جزر و مد جنگ جهانی را تغییر می‌دهند. هرگز در میدان نبردهای بشر این همه مردمان تا این حد مدیون چنین کم‌شُمارانی نبوده‌اند.
لوفت‌وافه از ۷ سپتامبر ۱۹۴۰ استراتژی خود را تغییر و حملات هوایی سنگینی علیه بریتانیا ترتیب داد که به ویژه در ماه‌های اکتبر و نوامبر با شدت ادامه داشتند. روحیهٔ چرچیل در طول حملات در مجموع بالا بود و او در نوامبر به منشی خصوصی خود جان کولویل گفت فکر می‌کند خطر تهاجم زمینی از سر گذشته است. افزایش ظرفیت تولید صنایع نظامی به او اطمینان داده بود بریتانیا می‌تواند به تنهایی در برابر آلمان مقاومت کند، اما شانس واقعی برای پیروزی در جنگ بدون دخالت آمریکا را کم می‌دید.

#### وام و اجاره
در سپتامبر ۱۹۴۰، دولت‌های بریتانیا و آمریکا معامله ناوشکن برای پایگاه را امضا کردند. بر اساس این توافق، آمریکا ۵۰ فروند ناوشکن را در ازای حق ایجاد پایگاه‌های نظامی در برمودا، کارائیب و نیوفاندلند به نیروی دریایی سلطنتی واگذار کرد. مزیت دیگری که بریتانیا از این توافق به دست آورد، این بود که حال می‌توانست تجهیزات نظامی خود در آن پایگاه‌ها را به نقاط دیگر جابجا کند.
روابط خوب چرچیل با فرانکلین دلانو روزولت، رئیس‌جمهور ایالات متحده، به تأمین اقلام حیاتی غذا، نفت و مهمات از طریق مسیرهای کشتیرانی اقیانوس اطلس شمالی کمک کرد. به همین دلیل بود که چرچیل پس از انتخاب مجدد روزولت در سال ۱۹۴۰ آسوده‌خاطر شد. روزولت پس از انتخاب مجدد به دنبال اجرای روشی جدید برای تأمین نیازهای بریتانیا بدون نیاز به پرداخت وجه نقد برآمد. او کنگره را متقاعد کرد بازپرداخت این خدمات بسیار پرهزینه به شکل دفاع از ایالات متحده انجام شود و بریتانیا پولی پرداخت نکند. این سیاست به وام و اجاره معروف شد و در ۱۱ مارس ۱۹۴۱ به‌طور رسمی به اجرا درآمد.

#### عملیات بارباروسا
هیتلر در ۲۲ ژوئن ۱۹۴۱ به شوروی حمله کرد. چرچیل از طریق رمزگشایی‌های انیگما در بلچلی پارک، از اوایل آوریل از حملهٔ قریب‌الوقوع مطلع شده بود. او سعی کرد از طریق استافورد کریپس، سفیر بریتانیا در مسکو، به ژوزف استالین هشدار دهد، اما بی‌فایده بود زیرا استالین به چرچیل اعتماد نداشت. شب قبل از حمله، چرچیل پیش از سخنرانی برای مردم، با اشاره به دیدگاه‌های ضد کمونیستی پیشین خود، به کویل گفت: «اگر هیتلر به جهنم حمله کند، کمترین کاری که می‌کنم به نیکی یاد کردن از شیطان خواهد کرد.»

#### منشور آتلانتیک

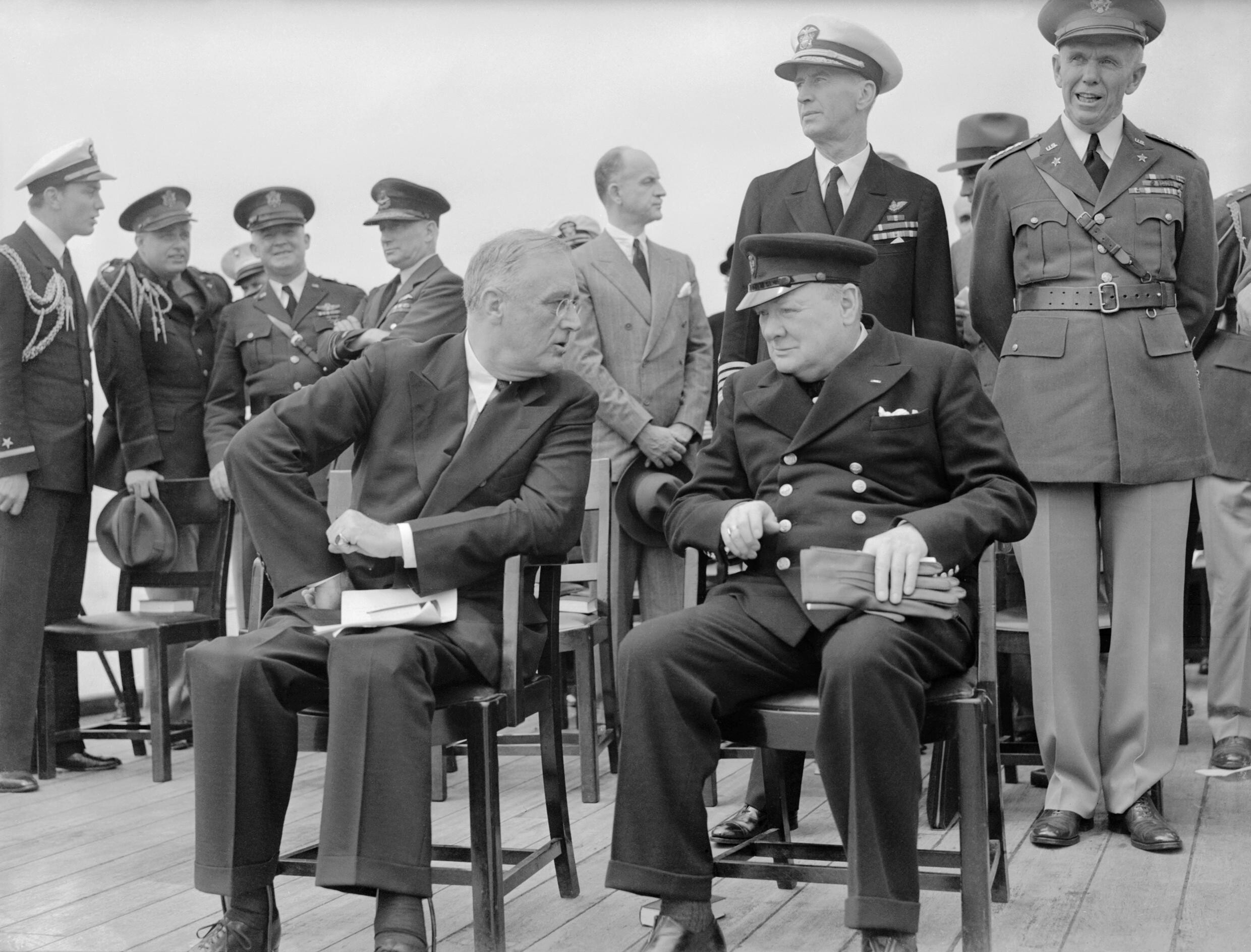
چرچیل و روزولت بر عرشهٔ اچ‌ام‌اس پرنس ولز، ۱۰ اوت ۱۹۴۱

در اوت ۱۹۴۱، چرچیل با کشتی اچ‌ام‌اس پرنس ولز برای اولین در دوران جنگ راهی آن سوی اقیانوس شد و با روزولت در خلیج پلاسنشیای نیوفاندلند دیدار کرد. آن‌ها در ۱۴ اوت بیانیهٔ مشترکی صادر کردند که به «منشور آتلانتیک» معروف شد. این منشور، اهداف دو کشور را برای آیندهٔ جهان ترسیم می‌کرد و الهام‌بخش «اعلامیهٔ ملل متحد» در سال ۱۹۴۲ شناخته می‌شود، اعلامیه‌ای که خود مبنای سازمان ملل متحد — که در ژوئن ۱۹۴۵ تأسیس شد — بود.

### از پرل هاربر تا نرماندی: دسامبر ۱۹۴۱ تا ژوئن ۱۹۴۴

#### حمله به پرل هاربر و ورود آمریکا به جنگ
در ۷–۸ دسامبر ۱۹۴۱، ژاپن به پرل هاربر آمریکا و سپس به مالایا حمله کرد. این سبب ورود آمریکا به جنگ شد و چرچیل در هشتم دسامبر علیه ژاپن اعلان جنگ داد. چرچیل با امید استفاده از بندرهای ایرلند برای عملیات ضد زیردریایی، تلگرافی به نخست‌وزیر ایرلند ایمون دو والرا فرستاد به‌طور غیرمستقیم به او وحدت ایرلند را پیشنهاد داد: «حالا فرصت شماست. حالا یا هرگز! یک ملت، دوباره! هر کجا که بخواهید با شما ملاقات خواهم کرد.» هیچ دیداری انجام نشد و هیچ اثری از پاسخ دو والرا وجود ندارد. چرچیل در اواخر همان ماه برای دیدار با روزولت در اولین کنفرانس واشینگتن به واشینگتن رفت. این امر برای سیاست «اول اروپا» — تصمیم روزولت برای اولویت دادن به پیروزی در اروپا نسبت به پیروزی در اقیانوس آرام — مهم بود. آمریکایی‌ها با چرچیل موافق بودند که هیتلر دشمن اصلی و شکست آلمان کلید موفقیت متفقین است. همچنین توافق شد اولین تهاجم مشترک انگلیس و آمریکا، عملیات تورچ و حمله به شمال آفریقا باشد. این عملیات که در اصل برای بهار ۱۹۴۲ برنامه‌ریزی شده بود، در نوامبر ۱۹۴۲ که نبرد دوم العلمین هنوز در جریان بود، آغاز شد.
در ۲۶ دسامبر، چرچیل در جلسهٔ مشترک مجلسین کنگرهٔ آمریکا سخنرانی کرد، اما آن شب دچار حملهٔ قلبی خفیفی شد. پزشکان چند هفته استراحت در رختخواب تجویز کردند. چرچیل اصرار داشت به استراحت نیاز ندارد و دو روز بعد با قطار به اتاوا سفر کرد. او در برابر مجلس کانادا سخنرانی کرد که در بخشی آن از عبارت «کمی مرغ، کمی گردن» استفاده کرد؛ در سال ۱۹۴۰ در فرانسه گفته می‌شد «[المان] گردن بریتانیای تنها را مانند مرغ خواهد پیچاند.» او در اواسط ژانویه با اولین پرواز هوایی از برمودا به پلیموث به خانه رسید و با عدم اعتماد به دولت ائتلافی‌اش و شخص خودش روبرو شد. چرچیل به همین دلیل دولتش را در مجلس عوام به رای گذاشت و به راحتی رأی اعتماد گرفت.
ارتش هشتم بریتانیا که قبلاً محاصره طبرق را برطرف کرده بود، در غیاب چرچیل عملیات کروسیدر را علیه نیروهای رومل در لیبی آغاز کرده و آن‌ها را با موفقیت به موقعیت دفاعی در عقیله در برقه عقب رانده بود. با این حال، در ۲۱ ژانویهٔ ۱۹۴۲، رومل ضدحمله‌ای غافلگیرکننده آغاز کرد که متفقین را به عین الغزاله عقب راند. در غرب، موفقیت اخیر بریتانیا در نبرد اقیانوس اطلس با دستیابی کریگس‌مارینه به رمزنگار انیگمای ۴ روتوره به خطر افتاده بود. بلچلی پارک تقریباً به مدت یک سال از رمزگشایی سیگنال‌های آن عاجز ماند. چرچیل در کنفرانسی مطبوعاتی در واشینگتن، در سایهٔ پیشروی‌های ژاپن، مجبور شد تردیدهای خود دربارهٔ امنیت سنگاپور را کم‌اهمیت جلوه دهد.

#### سقوط سنگاپور و از دست دادن برمه
چرچیل پس از شکست در نروژ، فرانسه، یونان و کرت نگرانی‌های جدی در مورد نحوه و توانایی جنگیدن نیروهای بریتانیایی داشت. پس از سقوط سنگاپور در برابر ژاپن در ۱۵ فوریه ۱۹۴۲، او احساس کرد ترس‌هایش تأیید شده‌اند و گفت: «(این) بدترین فاجعه و بزرگ‌ترین تسلیم در تاریخ نظامی بریتانیا است.» در ۱۱ فوریه، کریگسمارینه حملهٔ جسورانه‌ای در کانال مانش انجام داد و ضربهٔ بزرگی به اعتبار نیروی دریایی بریتانیا وارد کرد. اثر ترکیبی این رویدادها باعث شد روحیهٔ چرچیل به پایین‌ترین حد خود در طول جنگ برسد.

#### قحطی بنگال
در همین حال، ژاپنی‌ها تا پایان آوریل ۱۹۴۲ بیشترِ برمه را تصرف کرده بودند. ضدحملات به دلیل فصل موسمی و شرایط آشفته در بنگال و بیهار و همچنین طوفان شدیدی که در اکتبر ۱۹۴۲ این منطقه را ویران کرده بود، با مشکل مواجه شد. ترکیبی از عوامل، از جمله محدود شدن واردات ضروری برنج از برمه، سوء مدیریت، تورم دوران جنگ و بلایای طبیعی بزرگ مانند سیل و بیماری‌های زراعی منجر به قحطی بنگال در سال ۱۹۴۳ شد که در آن حدود ۲٫۱ تا ۳٫۸ میلیون نفر جان خود را از دست دادند.
از دسامبر ۱۹۴۲، کمبود مواد غذایی باعث شد مقامات عالی‌رتبهٔ بریتانیایی در هند از لندن برای واردات غلات درخواست کمک کنند، اگرچه نتوانسته بودند وخامت قحطیِ رو به ظهور را تشخیص دهند و به‌طور ناشیانه در برابرش عمل کردند. دولت چرچیل از تأیید واردات بیشتر امتناع کرد و در پاسخ به انتقادات، سیاست خود را به کمبود شدید امکانات حمل و نقل در زمان جنگ نسبت داد. هنگامی که بریتانیایی‌ها در سپتامبر ۱۹۴۳ از وسعت کامل قحطی مطلع شدند، چرچیل دستور داد ۱۳۰ هزار تن غلات به بنگال صادر شود و کابینهٔ جنگ با ارسال ۲۰۰ هزار تن تا پایان سال موافقت کرد. در سه ماههٔ آخر سال ۱۹۴۳، صد هزار تن برنج و ۱۷۶ هزار تن گندم وارد شد، در مقایسه با میانگین ۵۵ هزار تن و ۵۴ هزار تن در ماه‌های ابتدای سال. 
در اکتبر، چرچیل نامه‌ای به لرد ویول، نایب‌السلطنهٔ جدید هند، نوشت و مسئولیت پایان دادن به قحطی را به او سپرد. در فوریهٔ ۱۹۴۴ که آماده‌سازی‌ها برای عملیات اورلرد امکانات حمل و نقل متفقین را به خود مشغول داشته بود، چرچیل به ویول نوشت: «مطمئناً تا جایی که بتوانم به شما کمک می‌کنم، اما نباید خواستار غیرممکن‌ها باشید». درخواست‌های ارسال غلات در طول سال ۱۹۴۴ توسط دولت رد شد و ویول در اکتبر به چرچیل شکایت کرد که «دولت اعلی‌حضرت با مشکلات حیاتی هند با بی‌توجهی، حتی گاهی با خصومت و تحقیر رفتار می‌کند.» تأثیر سیاست‌های بریتانیا بر تعداد کشته‌شدگان قحطی همچنان موضوعی بحث‌برانگیز است.

#### کنفرانس‌های بین‌المللی سال ۱۹۴۲

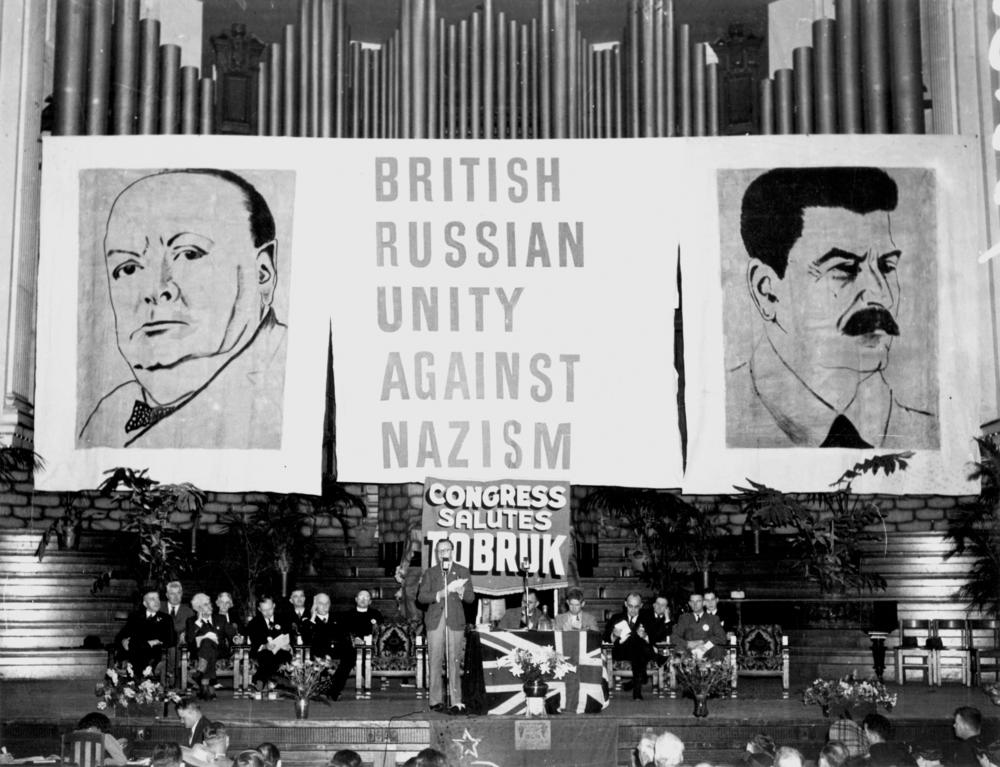
تصاویر چرچیل و استالین در بریزبن استرالیا، ۳۱ اکتبر ۱۹۴۱

در ۲۰ مهٔ ۱۹۴۲، ویاچسلاو مولوتف، وزیر امور خارجهٔ شوروی، برای امضای معاهدهٔ دوستی وارد لندن شد. مولوتوف می‌خواست این کار بر اساس دریافت امتیازات ارضی مشخصی در مورد لهستان و کشورهای بالتیک انجام شود. چرچیل و ایدن تلاش کردند با او به مصالحه برسند و در نهایت معاهده‌ای بیست ساله امضا شد اما مسئلهٔ مرزها به تعویق افتاد. مولوتوف همچنین به دنبال جبههٔ دومی در اروپا بود. چرچیل تأیید کرد مقدماتش در حال انجام است اما در مورد تاریخش هیچ قول خاصی نداد.
چرچیل از این مذاکرات راضی بود. با این حال، رومل در ۲۶ مه عملیات ونیز را آغاز کرد که منجر به نبرد غزاله شد. متفقین در نهایت از لیبی بیرون رانده و با سقوط طبرق در ۲۱ ژوئن متحمل شکست بزرگی شدند. چرچیل زمانی که خبر سقوط طبرق به او رسید، نزد روزولت بود. او از تسلیم ۳۵٬۰۰۰ سرباز شوکه شد و آن را «سنگین‌ترین ضربه» در جنگ پس از سنگاپور یافت. پیشروی نیروهای محور سرانجام در نبرد نخست العلمین در ژوئیه و نبرد علم حلفا در اوایل سپتامبر متوقف شد. هر دو طرف خسته بودند و نیاز فوری به نیروی کمکی و تدارکات داشتند.
چرچیل در ۱۷ ژوئن به واشینگتن بازگشت. او و روزولت بر اجرای عملیات تورچ به عنوان مقدمه‌ای ضروری برای حمله به اروپای اشغالی توافق کردند. روزولت ژنرال دوایت دی. آیزنهاور را به عنوان فرماندهٔ جبهه نظامی آمریکا در اروپا منصوب کرد. چرچیل محمولهٔ ۳۰۰ تانک شرمن و ۱۰۰ قبضه هویتزر از آمریکا به ارتش هشتم بریتانیا را دریافت کرد. او در ۲۵ ژوئن به بریتانیا بازگشت و با رای عدم اعتماد دیگری روبرو شد – این بار در مورد رهبری او در جنگ، اما باز هم به راحتی آرای لازم را در پارلمان کسب کرد.
در اوت، چرچیل علی‌رغم مشکلات سلامتی‌اش با نیروهای بریتانیا در شمال آفریقا دیدار کرد تا روحیهٔ آن‌ها را بالا برد. او در مسیر سفر به مسکو برای اولین دیدار با استالین بود و آورل هریمن، فرستادهٔ ویژه روزولت، را با خود همراه داشت. چرچیل در ۱۲ تا ۱۶ اوت به مسکو رسید و چهار دیدار طولانی با استالین داشت. اگرچه آن‌ها از نظر شخصی با هم کنار آمدند، اما با توجه به وضعیت جنگ دستاوردهای واقعی کمی وجود داشت – استالین با ناامیدی خواستار بازگشایی جبههٔ دوم توسط متفقین در اروپا بود و چرچیل همان پاسخش به مولوتوف را تکرار کرد.

#### العلمین و استالینگراد

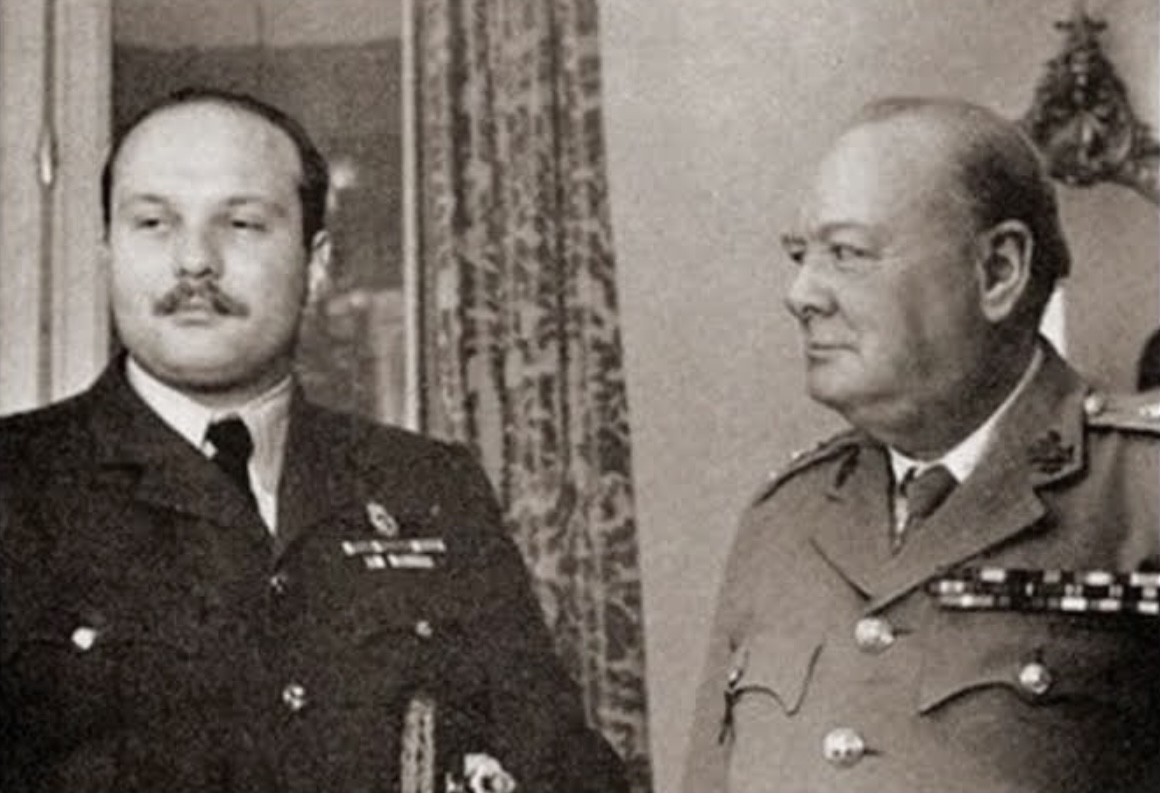
چرچیل و ملک فاروق در قاهره، دسامبر ۱۹۴۲

چرچیل در اوایل اوت که در قاهره بود، فیلد مارشال الکساندر را به عنوان جانشین فیلد مارشال آوچینلک به عنوان فرماندهٔ کل قوای خاورمیانه منصوب کرد. فرماندهی ارتش هشتم به ژنرال ویلیام گوت داده شد، اما او تنها سه روز بعد در پرواز به قاهره مورد اصابت گلوله قرار گرفت و کشته شد. ژنرال مونتگومری جایش را گرفت.
در ماه‌های پایانی سال ۱۹۴۲، جریان جنگ با پیروزی متفقین در نبردهای کلیدی العلمین و استالینگراد رو به تغییر گذاشت. تا نوامبر، متفقین در موضع دفاعی بودند، اما از نوامبر آلمانی‌ها را مجبور به دفاع کردند. چرچیل برای اولین بار از اوایل سال ۱۹۴۰ دستور داد ناقوس کلیساها در سراسر بریتانیا به صدا درآیند. او در ۱۰ نوامبر، با علم به اینکه العلمین را برده‌اند، یکی از معروف‌ترین سخنرانی‌های جنگ را در ضیافت شهردار لندن در عمارت شهرداری ایراد کرد: «این پایان کار نیست. این حتی آغاز پایان هم نیست. اما شاید پایانِ آغاز باشد.»

#### کنفرانس‌های بین‌المللی سال۱۹۴۳

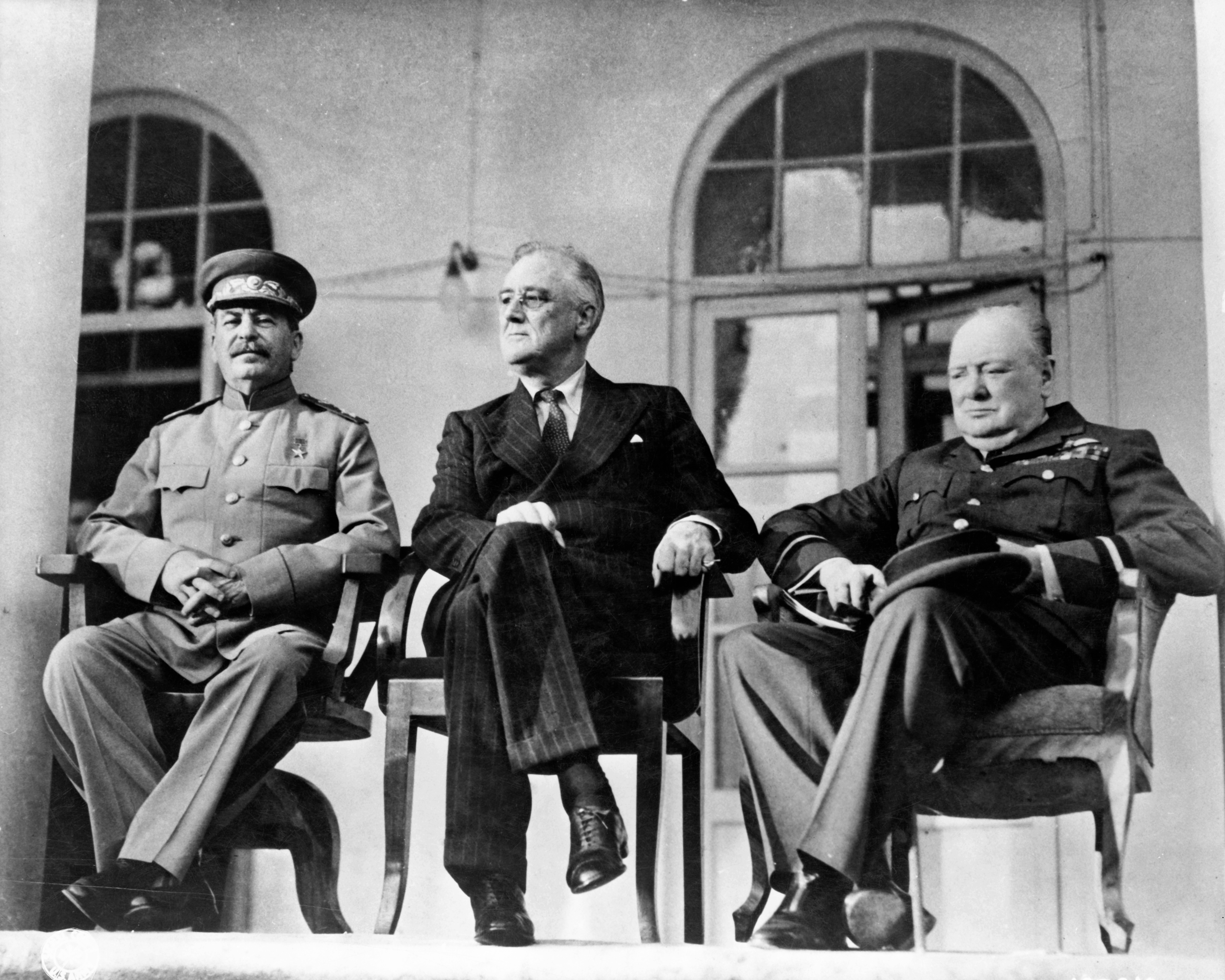
استالین، روزولت و چرچیل در کنفرانس تهران، ۱۹۴۳

چرچیل در ژانویهٔ ۱۹۴۳ در کنفرانس کازابلانکا با روزولت دیدار کرد که ده روز به طول انجامید. ژنرال شارل دو گل نیز از طرف نیروهای فرانسهٔ آزاد در این کنفرانس حضور داشت. استالین دوست داشت آنجا باشد اما به دلیل وضعیت استالینگراد نتوانست. اعلامیهٔ کازابلانکا متفقین را به «تسلیم بی‌قیدوشرط» نیروهای محور متعهد کرد، هرچند چرچیل در مورد دست‌یافتنی بودن این هدف تردید داشت. چرچیل از مراکش به قاهره، آدانا، قبرس، دوباره قاهره و الجزیره رفت. او در ۷ فوریه پس از تقریباً یک ماه به کشور بازگشت. او در یازدهم فوریه در مجلس عوام سخنرانی کرد و سپس روز بعد به سینه‌پهلو شدیدی مبتلا شد که بیش از یک ماه خانه نشینش کرد.
چرچیل در طول سال دو بار راهی آن سوی اقیانوس اطلس شد و در کنفرانس سوم واشینگتن در مه و اولین کنفرانس کبک در اوت با روزولت دیدار کرد. در نوامبر، چرچیل و روزولت با جنرالیسیمو چیانگ کای‌شک، رهبر چین، در کنفرانس قاهره دیدار کردند.
مهم‌ترین کنفرانس سال از ۲۸ نوامبر تا ۱ دسامبر در تهران برگزار شد – اولین دیدار مشترک چرچیل و روزولت با استالین. روزولت و استالین به چرچیل برای گشایش جبههٔ دومی در غرب اروپا فشار آوردند و همچنین توافق شد آلمان پس از جنگ تقسیم شود، اما هیچ تصمیمی در مورد چگونگی آن گرفته نشد. در راه بازگشت از تهران، چرچیل و روزولت در دومین کنفرانس قاهره با حضور رئیس‌جمهور ترکیه عصمت اینونو شرکت کردند، اما نتوانستند ترکیه را برای پیوستن به متفقین متقاعد کنند.
چرچیل از قاهره به تونس رفت و مدتی آنجا مهمان آیزنهاور بود. همان‌جا به فیبریلاسیون دهلیزی مبتلا و مجبور شد تا بعد از کریسمس در تونس بماند. کلمنتین و کویل برای همراهی او به تونس سفر کردند. اینان در ۲۷ دسامبر راهی مراکش شدند و نهایتا چرچیل پس از بهبودی در ۱۴ ژانویهٔ ۱۹۴۴ با هواپیما به جبل‌الطارق و با کشتی کینگ جرج پنجم به بریتانیا رفت. او در ۱۸ ژانویه به لندن رسید و با حضور غیرمنتظره در جلسهٔ پرسش از نخست‌وزیر در مجلس عوام، نمایندگان را غافلگیر کرد. چرچیل از ۱۲ ژانویهٔ ۱۹۴۳ — که راهی کازابلانکا شد — ۲۰۳ روز از ۳۷۱ روز را خارج از کشور یا به شدت بیمار بود.

#### حمله به سیسیل و ایتالیا

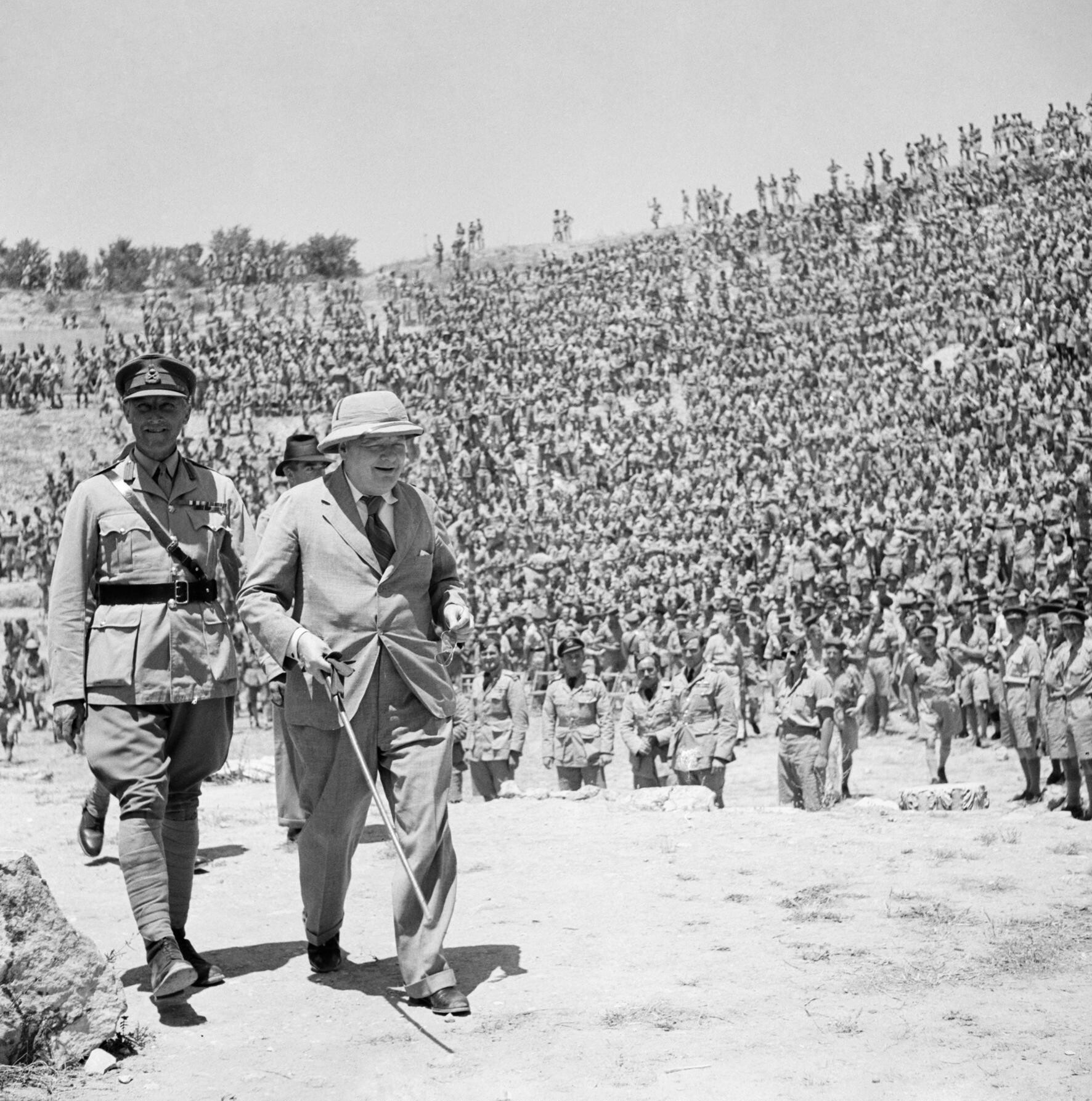
سخنرانی چرچیل برای ۳٬۰۰۰ سرباز آمریکایی و انگلیسی در آمفی‌تئاتر کارتاژ، ژوئن ۱۹۴۳

آیزنهاور، فرماندهٔ نیروهای عملیاتی شمال آفریقا، ارتش ایالات متحده (NATOUSA) و دستیارانش در پاییز ۱۹۴۲، پس از دیدار چرچیل با استالین در مسکو، در مورد اینکه متفقین غربی باید اولین حملهٔ خود در اروپا را کجا انجام دهند، با چرچیل مذاکره کردند. به گفتهٔ ژنرال مارک کلارک که بعداً فرماندهی ارتش پنجم ایالات متحده را در کارزار ایتالیا بر عهده داشت، آمریکایی‌ها آشکارا معترف بودند که عملیاتی از کانال مانش به سوی اروپا در آیندهٔ نزدیک «کاملاً غیرممکن» است. چرچیل «شکافتن شکم نرم مدیترانه» را به عنوان نقشه‌ای جایگزین پیشنهاد کرد و متقاعدشان کرد پس از شکست آفریکاکور آلمان در شمال آفریقا، ابتدا به سیسیل و سپس ایتالیا حمله کنند. کلارک پس از جنگ همچنان نظر چرچیل را صحیح می‌یافت، اما افزود وقتی متفقین در سالرنو پیاده شدند، ایتالیا را «شکم سرسخت و پیر» یافتند.
حمله به سیسیل در ۹ ژوئیه آغاز شد و تا ۱۷ اوت با موفقیت به پایان رسید. چرچیل تماماً موافق حملهٔ مستقیم به سرزمین اصلی ایتالیا با تمرکز بر رم بود، اما آمریکایی‌ها می‌خواستند چندین لشکر را جهت تقویت نیروها برای عملیات اورلورد که برای بهار ۱۹۴۴ برنامه‌ریزی شده بود، به انگلستان بازگردانند. چرچیل هنوز به اورلورد علاقه‌ای نداشت زیرا می‌ترسید که ارتشی انگلیسی-آمریکایی در فرانسه نتواند با کارایی رزمی ورماخت برابری کند. او عملیات پیرامونی را ترجیح می‌داد، از جمله برنامه‌ای به نام عملیات ژوپیتر برای حمله به شمال نروژ.
وقایع سیسیل تأثیر غیرمنتظره‌ای بر ایتالیا داشت. پادشاه ویکتور امانوئل سوم در ۲۵ ژوئیه موسولینی را برکنار و مارشال بادولیو را به نخست‌وزیری منصوب کرد. بادولیو مذاکراتی با متفقین کرد که منجر به آتش‌بس کاسیبیله در ۳ سپتامبر شد. در پاسخ، آلمانی‌ها عملیات آخسه را آغاز کردند و کنترل بیشتر ایتالیا را به دست گرفتند. چرچیل اگرچه هنوز ایتالیا را نسبت به نرماندی به عنوان مسیر اصلی متفقین به رایش سوم ترجیح می‌داد، از مقاومت شدید آلمان در سالرنو عمیقاً نگران بود و بعداً، پس از اینکه متفقین باموفقیت سرپل خود را در آنتسیو به دست آوردند اما همچنان نتوانستند بن‌بست را بشکنند، با کنایه گفت به جای «حمل کردن یک گربهٔ وحشی به ساحل»، نیروهای متفقین به «نهنگی سرگردان» تبدیل شده‌اند.  مانع بزرگ مونته کاسینو بود؛ تا اواسط ماه مهٔ ۱۹۴۴ بر آن غلبه شد و متفقین توانستند در نهایت به رم پیشروی و در ۴ ژوئن تصرفش کنند.

#### آمادگی برای نرماندی

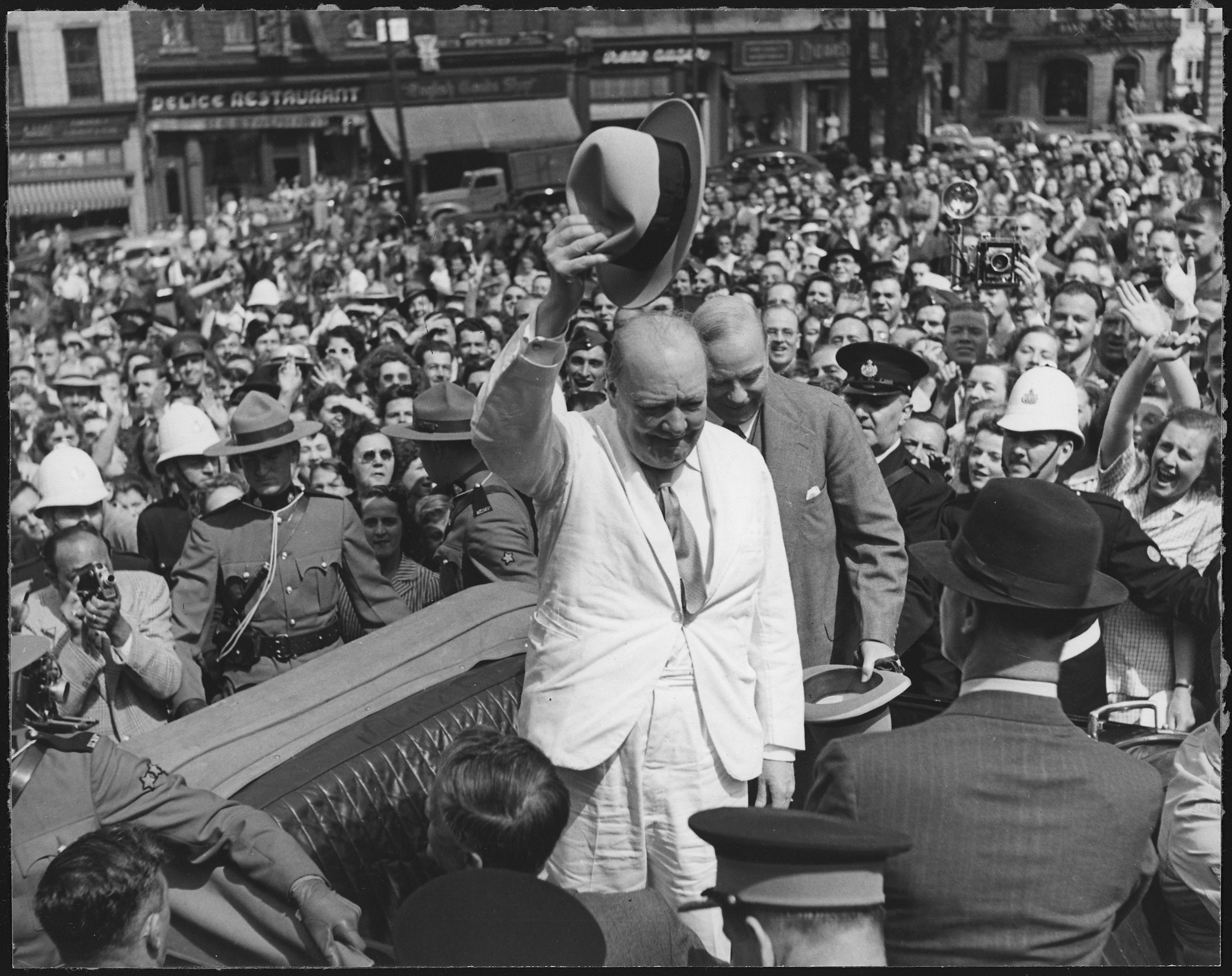
استقبال از چرچیل در کبک کانادا، ۱۹۴۳

مشکلات پیش آمده در ایتالیا باعث شد چرچیل در مورد استراتژی متفقین تغییر عقیده دهد، به طوری پس از بن‌بست نظامی در آنزیو اندکی پس از بازگشت او از شمال آفریقا به انگلستان، خود را درگیر برنامه‌ریزی عملیات اورلورد کرد. او سلسله جلسات مداومی با فرماندهی عالی قوای اعزامی متفقین و ستاد کل ارتش بریتانیا ترتیب داد و به‌طور منظم ریاست آن‌ها را برعهده داشت. در این جلسات همیشه یا آیزنهاور یا رئیس ستاد او ژنرال والتر بدل اسمیت حضور داشتند. چرچیل به ویژه پروژهٔ مالبری (بندرهای مصنوعی) را پسندیده بود، اما همچنین مشتاق بود حداکثر استفاده را از نیروی هوایی متفقین ببرد. با این حال، نگرانی چرچیل در مورد خطرات یا احتمال عدم موفقیت حمله به نرماندی طور کامل از بین نرفت و با نزدیک شدن به روز حمله نوسانات شدیدی در خلق و خوی او ایجاد شد. جنکینز می‌گوید او با روحیهٔ بسیار پایین‌تری نسبت به زمانی که چهار سال قبل با قاطعیت با احتمال شکست روبرو می‌شد، با پیروزی بالقوه روبرو شد.

#### مسئلهٔ اصلاحات پس از جنگ
چرچیل معتقد بود پس از جنگ در حوزه‌های وسیعی مانند کشاورزی، آموزش، اشتغال، بهداشت، مسکن و رفاه نیاز به اصلاحات وجود دارد. گزارش بوریج دربارهٔ پنج «شر بزرگ» در نوامبر ۱۹۴۲ منتشر شد و با استقبال گستردهٔ مردم اهمیت زیادی پیدا کرد. با این وجود، چرچیل بیشتر تمرکز خود را بر جنگ گذاشته بود و اصلاحات را بخشی از مرتب کردن امورات پس از جنگ می‌دید. او در سخنرانی رادیویی عصر ۲۶ مارس ۱۹۴۴ مجبور بود بیشتر وقتش را به موضوع اصلاحات اختصاص دهد اما بی‌علاقگی آشکاری نسبت به آن نشان داد. هارولد نیکولسون گفت برای بسیاری از مردم، چرچیل در رادیو مانند «پیرمردی فرسوده و عصبانی» به نظر می‌رسید. با این حال، در نهایت، این تقاضای مردم برای اصلاحات بود که سرنوشت انتخابات ۱۹۴۵ را تعیین کرد و منجر به شکست محافظه‌کاران شد.

### شکست آلمان: ژوئن ۱۹۴۴ تا مه ۱۹۴۵

#### حملهٔ متفقین به نرماندی

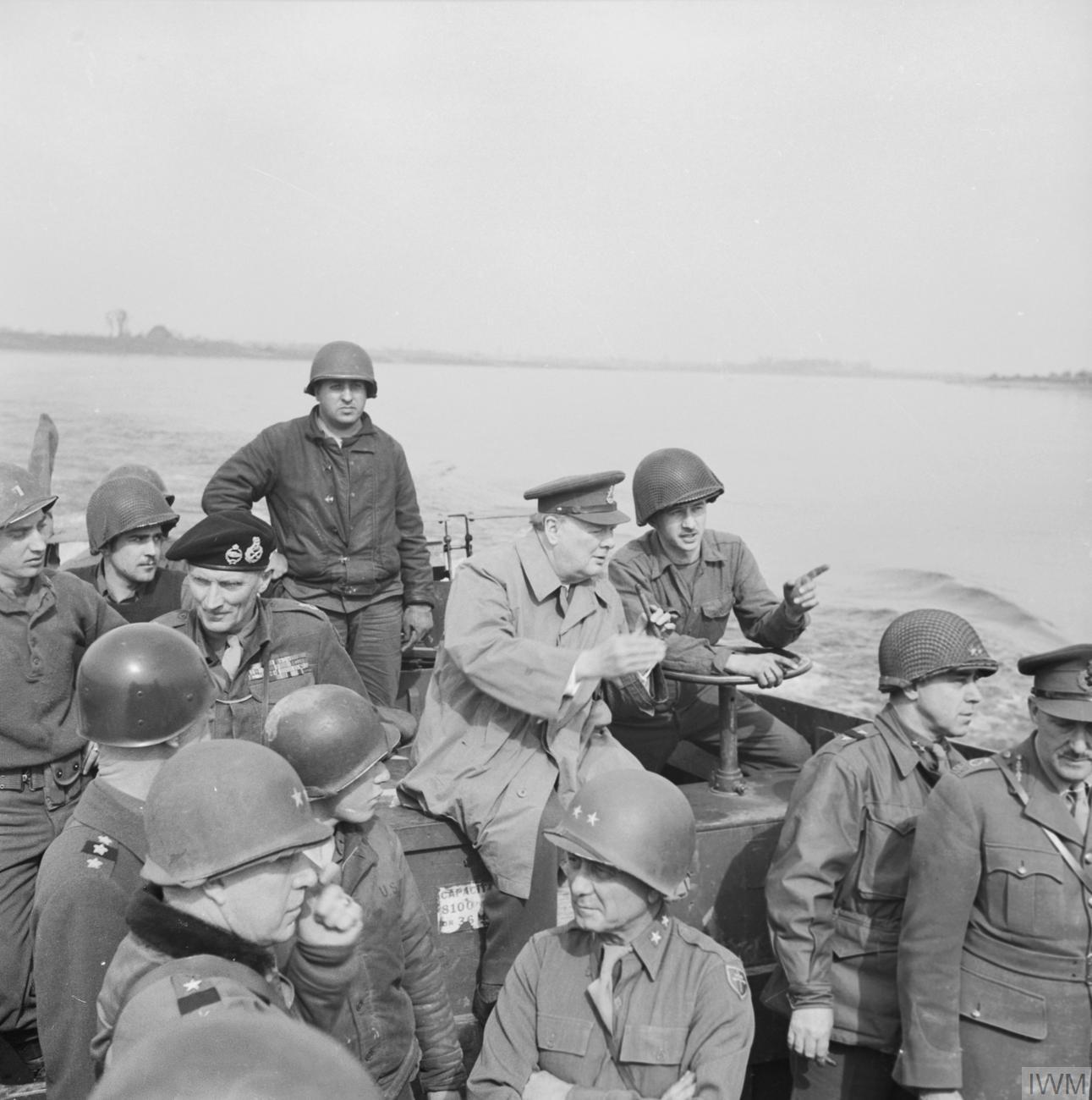
گذر چرچیل از رود راین در جریان عملیات پلوندر، ۲۵ مارس ۱۹۴۵

چرچیل مصمم بود مستقیماً در حمله به نرماندی شرکت کند و امیدوار بود که در روز پیاده کردن نیرو (۶ ژوئن ۱۹۴۴) یا حداقل روز بعد از کانال مانش عبور کند. تمایل او به حضور در عملیات باعث وحشت در ستاد فرماندهی متفقین اروپا شد تا اینکه پادشاه عملاً با گفتن اینکه او (پادشاه) به عنوان رئیس هر سه نیروی نظامی نیز باید آنجا باشد مانع چرچیل شد. چرچیل انتظار داشت تلفات متفقین در روز پیاده کردن نیرو به ۲۰٬۰۰۰ نفر برسد اما در کل ماه ژوئن کمتر از ۸٬۰۰۰ نفر جان باختند. او اولین بار در ۱۲ ژوئن وارد نرماندی شد. آن شب، هنگام بازگشتش به لندن، اولین بمب‌های پرندهٔ فیزلر فی ۱۰۳ پرتاب شدند. در ۲۲–۲۳ ژوئیه، چرچیل به شربورگ و آرومانش رفت و از بندر مصنوعی بازدید کرد.

#### کنفرانس‌های سال ۱۹۴۴
چرچیل از ۱۲ تا ۱۶ سپتامبر ۱۹۴۴ در دومین کنفرانس کبک با روزولت دیدار کرد. آن‌ها در مورد طرح مورگنتاو برای اشغال آلمان توسط متفقین پس از جنگ به توافق رسیدند؛ هدف نه تنها غیرنظامی کردن، بلکه غیرصنعتی کردن آلمان بود. ایدن به شدت با آن مخالفت بود و بعداً چرچیل را متقاعد کرد آن را رد کند. وزیر امور خارجهٔ ایالات متحده کوردل هال نیز با آن مخالفت و روزولت را متقاعد کرد این طرح عملی نیست.
در چهارمین کنفرانس مسکو که از ۹ تا ۱۹ اکتبر ۱۹۴۴ برگزار شد، چرچیل و ایدن با استالین و مولوتوف دیدار کردند. این کنفرانس به دلیل «توافق درصدی» که در آن چرچیل و استالین عملاً دربارهٔ سرنوشت بالکانِ پس از جنگ توافق کردند، بدنام شده است. در آن زمان، سربازان شوروی در رومانی و بلغارستان بودند. چرچیل پیشنهاد داد در سراسر منطقه مقیاس تسلط وجود داشته باشد تا به قول او، «در امور کوچک با هم درگیر نشویم». او فهرستی از کشورها با درصد نفوذ طرفین به استالین داد و او هم تأیید کرد. توافق بر این بود که شوروی ۹۰٪ کنترل رومانی و ۷۵٪ کنترل بلغارستان؛ و بریتانیا و ایالات متحده ۹۰٪ کنترل یونان را در اختیار داشته باشند – در مجارستان و یوگسلاوی نیز هر کدام ۵۰ درصد. در سال ۱۹۵۸، پنج سال پس از انتشار شرح این نشست (در کتاب جنگ جهانی دوم چرچیل)، مقامات شوروی منکر شدند که استالین این «پیشنهاد امپریالیستی» را پذیرفته باشد.

#### کنفرانس یالتا، فوریهٔ ۱۹۴۵

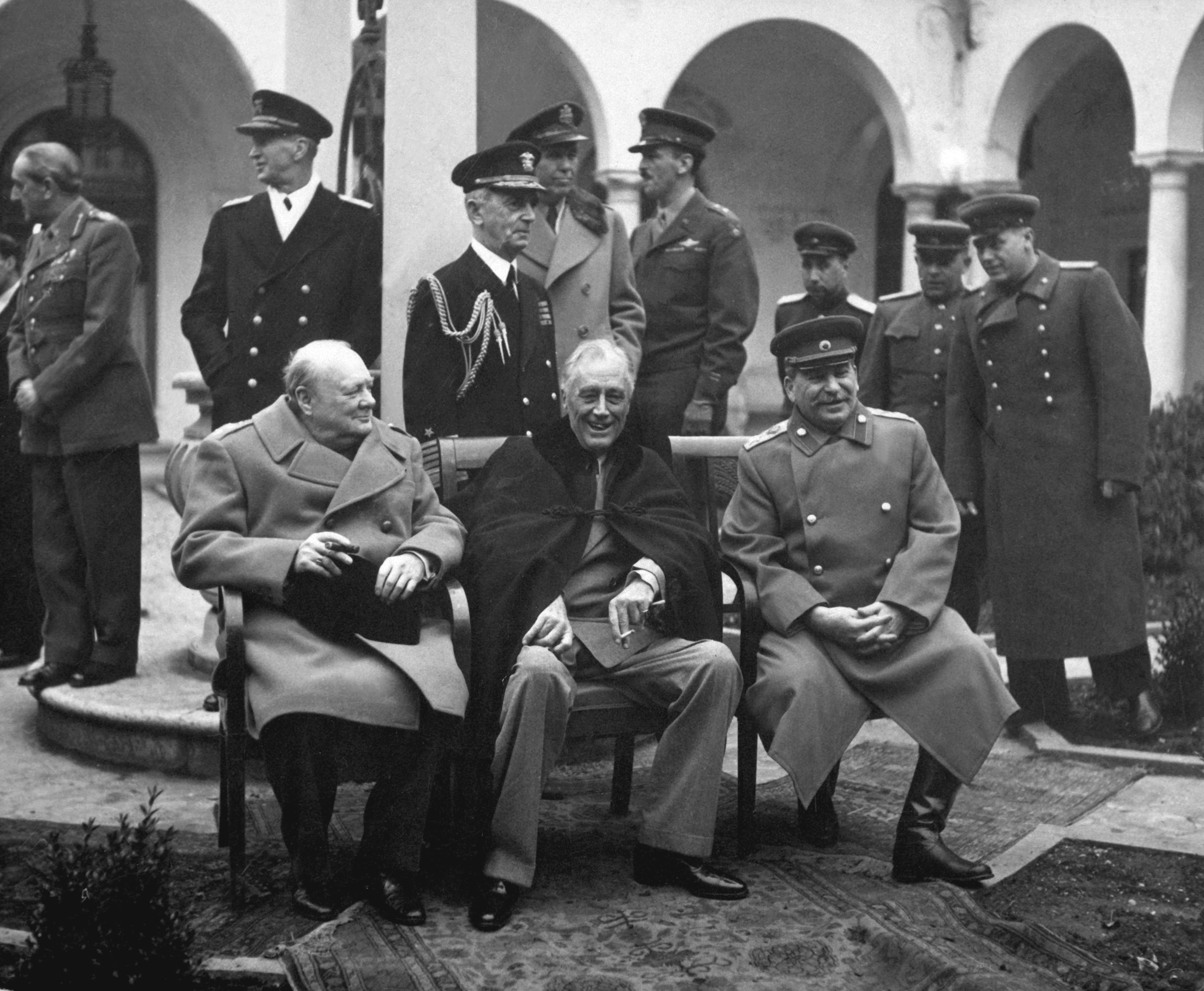
استالین، چرچیل و روزولت در کنفرانس یالتا، فوریهٔ ۱۹۴۵

چرچیل و روزولت از ۳۰ ژانویه تا ۲ فوریهٔ ۱۹۴۵ در کنفرانس مالت دیدار کردند. کنفرانس یالتا از ۴ تا ۱۱ فوریه با حضور استالین برگزار شد. یالتا پیامدهای گسترده‌ای برای جهان پس از جنگ داشت. دو موضوع در این کنفرانس غالب بود: مسئلهٔ تأسیس سازمان ملل متحد پس از جنگ، که در آن پیشرفت زیادی حاصل شد؛ و مسئلهٔ بغرنج‌تر وضعیت پس از جنگ لهستان – که چرچیل آن را موردی آزمایشی برای آیندهٔ اروپای شرقی می‌دید. چرچیل به دلیل توافقنامهٔ یالتا در مورد لهستان و پذیرش دولتی کمونیستی آن کشور با انتقادات شدیدی روبرو شد. به عنوان مثال، ۲۷ نماینده از حزب محافظه‌کار پارلمان بریتانیا زمانی که این موضوع در اواخر ماه در مجلس عوام مورد بحث قرار گرفت، علیه او رأی دادند. با این حال، جنکینز معتقد است چرچیل در شرایط بسیار دشوار — از جمله اینکه روزولت به‌طور جدی بیمار بود و نمی‌توانست از چرچیل حمایت معناداری به عمل آورد — هرچه از دستش برمی‌آمد انجام داد.
یکی دیگر از نتایج یالتا، عملیات موسوم به «کیلهال» بود. متفقین غربی با بازگرداندن اجباری همهٔ شهروندان شوروی در مناطق تحت کنترل متفقین، از جمله اسیران جنگی، به اتحاد جماهیر شوروی موافقت کردند و این سیاست بعداً به تمام پناهندگان اروپای شرقی تعمیم داده شد. بسیاری از این افراد که مجبور به بازگشت به شوروی شدند ضد کمونیست بودند. کیلهال بین ۱۴ اوت ۱۹۴۶ و ۹ مه ۱۹۴۷ اجرا شد.

#### مناقشهٔ بمباران درسدن

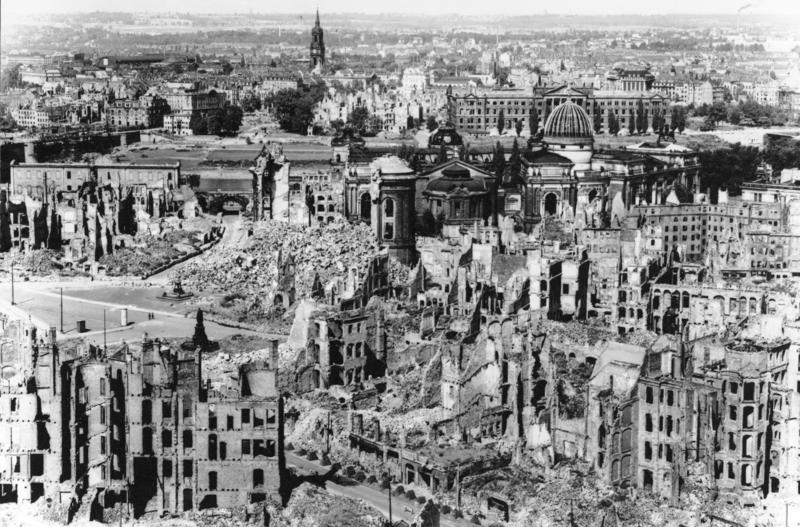
ویرانه‌های درسدن، فوریهٔ ۱۹۴۵

در شب‌های ۱۳ تا ۱۵ فوریهٔ ۱۹۴۵، حدود ۱۲۰۰ بمب‌افکن بریتانیایی و آمریکایی شهر درسدن آلمان که مملو از مجروحان و پناهندگان از جبههٔ شرقی بود را بمباران کردند. این حملات بخشی از کارزار بمباران شدید منطقه‌ای بود که توسط چرچیل در ژانویه با هدف خاتمهٔ سریع‌تر جنگ آغاز شد. چرچیل بعداً از این بمباران ابراز پشیمانی کرد زیرا گزارش‌های اولیه حاکی از تعداد زیاد تلفات غیرنظامی در اواخر جنگ بود و کمیسیون مستقلی در سال ۲۰۱۰ تعداد کشته‌شدگان را بین ۲۲٬۷۰۰ تا ۲۵٬۰۰۰ نفر اعلام کرد. در ۲۸ مارس، چرچیل تصمیم به محدود کردن بمباران منطقه‌ای گرفت و یادداشتی به ژنرال اسمای برای کمیتهٔ روسای ستاد فرستاد:
ویرانی درسدن همچنان پرسشی جدی در مورد نحوهٔ انجام بمباران متفقین است… من احساس می‌کنم… به جای وحشت افکنی و تخریب بی‌مورد، حتی اگر چشمگیر باشد… نیاز به تمرکز دقیق‌تر بر اهداف نظامی وجود دارد.
فردریک تیلور، مورخ بریتانیایی، می‌گوید تعداد شهروندان شوروی که بر اثر بمباران آلمان جان باختند تقریباً معادل تعداد شهروندان آلمانی بود که بر اثر حملات متفقین کشته شدند. جنکینز می‌پرسد آیا پشیمانی دلیل تصمیم چرچیل بود یا او از پیامدهای شوم می‌ترسید؟ با این حال، جنکینز اذعان دارد حالا که همه چیز تمام شده و با علم به پیروزی انتقاد کردن آسان است. او می‌افزاید کارزار بمباران منطقه‌ای بیش از استفادهٔ رئیس‌جمهور ترومن از بمب اتم دوم در ناکازاکی شش ماه بعد نکوهش‌برانگیز نبود. اندرو مار، با نقل از مکس هیستینگز، می‌گوید یادداشت چرچیل «تلاشی سیاسی حساب‌شده… برای فاصله گرفتن از… جنجال فزاینده پیرامون واقعه» بوده است.

#### پیروزی در اروپا

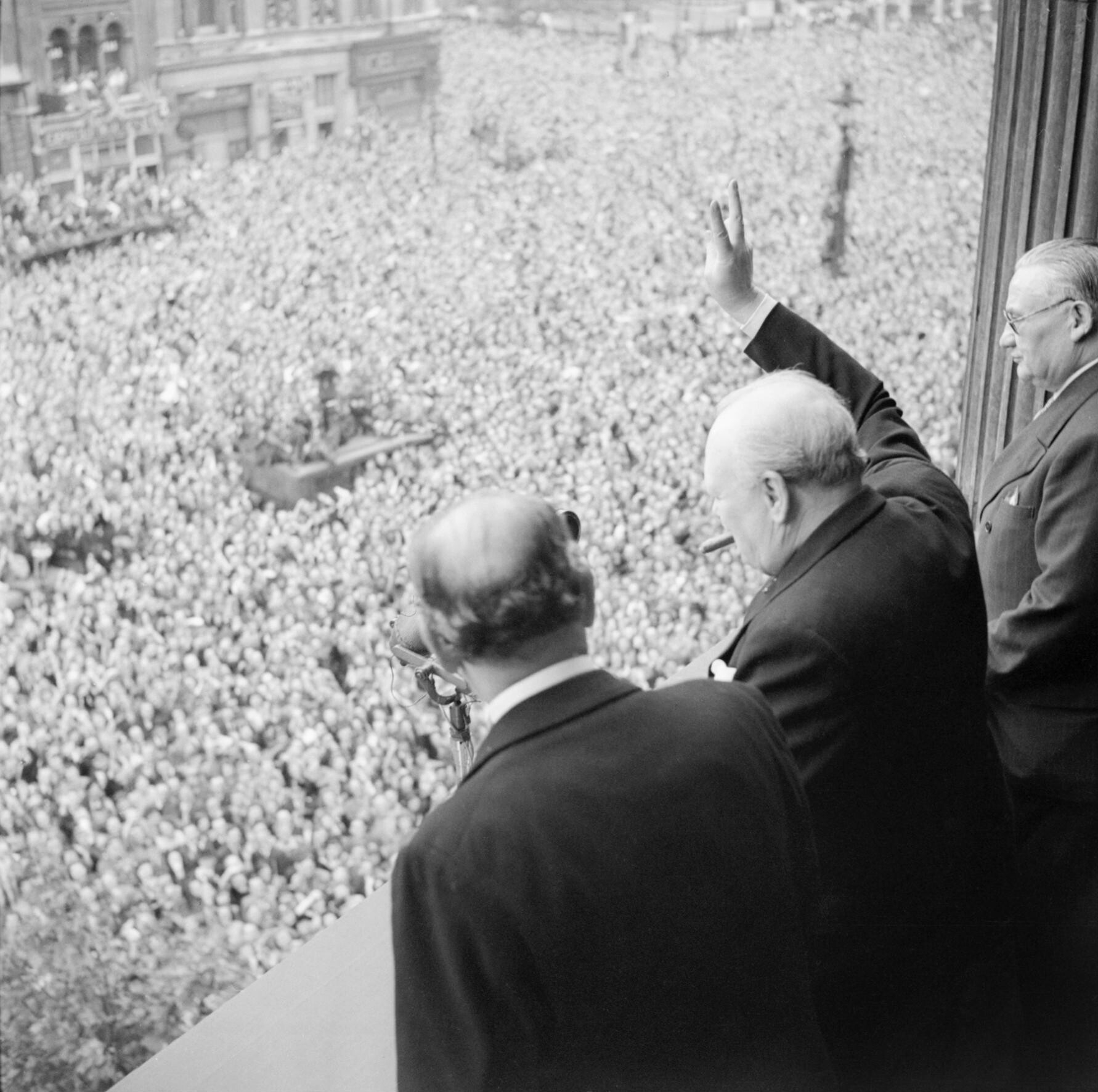
چرچیل به جمعیت سرخوش از پیروزی بر آلمان نماد پیروزی V نشان می‌دهد، ۸ مهٔ ۱۹۴۵.

متفقین در تاریخ ۷ می ۱۹۴۵ در ستاد فرماندهی عالی نیروهای ائتلاف در رنس تسلیم آلمان را پذیرفتند. فردایش روز پیروزی در اروپا نام گرفت و چرچیل به مردم اعلام کرد آلمان تسلیم شده و آتش‌بس نهایی در تمام جبهه‌های اروپا از ساعت ۱۲:۰۱ بامداد همان شب (۹ مه) به اجرا درخواهد آمد. چرچیل پس از آن به کاخ باکینگهام رفت و در کنار خانوادهٔ سلطنتی بر بالکن کاخ ظاهر شد و جمعیت عظیم شهروندان مسرور را مشاهده کرد. او از کاخ به وایت‌هال رفت و خطاب به جمعیت بزرگ دیگری گفت: «خداوند شما را حفظ کند. این پیروزی شماست. در تاریخ طولانی ما، هیچ روزی بزرگتر از این ندیده‌ایم. همه، مرد و زن، نهایت تلاش خود را کردند.»
چرچیل سپس از ارنست بوین خواست جلو آید و در تشویق‌ها سهیم شود. بوین گفت: «نه، وینستون، این روز شماست» و بعد مردم را در خواندن آواز "For He's a Jolly Good Fellow" همراهی کرد. چرچیل عصر هنگام باری دیگر سخنرانی کرد و گفت شکست ژاپن در ماه‌های آینده اتفاق خواهد افتاد (ژاپنی‌ها در ۱۵ اوت ۱۹۴۵ تسلیم شدند).
در روزهای آتی همان ماه، فرانسه تلاش کرد قیامی ملی‌گرایانه در سوریه را سرکوب کند. چرچیل مداخله کرده و در ۳۱ مه به دو گل اولتیماتوم داد از این کار دست بردارد، اما این هشدار نادیده گرفته شد. آنچه سپس روی داد بحران شام نام گرفت – نیروهای بریتانیایی از فرااردن راهی سوریه شدند تا نظم را برقرار کنند. فرانسوی‌ها که به شدت کم شمارتر از نیروهای بریتانیایی بودند، چاره‌ای جز بازگشت به پایگاه‌های خود نداشتند. دو گل احساس تحقیر کرد و درگیری دیپلماتیک میان دو کشور به وجود آمد. چرچیل به گفتهٔ یکی از همکارانش، دو گل را «خطری بزرگ برای صلح و برای بریتانیا» توصیف کرد.

#### عملیات غیرقابل تصور
وینستون چرچیل در ماه مهٔ ۱۹۴۵ از کمیتهٔ ستاد کل بریتانیا خواست نظرشان دربارهٔ عملیات نظامی احتمالی علیه اتحاد جماهیر شوروی، با اسم رمز عملیات غیرقابل تصور، ارائه دهند. یکی از طرح‌ها حملهٔ غافلگیرانه به نیروهای شوروی مستقر در آلمان به منظور تحمیل «ارادهٔ ایالات متحده و امپراتوری بریتانیا» به شوروی‌ها بود. تاریخ فرضی برای شروع حملهٔ متفقین به اروپای تحت اشغال شوروی ۱ ژوئیهٔ ۱۹۴۵ تعیین شده بود.

### دولت موقت: مهٔ ۱۹۴۵ تا ژوئیهٔ ۱۹۴۵
با نزدیک شدن به انتخابات و امتناع وزرای حزب کارگر از ادامهٔ دولت ائتلافی دوران جنگ، چرچیل در ۲۳ مهٔ ۱۹۴۵ از سمت نخست‌وزیری استعفا داد. در همان روز، او دعوت پادشاه برای تشکیل دولتی جدید را پذیرفت. این دولت به‌طور رسمی «دولت ملی» نامیده می‌شد اما گاه به آن دولت موقت نیز می‌گفتند. دولت موقت شامل محافظه‌کاران، لیبرال‌های ملی و چند نمایندهٔ غیرحزبی مانند سر جان اندرسون و لرد وولتون بود، اما حزب کارگر یا لیبرال‌های رسمی آرچیبالد سینکلر در آن حضور نداشتند. چرچیل به انجام وظایف نخست‌وزیری، از جمله تبادل پیام با دولت آمریکا دربارهٔ کنفرانس پوتسدام، ادامه داد، اما به‌طور رسمی تا ۲۸ مه مجدداً به نخست‌وزیری منصوب نشد.

#### کنفرانس پوتسدام

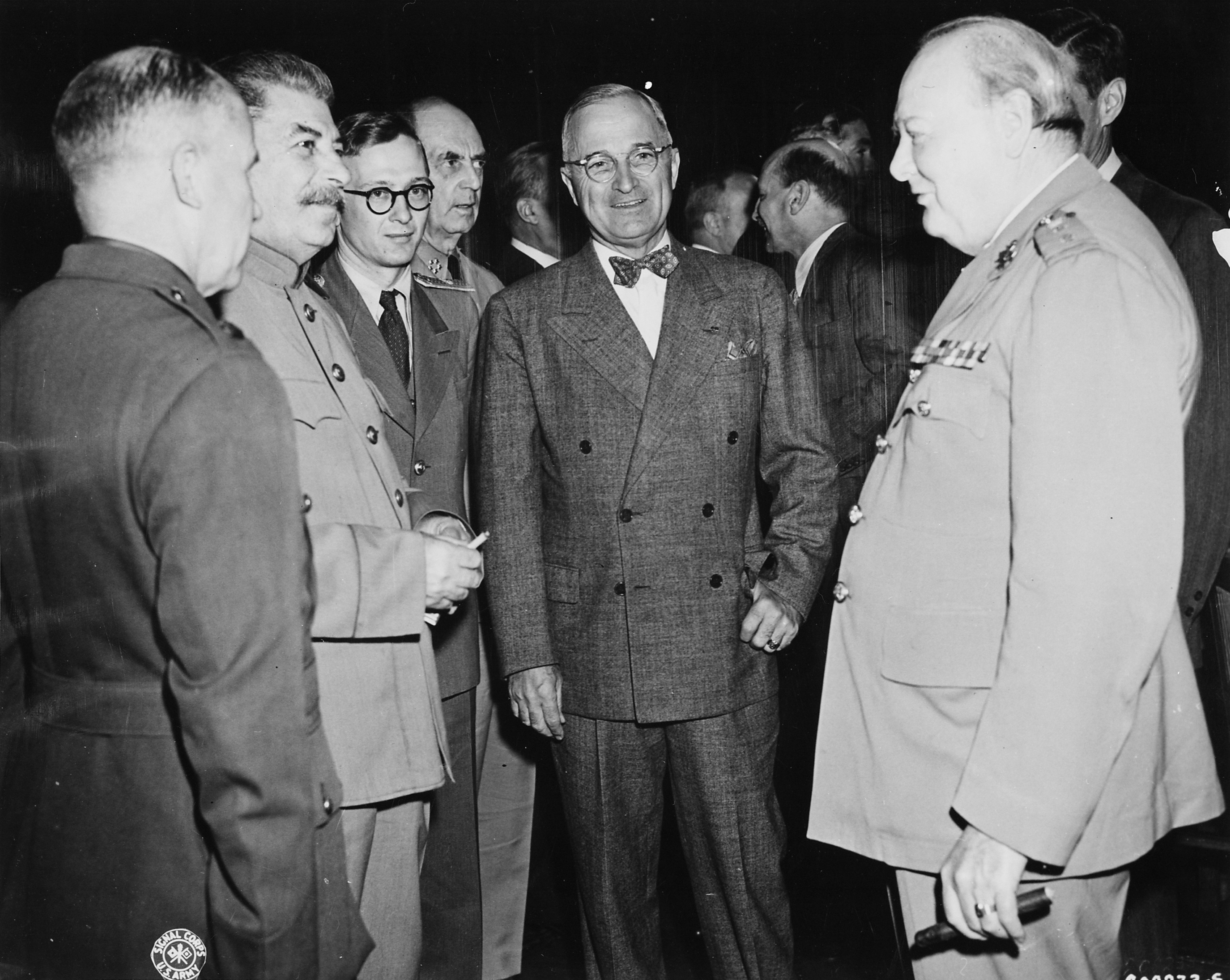
چرچیل، استالین و ترومن در کنفرانس پوتسدام، ژوئیهٔ ۱۹۴۵

چرچیل نمایندهٔ بریتانیا در کنفرانس پوتسدام پس از جنگ بود. این کنفرانس در ۱۷ ژوئیه آغاز شد و ایدن و اتلی چرچیل را در جلسات آن همراهی می‌کردند. آن‌ها در طول ۹ روز در ۹ جلسه شرکت کردند و سپس برای شمارش نتایج انتخابات به انگلستان بازگشتند. حزب کارگر قاطعانه پیروز شد و اتلی با بوین به عنوان وزیر خارجه جدید به پوتسدام بازگشت و پنج روز دیگر مذاکره صورت گرفت. کنفرانس پوتسدام برای چرچیل خوب پیش نرفت. ایدن بعداً عملکرد او را «وحشتناک» توصیف کرد و گفت او آماده نبود و پرحرفی می‌کرد. چرچیل چینی‌ها را آزرد، آمریکایی‌ها را خسته کرد و به راحتی توسط استالین که مثلاً قرار بود در برابرش مقاومت کند، تحت تأثیر قرار گرفت.

#### انتخابات ژوئیهٔ ۱۹۴۵
چرچیل کمپین انتخاباتی محافظه‌کاران را با توسل به سیاست‌های حزبی و تلاش برای بدنام کردن حزب کارگر ناشیانه مدیریت کرد. در ۴ ژوئن، او در برنامه‌ای رادیویی گفت دولت حزب کارگر نیاز به «نوعی گشتاپو» برای اجرای برنامه‌هایش دارد. این اظهارات به شدت نتیجه معکوس داشت و اتلی در برنامهٔ رادیویی روز بعد پاسخ داد: «صدایی که دیشب شنیدیم، صدای آقای چرچیل بود، اما ذهن، ذهن لرد بیوربروک بود.»
رأی‌گیری روز ۵ ژوئیه انجام شد، اما نتایج انتخابات به دلیل زمانبر بودن جمع‌آوری آرای افرادی که در خارج از کشور خدمت می‌کردند، تا ۲۶ ژوئیه اعلام نشد. کلمنتین و دخترش مری در شمارش آرا در وودفورد — حوزهٔ جدید چرچیل در اسکس — حضور داشتند و برای ناهار به خیابان داونینگ بازگشتند تا با او ملاقات کنند. چرچیل در وودفورد رقیبی از احزاب بزرگ نداشت، اما درصد آرایش برابر نامزدی مستقل بسیار کمتر از حد انتظار بود. او حال انتظار داشت از حزب کارگر شکست بخورند و مری بعداً ناهار آن روز را «مناسبتی بسیار تیره» توصیف کرد. کلمنتین گفت شاید شکست در انتخابات «نعمتی پنهان» باشد و چرچیل پاسخ داد: «در حال حاضر که به نظر می‌رسد خیلی پنهان شده است.» لرد موران، دکتر چرچیل، آن بعدازظهر برای همدردی به چرچیل گفت مردم بریتانیا «ناشکری» کرده‌اند. چرچیل پاسخ داد: «من این را اینطور نمی‌بینم. آن‌ها دوران بسیار سختی گذرانده‌اند.»
آن شب علی‌رغم حمایت شخصی فراوانی که در بین مردم بریتانیا داشت، با شکست حزب در انتخابات، از نخست‌وزیری استعفا داد و اتلی اولین دولت اکثریتی حزب کارگر را تشکیل داد و جانشینش شد. دلایل زیادی برای شکست چرچیل بیان شده است، از جمله اینکه مردم تمایل بسیاری به اصلاحات پس از جنگ داشتند و رهبر بریتانیا در جنگ را برای رهبری کشور در دوران صلح مناسب نمی‌دیدند. با اینکه حزب محافظه‌کار محبوب نبود، اما به نظر می‌رسید بسیاری از رأی‌دهندگان می‌خواستند چرچیل همچنان نخست‌وزیر باقی بماند یا به اشتباه فکر می‌کردند چنین چیزی ممکن است.

## رهبر اپوزیسیون

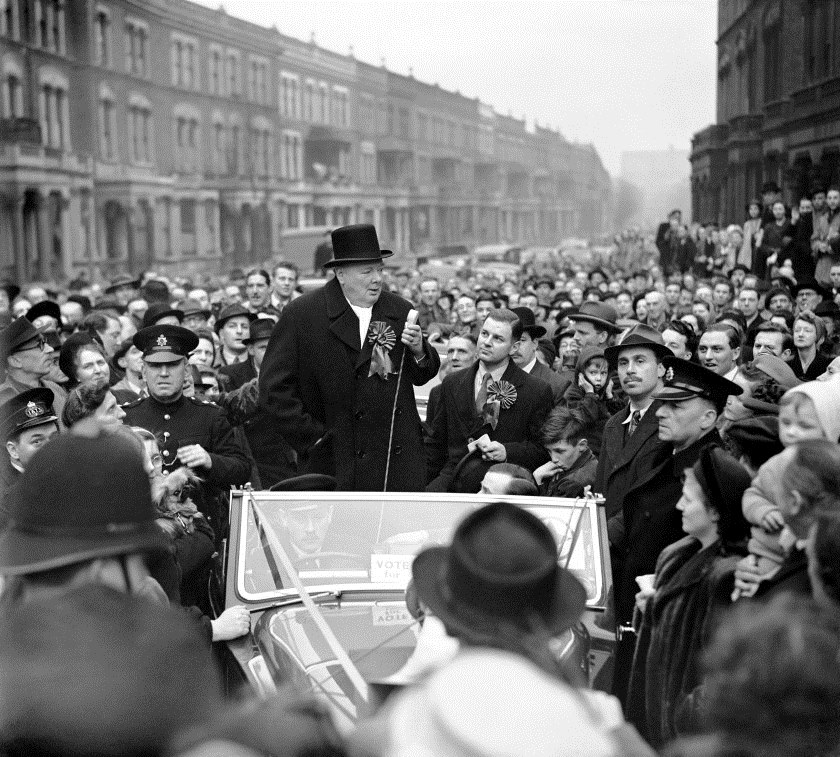
چرچیل در ۱۹۴۹

چرچیل رهبر حزب محافظه‌کار ماند و رهبر اپوزیسیون در مجلس عوام شد. او تقریباً سه ماه از اوایل ژانویه تا اواخر مارس سال ۱۹۴۶ را در آمریکا گذراند. در این سفر بود که سخنرانی «پردهٔ آهنین» را دربارهٔ شوروی و بلوک شرق ایراد کرد. او در ۵ مارس ۱۹۴۶، در حضور رئیس‌جمهور ترومن در کالج وست‌مینستر گفت:
از شچچین در دریای بالتیک تا تریسته در دریای آدریاتیک، پردهٔ آهنینی قاره را در خود گرفته است. در پشت این خط، تمام پایتخت‌های کشورهای باستانی اروپای مرکزی و شرقی قرار دارند. ورشو، برلین، پراگ، وین، بوداپست، بلگراد، بخارست و صوفیه، همهٔ این شهرهای مشهور و مردمانشان در آنچه باید حوزهٔ نفوذ شوروی بنامم، قرار دارند.
اصل نظر او این بود که هرچند شوروی نمی‌خواست با متحدان غربی بجنگد، اما موضع مستحکمش در اروپای شرقی باعث شده بود سه قدرت بزرگ نتوانند رهبری سه‌گانه‌ای در جهان برقرار کنند. خواستهٔ چرچیل همکاری نزدیک‌تر بریتانیا و آمریکا بود. در همان سخنرانی، او خواستار «رابطهٔ ویژه میان کشورهای مشترک‌المنافع و امپراتوری بریتانیا با ایالات متحده» شد، اما بر لزوم همکاری در چارچوب منشور سازمان ملل متحد تأکید کرد.
چرچیل از پیشگامان وحدت اروپا بود و در مقاله‌ای به سال ۱۹۳۰ ایجاد «ایالات متحدهٔ اروپا» را مطرح کرده بود. او از تأسیس شورای اروپا در سال ۱۹۴۹ و سازمان زغال‌سنگ و فولاد اروپا در سال ۱۹۵۱ حمایت کرد، اما همیشه با این شرط که بریتانیا نباید به هیچ دولت فدرالی بپیوندد.
چرچیل که کودکی‌اش را در ایرلند سپری کرده بود، همیشه با تقسیم آن مخالف بود. او زمانی که رهبری اپوزیسیون بود نیز به جان دبلیو. دولانتی و فردریک بولاند، سفیران ایرلند در لندن، گفت هنوز به اتحاد مجدد ایرلند امید دارد. حزب کارگر انتخابات سال ۱۹۵۰ را هم برد، اما با درصد آرای بسیار کمتر.

## دورهٔ دوم نخست‌وزیری

### نتیجهٔ انتخابات و انتصابات کابینه

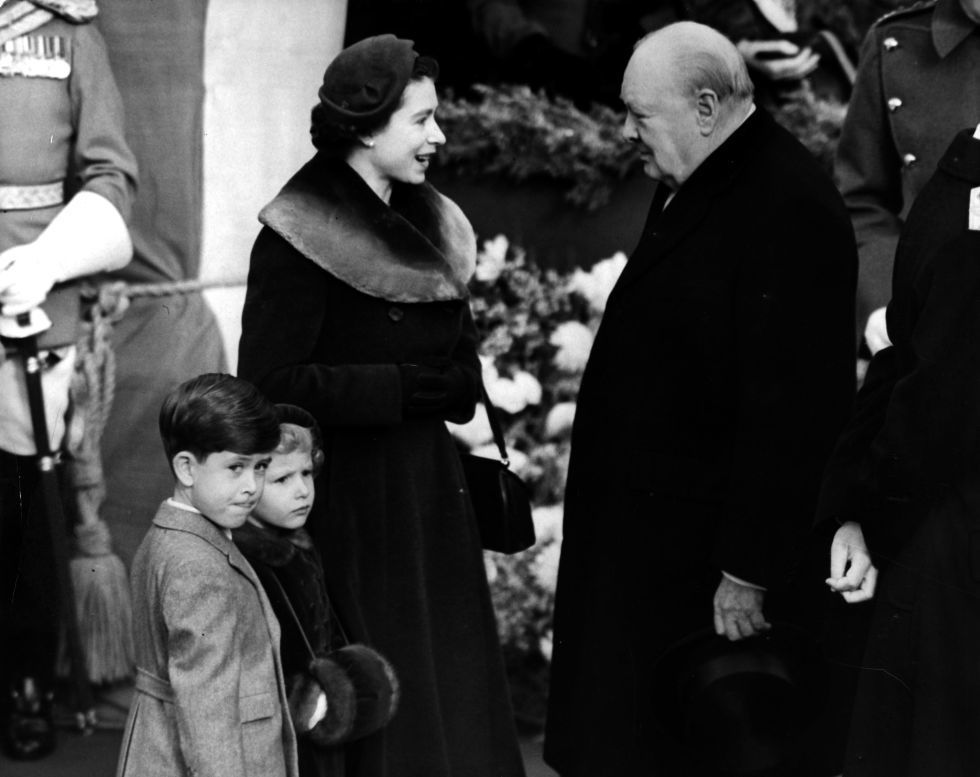
ملاقات چرچیل با الیزابت دوم، پرنس چارلز و پرنسس آن، ۱۰ فوریهٔ ۱۹۵۳

حزب محافظه‌کار با وجود رأی مردمی کمتر نسبت به حزب کارگر، در انتخابات اکتبر ۱۹۵۱ با ۱۷ کرسی بیشتر پیروز و چرچیل بار دیگر نخست‌وزیر شد. او تا زمان استعفایش در ۵ آوریل ۱۹۵۵ در این سمت باقی ماند. ایدن — جانشین چرچیل به عنوان نخست‌وزیر — به وزارت امور خارجه بازگشت. هارولد مک‌میلان، نخست‌وزیر آینده، به عنوان وزیر مسکن و دولت محلی منصوب شد و قول ساخت ۳۰۰ هزار خانهٔ جدید در سال داد. این تنها نگرانی واقعی چرچیل در سیاست داخلی بود. مک‌میلان به این هدف دست یافت و در اکتبر ۱۹۵۴ به وزارت دفاع ترفیع پیدا کرد.

### مشکلات سلامتی و استعفا
چرچیل در زمان آغاز دولت جدیدش تقریباً ۷۷ ساله بود و پس از چندین سکتهٔ جزئی وضعیت سلامتی خوبی نداشت. تا دسامبر ۱۹۵۱، جرج ششم نگران حال چرچیل شده بود و قصد داشت از او بخواهد به نفع ایدن کناره‌گیری کند، اما خود پادشاه ناخوش احوال بود و در ۶ فوریهٔ ۱۹۵۲ پیش از اینکه چیزی بگوید درگذشت. چرچیل دوستی نزدیکی با الیزابت دوم برقرار کرد و در بهار ۱۹۵۳ به درخواست او نشان بند جوراب را پذیرفت. او در ۲۴ آوریل ۱۹۵۳ به عنوان سر وینستون شوالیه شد. انتظار می‌رفت چرچیل پس از تاج‌گذاری ملکه در ژوئن ۱۹۵۳ بازنشسته شود، اما ایدن به شدت بیمار شد و نتیجتا چرچیل حتی تصدی وزارت امور خارجه را نیز برعهده گرفت.
چرچیل در شب ۲۳ ژوئن ۱۹۵۳ دچار سکتهٔ شدیدی شد که یک طرف بدنش را فلج کرد. این موضوع مخفی نگه داشته شد و چرچیل برای بهبودی به خانه‌اش در چارتول بازگشت. او تا نوامبر کاملاً بهبود یافته بود. او در آوریل ۱۹۵۵ از نخست‌وزیری بازنشسته شد و ایدن جایش را گرفت.

### امور خارجه

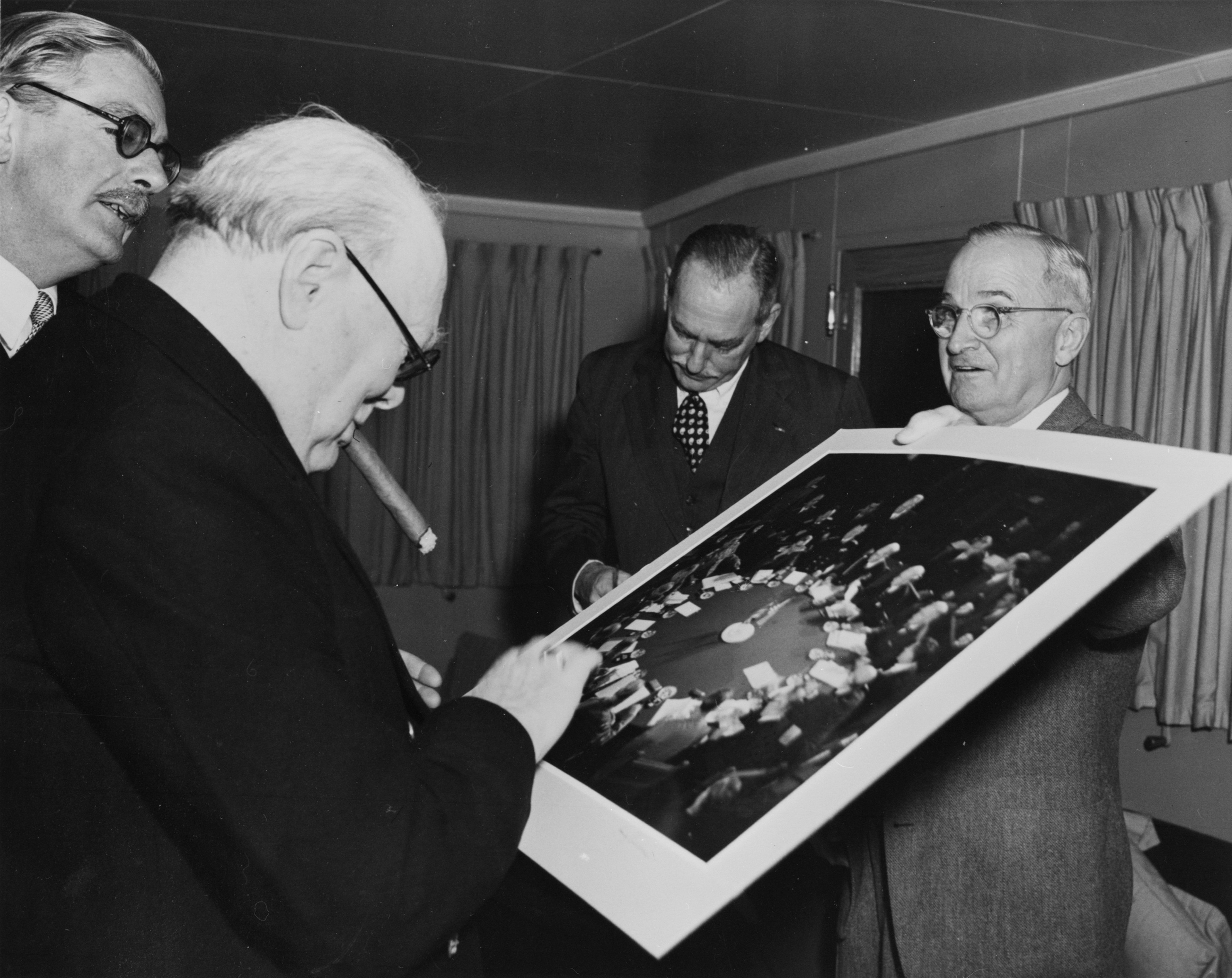
چرچیل و ترومن در ۵ ژانویهٔ ۱۹۵۲

چرچیل از وقوع جنگ هسته‌ای جهانی بیم داشت و معتقد بود تنها راه حفظ صلح و آزادی، دوستی و همکاری بین بریتانیا و آمریکاست. او از ژانویهٔ ۱۹۵۲ تا ژوئیهٔ ۱۹۵۴ چهار بار به آن سوی اقیانوس اطلس سفر کرد.
چرچیل رابطهٔ خوبی با ترومن داشت اما مشکلاتی بر سر جامعهٔ دفاعی اروپا (EDC) پیش آمد؛ ترومن امیدوار بود به واسطهٔ این سازمان حضور نظامی آمریکا در آلمان غربی را کاهش دهد اما چرچیل نسبت به جامعهٔ دفاعی اروپا دید خوبی نداشت. چرچیل خواستار حمایت نظامی آمریکا از منافع بریتانیا در مصر و خاورمیانه بود، اما این درخواست رد شد. ترومن انتظار داشت بریتانیا در جنگ کره دخالت نظامی کند و تعهد آمریکا به حضور نظامی در خاورمیانه را در خدمت حفظ امپریالیسم بریتانیا می‌دانست. آمریکایی‌ها امپراتوری بریتانیا را رو به زوال زوال می‌دیدند و از سیاست استعمارزدایی دولت اتلی استقبال کردند. چرچیل معتقد بود موقعیت بریتانیا به عنوان قدرتی جهانی به حفظ امپراتوری وابسته است.

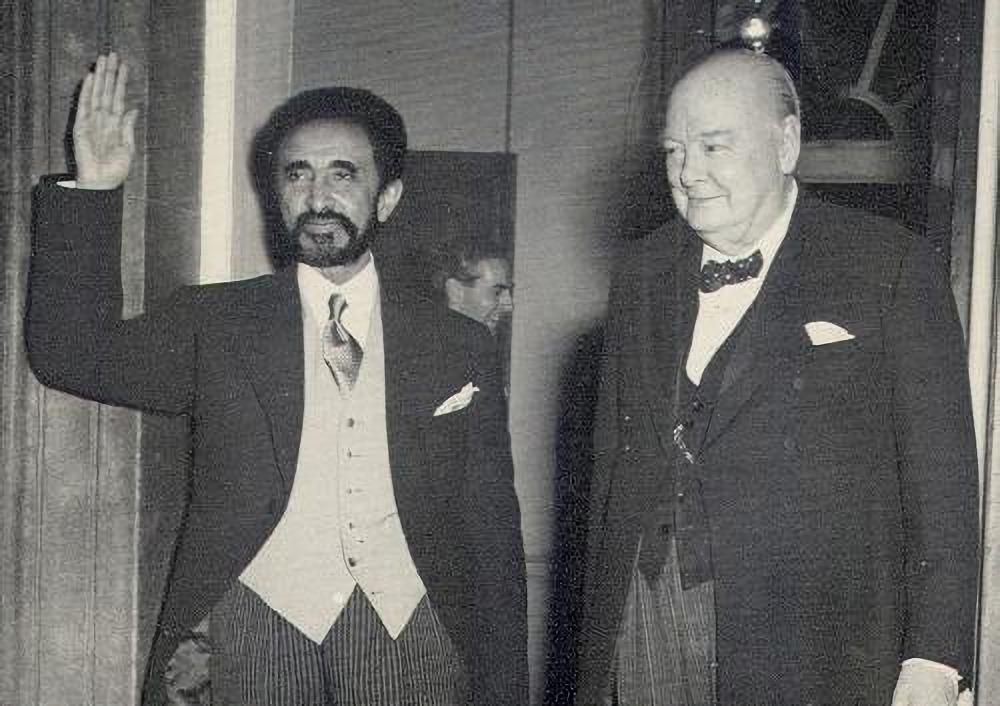
چرچیل و ملاقات با هایلی سلاسی، امپراتور اتیوپی، ۲۲ اکتبر ۱۹۵۴؛ اتیوپی از متحدان آفریقایی بریتانیا در جنگ جهانی دوم بود

چرچیل مجبور شد حکومت انقلابی جمال عبدالناصر در مصر را در سال ۱۹۵۲ بپذیرد. چرچیل با کمال ناخرسندی توافقی در اکتبر ۱۹۵۴ برای خروج تدریجی نیروهای بریتانیایی از پایگاه سوئز امضا کرد. علاوه بر این، بریتانیا در ازای چشم‌پوشی ناصر از ادعای مصر بر سودان پذیرفت تا سال ۱۹۵۶ به حکومت خود در آن کشور پایان دهد. در مالایا مبارزان کمونیست علیه نیروهای مشترک‌المنافع جنگ چریکی آغاز کرده بودند. این از سال ۱۹۴۸ شروع شد و تا سال ۱۹۶۰ و بعد از استقلال مالایا (۱۹۵۷) تا ادامه یافت. دولت چرچیل به این بحران پاسخی نظامی داد و استراتژی مشابهی در برابر شورش مائو مائو در کنیا (۱۹۵۲–۱۹۶۰) پیش گرفت.
چرچیل نسبت به انتخاب آیزنهاور به عنوان جانشین ترومن نگرانی‌هایی داشت. پس از مرگ استالین در ۵ مارس ۱۹۵۳، چرچیل به دنبال برگزاری نشستی با شوروی بود، اما آیزنهاور به دلیل ترس از استفادهٔ تبلیغاتی شوروی‌ها از آن، مخالفت کرد. تا ژوئیهٔ همان سال، چرچیل به شدت از رای نیاوردن دموکرات‌ها ناراحت بود. او به کولویل گفت آیزنهاور به عنوان رئیس‌جمهور «ضعیف و احمق» است. چرچیل به جان فاستر دالس، وزیر امور خارجهٔ آیزنهاور، بی‌اعتماد بود و اعتقاد داشت آیزنهاور خطر بمب هیدروژنی را به‌طور کامل درک نمی‌کند. چرچیل در کنفرانس سه‌قدرت برمودا (با حضور نخست‌وزیر فرانسه ژوزف لانیل) در دسامبر ۱۹۵۳ میزبان آیزنهاور بود؛ آن‌ها در ژوئن/ژوئیهٔ ۱۹۵۴ دوباره در کاخ سفید ملاقات کردند. در نهایت، شوروی‌ها پیشنهاد نشستی چهارجانبه مطرح کردند، اما این نشست تا ۱۸ ژوئیهٔ ۱۹۵۵، سه ماه پس از بازنشستگی چرچیل، برگزار نشد.

## بازنشستگی و مرگ
الیزابت دوم پیشنهاد داد چرچیل دوک لندن شود، اما چرچیل به دلیل اعتراض پسرش راندولف که پس از مرگ پدرش این عنوان را به ارث می‌برد، آن را رد کرد. اگرچه چرچیل در انظار عموم از ایدن حمایت می‌کرد، اما به‌طور خصوصی از نحوهٔ مدیریت بحران سوئز توسط ایدن انتقاد داشت و کلمنتین معتقد بود بسیاری از سفرهای چرچیل به آمریکا در سال‌های بعد تلاشی برای کمک به بهبود روابط بریتانیا و آمریکا بوده است.
چرچیل پس از پایان نخست‌وزیری تا انتخابات سال ۱۹۶۴ همچنان عضو پارلمان بود. او تا زمان انتخابات ۱۹۵۹ به ندرت در مجلس عوام حضور می‌یافت. علی‌رغم پیروزی قاطع محافظه‌کاران در سال ۱۹۵۹، آرای او در وودفورد بیش از ۱٬۰۰۰ رای کاهش یافت. چرچیل بیشتر دوران بازنشستگی خود را در چارتول یا خانه‌اش در هاید پارک گیت لندن می‌گذراند و به‌طور منظم در مهمانی‌های اعیان لَپوزا در ریویرای فرانسه شرکت می‌کرد. چرچیل در ژوئن ۱۹۶۲ که ۸۷ ساله بود، در مونت‌کارلو روی زمین افتاد و لگنش شکست. او به بیمارستانی در لندن منتقل شد و سه هفته آنجا ماند. جنکینز می‌گوید چرچیل پس از این حادثه هرگز مثل قبل نشد. در سال ۱۹۶۳، رئیس‌جمهور آمریکا جان اف. کندی او را شهروند افتخاری آمریکا اعلام کرد، اما چرچیل نتوانست در مراسم کاخ سفید شرکت کند. در سال‌های آخر عمرش شایعاتی دربارهٔ افسردگی‌اش وجود داشت، اما این موضوع به شدت توسط منشی شخصی‌اش آنتونی مونتاگو براون که ۱۰ سال آخر عمر چرچیل با او بود، رد شد. مونتاگو براون نوشت هرگز نشنیده بود چرچیل از افسردگی سخن گوید و قطعاً به آن مبتلا نبود.

### مرگ، تدفین، یادبود

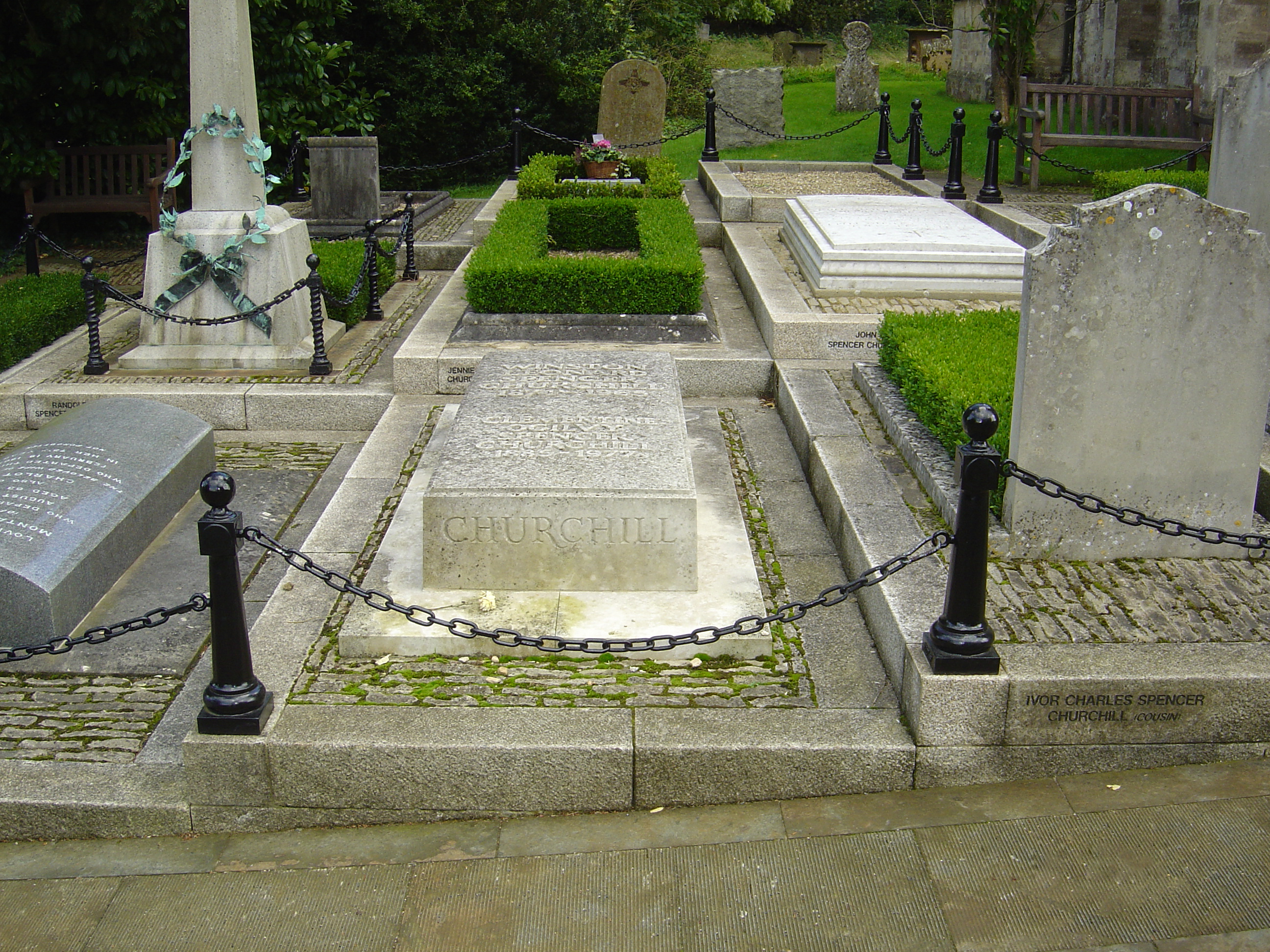
قبر چرچیل در کلیسای سنت مارتین

وینستون چرچیل در ۱۰ ژانویهٔ ۱۹۶۵ دچار سکتهٔ مغزی شد و دوازده روز بعد در ۲۴ ژانویه درگذشت. همانند دوک ولینگتون در ۱۸۵۲ و ویلیام گلدستون در ۱۸۹۸، دولت برای چرچیل تشییع جنازهٔ رسمی برگزار کرد. تابوت او به مدت سه روز در تالار وست مینستر قرار گرفت. مراسم تشییع جنازه در کلیسای جامع سنت پل در ۳۰ ژانویه برگزار شد. پس از آن، تابوت با قایق در امتداد رود تیمز به ایستگاه واترلو و از آنجا با قطار ویژه به آرامگاه خانوادگی در کلیسای سنت مارتین بلادون منتقل شد.
در سراسر جهان، بناهای یادبود متعددی به چرچیل اختصاص یافته است. مجسمهٔ او در میدان پارلمان توسط همسرش کلمنتین در سال ۱۹۷۳ رونمایی شد و یکی از دوازده مجسمهٔ این میدان است.. اتاق‌های جنگ کابینه در دوران جنگ به موزهٔ چرچیل و اتاق‌های جنگ کابینه تغییر نام پیدا کرد. کالج چرچیل، کمبریج به عنوان یادبود ملی چرچیل تأسیس شد. در یک نظرسنجی بی‌بی‌سی در سال ۲۰۰۲ با ۴۴۷٬۴۲۳ شرکت‌کننده او به عنوان برترین بریتانیایی تاریخ برگزیده شد و نزدیک‌ترین رقیبش آیزامبارد کینگدام برونل با حدود ۵۶٬۰۰۰ رأی کمتر در ردهٔ دوم قرار گرفت.
چرچیل یکی از هشت نفری است که به شهروندی افتخاری ایالات متحده مفتخر شده است. نیروی دریایی ایالات متحده در سال ۱۹۹۹ با نامگذاری یک ناوشکن جدید کلاس آرلی برک به نام یواس‌اس وینستون اس. چرچیل به او ادای احترام کرد. موزهٔ ملی چرچیل در فولتون میزوری (جایی که او سخنرانی «پردهٔ آهنین» را در سال ۱۹۴۶ ایراد کرد)؛ میدان چرچیل در مرکز ادمونتون آلبرتا و رشته کوه وینستون چرچیل در شمال غربی دریاچه لوئیز آلبرتا از دیگر یادبودهای چرچیل در آمریکای شمالی هستند.

## هنرمند، مورخ و نویسنده

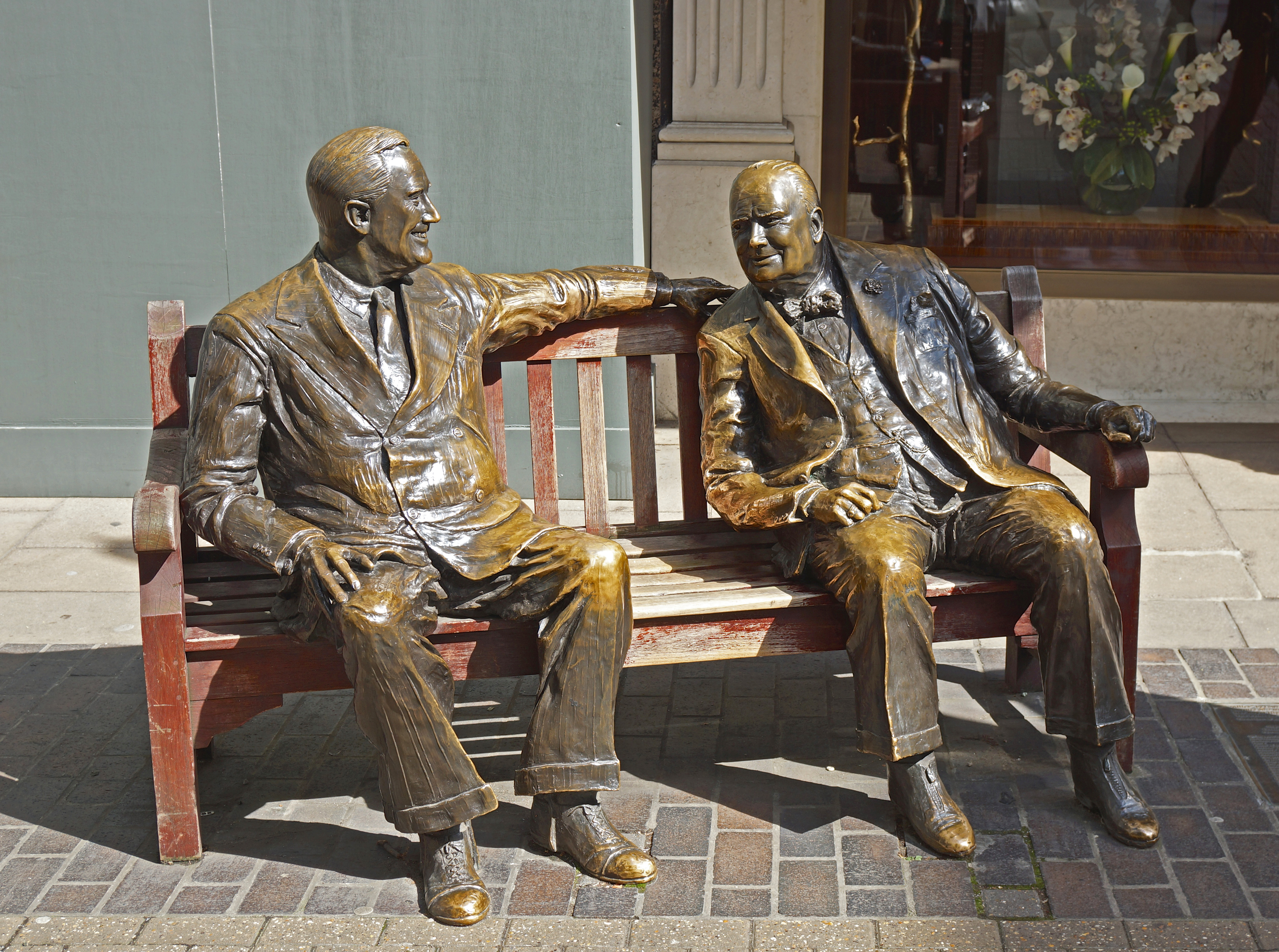
مجسمهٔ چرچیل و روزولت در خیابان باند لندن

وینستون چرچیل نویسندهٔ پرکاری بود. آثار او شامل یک رمان به نام ساورولا، دو زندگی‌نامه، خاطرات، کتاب‌های تاریخ و مقالات مطبوعاتی است. دو اثر مشهور او عبارتند از خاطرات شش جلدی‌اش به نام جنگ جهانی دوم و مجموعهٔ چهار جلدی تاریخچهٔ مردم انگلیسی‌زبان. چرچیل در سال ۱۹۵۳ جایزهٔ نوبل ادبیات را جهت تقدیر از «استادی او در توصیف تاریخی و شرح حال نویسی» و توانایی در سخنوری دریافت کرد.
«وینستون چرچیل» نام رمان‌نویس پرفروش آمریکایی معاصر او بود؛ بنابراین، چرچیلِ بریتانیایی برای جلوگیری از به اشتباه افتادن خوانندگان، از نام «وینستون اس. چرچیل» یا «وینستون اسپنسر چرچیل» استفاده می‌کرد. او با این ی نویسنده آمریکایی تماس گرفت و مکاتبات دوستانه‌ای داشت. چرچیل سال‌ها برای رفع مشکلات مالی‌اش به نوشتن مقالات مطبوعاتی تکیه می‌کرد.
او پس از استعفا از نیروی دریایی در سال ۱۹۱۵، هنر را به صورت آماتور پی گرفت. او اغلب از نام مستعار «چارلز مورین» استفاده می‌کرد و صدها نقاشی کشید که بسیاری از آن‌ها در استودیوی چارتول و همچنین در کلکسیون‌های خصوصی به نمایش گذاشته شده‌اند.
چرچیل بنا و دیوارچین آماتور بود و در چارتول ساختمان و دیوار باغ می‌ساخت. او به اتحادیهٔ کارگران ساختمانی پیوست، اما پس از بازگشت به حزب محافظه‌کار از آنجا بیرونش کردند. او همچنین به پرورش پروانه علاقه داشت. علاقه‌اش به حیوانات معروف بود و همواره حیوان خانگی، عمدتاً گربه اما بعضاً سگ، خوک، بره، بانتام، بز و توله روباه نگه می‌داشت. گفتاوردی از چرچیل وجود دارد که می‌گوید: «سگ‌ها چشمشان به شماست [شما را بالاتر می‌بینند]، گربه‌ها نگاه بالا به پایین دارند [شما را پایین‌تر می‌بینند]. من خوک می‌خواهم! او مستقیم در چشم‌هایت نگاه می‌کند و تو را با خودش برابر می‌داند.»

## میراث و ارزیابی

### «مرد سرنوشت»

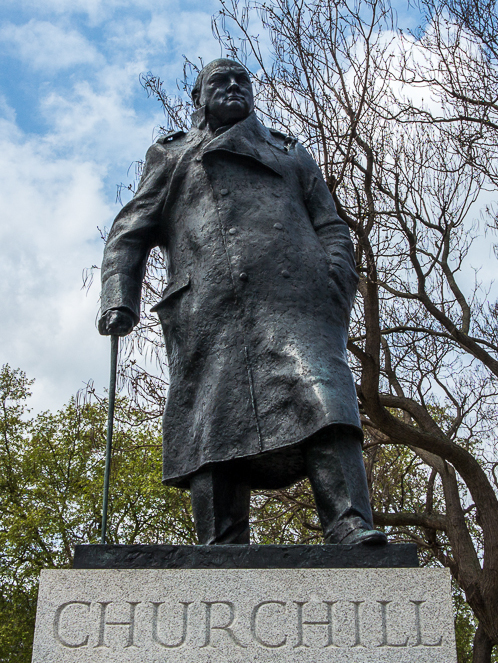
مجسمهٔ چرچیل در میدان پارلمان لندن.

روی جنکینز زندگینامهٔ چرچیل را با مقایسهٔ تحسین‌آمیز او با ویلیام یوئرت گلدستون به پایان می‌رساند و چنین می‌نویسد:
اکنون چرچیل را با تمام ویژگی‌های خاص، مسامحه‌ها، گاه‌وبی‌گاه کودکانه بودنش، اما همچنین برای نبوغ، استقامت و توانایی مداومش، چه درست یا غلط، موفق یا ناموفق، برای بزرگ‌تر بودن از خود واقعی‌اش، بزرگ‌ترین انسانی می‌نامم که تا به حال پا در خیابان داونینگ ۱۰ [اقامتگاه نخست‌وزیر بریتانیا] گذاشته است.
چرچیل همیشه با اعتماد به نفس بالایی خود را «مرد سرنوشت» می‌دانست. به همین دلیل او از قید و بند رها بود و می‌توانست بی‌ملاحظه باشد. خودباوری او در «دلبستگی‌اش به جنگ» تجلی می‌یافت، جنگ که به گفتهٔ سباستین هافنر، «درک عمیق و ذاتی» از آن نشان می‌داد. چرچیل خود را نابغهٔ نظامی می‌دانست، اما همین او را در برابر شکست آسیب‌پذیر می‌کرد؛ پل آدیسون می‌گوید فاجعهٔ گالیپولی «بزرگ‌ترین ضربه‌ای بود که به تصویر ذهنی او از خودش وارد شد.» با این حال، جنکینز می‌نویسد اگرچه چرچیل از جنگ هیجان‌زده می‌شد، اما هرگز نسبت به رنجی که جنگ با خود می‌آورد بی‌تفاوت نبود.

### تفکرات سیاسی
برخی ناظران چرچیل را سیاستمداری می‌یافتند که جاه‌طلبی شخصی به پیش می راندش، نه اصول سیاسی. در اوایل دوران حضورش در پارلمان اغلب به‌طور عمدی تحریک‌آمیز رفتار می‌کرد و جدل‌جو بود و سبک لفاظی تند و تیزش برایش دشمنان زیادی در پارلمان ایجاد کرد. از طرف دیگر، او را سیاستمداری صادق می‌دیدند که وفاداری خاصی به خانواده و دوستان نزدیکش نشان می‌داد. رابرت رودز جیمز گفته چرچیل «فاقد توانایی دسیسه‌چینی و به طرز باورنکردنی معصوم و صریح بود.»
رویکرد چرچیل به سیاست تا پیش از آغاز جنگ جهانی دوم — عمدتاً به این دلیل که دو بار حزبش را تغییر داده بود — در دیگران «بی‌اعتمادی و بی‌میلی» گسترده‌ای ایجاد کرده بود. زندگینامه‌نویسان چرچیل او را از نظر ایدئولوژی سیاسی در دسته‌های مختلفی مثل «کاملاً محافظه‌کار»، «دارای رویکردی [همیشه] لیبرال» و «رها از به وابستگی حزبی» قرار داده‌اند. چرچیل تقریباً همیشه به دلیل اعتقادش به بازار آزاد و تمایلِ سوسیالیسم به اقتصاد دولتی با سوسیالیسم مخالف بود. از جمله استثناها در این رویکرد دوران ائتلاف زمان جنگ جهانی دوم با حزب کارگر بود که به حمایتشان نیاز داشت. چرچیل برای مدت‌ها دشمن طبقهٔ کارگر به حساب می‌آمد و واکنش او به ناآرامی‌های درهٔ روندا و لفاظی‌های ضدسوسیالیستی‌اش، حملات سوسیالیست‌ها به او را به دنبال داشت زیرا او را ارتجاعی می‌یافتند. نقش او در مخالفت با اعتصابات، دشمنی بسیاری از اعتصاب‌کنندگان و اکثر اعضای جنبش کارگری را برانگیخت. با این وجود، چرچیل از اتحادیه‌های کارگری حمایت می‌کرد، زیرا آن‌ها را «نقیض سوسیالیسم» می‌دانست.
از طرف دیگر، اصلاحات چرچیل نظر مخالفانش را جلب نکرد زیرا گرچه او از بسیاری جهات فردی رادیکال و اصلاح‌طلب بود اما همیشه با هدف حفظ ساختار اجتماعی موجود عمل می‌کرد و نگرشی از خود نشان می‌داد که آدیسون آن را «خیرخواهِ اقتدارگرا» نامیده است. جنکینز که شخصاً از وزرای حزب کارگر بود، می‌گوید چرچیل در سال‌های اولیهٔ دوران وزارتی‌اش، «کارنامهٔ قابل توجهی به عنوان اصلاح‌طلب اجتماعی» به جا گذاشت. به‌طور مشابه، رودز جیمز معتقد بود دستاوردهای چرچیل به عنوان اصلاح‌طلبی اجتماعی «قابل توجه» بوده‌اند.

### امپریالیسم و نظرات نژادی
چرچیل، امپریالیست و پادشاهی‌خواهی وفادار بود و «دیدگاهی رمانتیک» نسبت به امپراتوری بریتانیا و سلطنت حاکم به ویژه در دورهٔ آخر نخست‌وزیری‌اش داشت. چرچیل «امپریالیست لیبرال» توصیف شده است که امپریالیسم بریتانیا را شکلی از نوع‌دوستی می‌دید و آن را برای مردمان تحت سلطه سودمند می‌یافت. او مخالف خودمختاری سیاه‌پوستان یا بومیان در آفریقا، استرالیا، کارائیب، آمریکا و هند بود و معتقد بود امپراتوری بریتانیا رفاه ساکنان مستعمرات را ارتقا می‌بخشد و حفظ می‌کند.
به گفتهٔ پل آدیسون، چرچیل مخالف مهاجرت از کشورهای مشترک‌المنافع بود. آدیسون می‌گوید چرچیل با یهودستیزی مخالف بود و هرگز «سعی نمی‌کرد خصومت نژادی علیه مهاجران را شعله‌ور کند یا اقلیت‌ها را آزار دهد.» چرچیل در دههٔ ۱۹۲۰ از صهیونیسم حمایت می‌کرد، اما معتقد بود کمونیسم محصول توطئهٔ جهانی یهودیان است. اگرچه این باور در میان سیاستمداران بریتانیایی آن زمان شایع بود، اما تعداد کمی از باورمندان به این توطئه به اندازهٔ چرچیل مشهور بودند و جویش کرونیکل در همان زمان از او انتقاد کرد.
چرچیل در طول زندگی خود اظهارات تحقیرآمیزی در مورد نژادهای غیرسفیدپوست ابراز کرد. فیلیپ مورفی، مورخ، بخشی از شدت ابراز این خشم را به «تمایل تقریباً کودکانهٔ چرچیل برای شوکه کردن» اطرافیانش نسبت می‌دهد. واکنش چرچیل به قحطی بنگال توسط برخی از معاصرانش به خاطر کُند بودنش مورد انتقاد قرار گرفت، انتقاداتی که بعداً با انتشار اظهارات خصوصی چرچیل خطاب به لئو امری، وزیر امور هند، تشدید شد – چرچیل گفته بود هرگونه کمک امدادی ناکافی خواهد بود زیرا «هندی‌ها مثل خرگوش تولید مثل می‌کنند.» فیلیپ مورفی می‌گوید پس از استقلال هند در سال ۱۹۴۷، چرچیل رویکرد عمل‌گرایانه‌تری نسبت به امپراتوری بریتانیا اتخاذ کرد، اگرچه لحن سخنانش در این زمینه تغییری نداشت. او در دومین دورهٔ نخست‌وزیری‌اش تعدیل کنندهٔ سرکوب قیام‌های مسلحانه علیه حکومت استعماری در مالایا و کنیا توسط بریتانیا دیده می‌شد. چرچیل استدلال می‌کرد سیاست‌های بی‌رحمانه با ارزش‌های بریتانیا و افکار عمومی بین‌المللی در تضاد است.

## بازنمایی‌های فرهنگی
زندگینامه‌هایی که آدیسون، گیلبرت، جنکینز و رودز جیمز دربارهٔ چرچیل نوشته‌اند، از برجسته‌ترین آثار دربارهٔ اویند. با این حال، چرچیل موضوع آثار بسیار دیگری نیز بوده است. دیوید فریمن می‌گوید تا پایان قرن بیستم ۶۲ کتاب مختلف به زبان انگلیسی در مورد چرچیل نوشته شده است.
مجلسین پارلمان در مراسمی در تالار وست‌مینستر به تاریخ ۳۰ نوامبر ۱۹۵۴ که به مناسبت تولد ۸۰ سالگی چرچیل برگزار شده بود، پرترهٔ تمام قدی از چرچیل که توسط گراهام ساترلند نقاشی شده بود، به او اهدا کردند. گفته شده چرچیل و کلمنتین از این پرتره نفرت داشتند و کلمنتین بعداً آن را از بین برد.
چرچیل به‌طور گسترده‌ای در تئاتر و سینما به تصویر کشیده شده است. فیلم‌های زندگینامه‌ای شامل وینستون جوان (۱۹۷۲) به کارگردانی ریچارد اتنبرا و با بازی سایمون وارد در نقش اصلی؛ وینستون چرچیل: سال‌های سرگردانی (۱۹۸۱) با بازی رابرت هاردی؛ طوفان در راه (۲۰۰۲) با بازی آلبرت فینی در نقش چرچیل؛ به سوی طوفان (۲۰۰۹) با بازی برندن گلیسون در نقش چرچیل تاریک‌ترین ساعت (۲۰۱۷) با بازی گری اولدمن در نقش چرچیل هستند. نقش چرچیل در سریال تاج (۲۰۱۶–۲۰۱۹) را جان لیسگو بازی کرده است. فینی، گلیسون، اولدمن و لیثگو همگی جوایز مهمی برای بازی خود دریافت کردند.

### آثار چاپی
- Adams, Edward (2011). Liberal Epic: The Victorian Practice of History from Gibbon to Churchill. Charlottesville: U of Virginia Press. ISBN 978-0-8139-3145-6.
- Addison, Paul (1980). "The Political Beliefs of Winston Churchill". Transactions of the Royal Historical Society. Cambridge: Cambridge University Press. 30: 23–47. doi:10.2307/3679001. JSTOR 3679001. S2CID 154309600.
- Addison, Paul (2005). Churchill: The Unexpected Hero. Oxford: Oxford University Press. ISBN 978-0-19-929743-6.
- Arthur, Max (2015). Churchill – The Life: An authorised pictorial biography. London: Cassell. ISBN 978-1-84403-859-6.
- Ball, Stuart (2001). "Churchill and the Conservative Party". Transactions of the Royal Historical Society. Cambridge: Cambridge University Press. 11: 307–330. doi:10.1017/S0080440101000160. JSTOR 3679426. S2CID 153860359.
- Bayly, Christopher; Harper, Tim (2005). Forgotten Armies: Britain's Asian Empire & the War with Japan. Cambridge, Massachusetts: The Belknap Press. ISBN 0-674-01748-X.
- Bell, Christopher M. (2011). "Sir John Fisher's Naval Revolution Reconsidered: Winston Churchill at the Admiralty, 1911–1914". War in History. 18 (3): 333–356. doi:10.1177/0968344511401489. S2CID 159573922.
- Best, Geoffrey (2001). Churchill: A Study in Greatness. London and New York: Hambledon and Continuum. ISBN 978-1-85285-253-5.
- Blake, Robert; Louis, Wm. Roger, eds. (1993). Churchill: A Major New Reassessment of His Life in Peace and War. Oxford: Oxford University Press. ISBN 978-0-19-820317-9. OCLC 30029512.
- Brown, Judith (1998). The Twentieth Century. The Oxford History of the British Empire, Volume IV. Oxford University Press. ISBN 978-0-19-924679-3.
- Brustein, William I. (2003). Roots of Hate: Anti-Semitism in Europe Before the Holocaust. Cambridge University Press. ISBN 978-0-521-77478-9. Archived from the original on 5 October 2023. Retrieved 8 June 2023.
- Charmley, John (1995). Churchill's Grand Alliance, 1940–1957. London: Hodder & Stoughton Ltd. ISBN 978-0-15-127581-6. OCLC 247165348.
- Cohen, Michael J. (2013). Churchill and the Jews, 1900–1948. Routledge. ISBN 978-1-135-31906-9. Archived from the original on 5 October 2023. Retrieved 8 June 2023.
- Colombo, John Robert (1984). Canadian Literary Landmarks. Toronto: Dundurn. ISBN 978-0-88882-073-0.
- Cooper, Matthew (1978). The German Army 1933–1945: Its Political and Military Failure. Briarcliff Manor, New York: Stein and Day. pp. 376–377. ISBN 978-0-8128-2468-1.
- Douglas, R. M. (2009). "Did Britain Use Chemical Weapons in Mandatory Iraq?". The Journal of Modern History. 81 (4): 859–887. doi:10.1086/605488. S2CID 154708409.
- Fenby, Jonathan (2011). The General: Charles de Gaulle and the France he saved. London: Simon & Schuster. pp. 42–47. ISBN 978-1-84739-410-1.
- Gilbert, Martin (1991). Churchill: A Life. London: Heinemann. ISBN 978-0-434-29183-0.
- Gilbert, Martin (1988). Never Despair: Winston S. Churchill, 1945–1965. Trowbridge: Minerva. ISBN 978-0-7493-9104-1.
- Haffner, Sebastian (2003). Churchill. John Brownjohn (translator). London: Haus. ISBN 978-1-904341-07-9. OCLC 852530003.
- Hastings, Max (2009). Finest Years. Churchill as Warlord, 1940–45. Hammersmith: Harper Collins. ISBN 978-0-00-726367-7.
- Hermiston, Roger (2016). All Behind You, Winston – Churchill's Great Coalition, 1940–45. London: Aurum Press. ISBN 978-1-78131-664-1.
- Jenkins, Roy (2001). Churchill. London: Macmillan Press. ISBN 978-0-330-48805-1., a major biography.
- Jordan, Anthony J. (1995). Churchill, A Founder of Modern Ireland. Westport, Mayo: Westport Books. ISBN 978-0-9524447-0-1.
- Judd, Dennis (2012). George VI. London: I. B. Tauris. ISBN 978-1-78076-071-1.
- Khan, Yasmin (2015). India at War: The Subcontinent and the Second World War. Oxford: Oxford University Press. ISBN 978-0-19-975349-9. Archived from the original on 23 May 2024. Retrieved 15 July 2021.
- Knickerbocker, H. R. (1941). Is Tomorrow Hitler's? 200 Questions on the Battle of Mankind. New York: Reynal & Hitchcock. ISBN 978-1-4179-9277-5.
- Lovell, Mary S. (2011). The Churchills. London: Little Brown Book Group. ISBN 978-0-7481-1711-6. Archived from the original on 23 May 2024. Retrieved 25 October 2015.
- Lynch, Michael (2008). "1. The Labour Party in Power, 1945–1951". Britain 1945–2007. Access to History. London: Hodder Headline. pp. 1–4. ISBN 978-0-340-96595-5.
- Marr, Andrew (2009). The Making of Modern Britain. London: Macmillan. pp. 423–424. ISBN 978-0-330-51099-8.
- Moritz, Edward Jr. (1958). "Winston Churchill – Prison Reformer". The Historian. Hoboken, New Jersey: Wiley. 20 (4): 428–440. doi:10.1111/j.1540-6563.1958.tb01990.x. JSTOR 24437567.
- Mumford, Andrew (2012). The Counter-Insurgency Myth: The British Experience of Irregular Warfare. Abingdon: Routledge. ISBN 978-0-415-66745-6.
- Neiberg, Michael S. (2004). Warfare and Society in Europe: 1898 to the Present. London: Psychology Press. ISBN 978-0-415-32719-0.
- O'Brien, Jack (1989). British Brutality in Ireland. Dublin: The Mercier Press. ISBN 978-0-85342-879-4.
- Pelling, Henry (June 1980). "The 1945 General Election Reconsidered". The Historical Journal. Cambridge University Press. 23 (2): 399–414. doi:10.1017/S0018246X0002433X. JSTOR 2638675. S2CID 154658298.
- Price, Bill (2009). Winston Churchill: war leader (International ed.). Harpenden: Pocket Essentials. ISBN 978-1-306-80155-3. OCLC 880409116. Archived from the original on 23 May 2024. Retrieved 13 March 2023.
- Rasor, Eugene L. (2000). Winston S. Churchill, 1874–1965: A Comprehensive Historiography and Annotated Bibliography. Westport, Connecticut: Greenwood Press. ISBN 978-0-313-30546-7.
- Reagles, David; Larsen, Timothy (2013). "Winston Churchill and Almighty God". Historically Speaking. Boston, Massachusetts: Johns Hopkins University Press. 14 (5): 8–10. doi:10.1353/hsp.2013.0056. S2CID 161952924.
- Resis, Albert (April 1978). "The Churchill-Stalin Secret "Percentages" Agreement on the Balkans, Moscow, October 1944". The American Historical Review. 83 (2): 368–387. doi:10.2307/1862322. JSTOR 1862322.
- Rhodes James, Robert (1970). Churchill: A Study in Failure 1900–1939. London: Weidenfeld & Nicolson. ISBN 978-0-297-82015-4.
- Robbins, Keith (2014) [1992]. Churchill: Profiles in Power. London and New York: Routledge. ISBN 978-1-317-87452-2.
- Roberts, Andrew (2018). Churchill: Walking with Destiny. London: Allen Lane. ISBN 978-1-101-98099-6.
- Sen, Amartya (1977). "Starvation and exchange entitlements: a general approach and its application to the Great Bengal Famine". Cambridge Journal of Economics. 1 (1): 33–59. doi:10.1093/oxfordjournals.cje.a035349.
- Shakespeare, Nicholas (2017). Six Minutes in May. London: Vintage. ISBN 978-1-78470-100-0.
- Soames, Mary (1990). Winston Churchill: His Life as a Painter. Boston, Massachusetts: Houghton Mifflin. ISBN 978-0-395-56319-9.
- Sorrels, Roy W. (1984). "10 People Who Hated Portraits of Themselves".  In Wallechinsky, David; Wallace, Irving; Wallace, Amy (eds.). The People's Almanac Book of Lists. New York City: William Morrow & Co. ISBN 978-0-552-12371-6.
- Taylor, Frederick (2005). Dresden: Tuesday, 13 February 1945. London: Bloomsbury. ISBN 978-0-7475-7084-4.
- Tolstoy, Nikolai (1978). The Secret Betrayal. New York City: Scribner. p. 360. ISBN 978-0-684-15635-4.
- Toye, Richard (2007). Lloyd George and Churchill: Rivals for Greatness. London: Macmillan. ISBN 978-1-4050-4896-5.